# Beçin (Milas)
Koordinaten: 37° 16′ 27,5″ N, 27° 47′ 19,7″ O

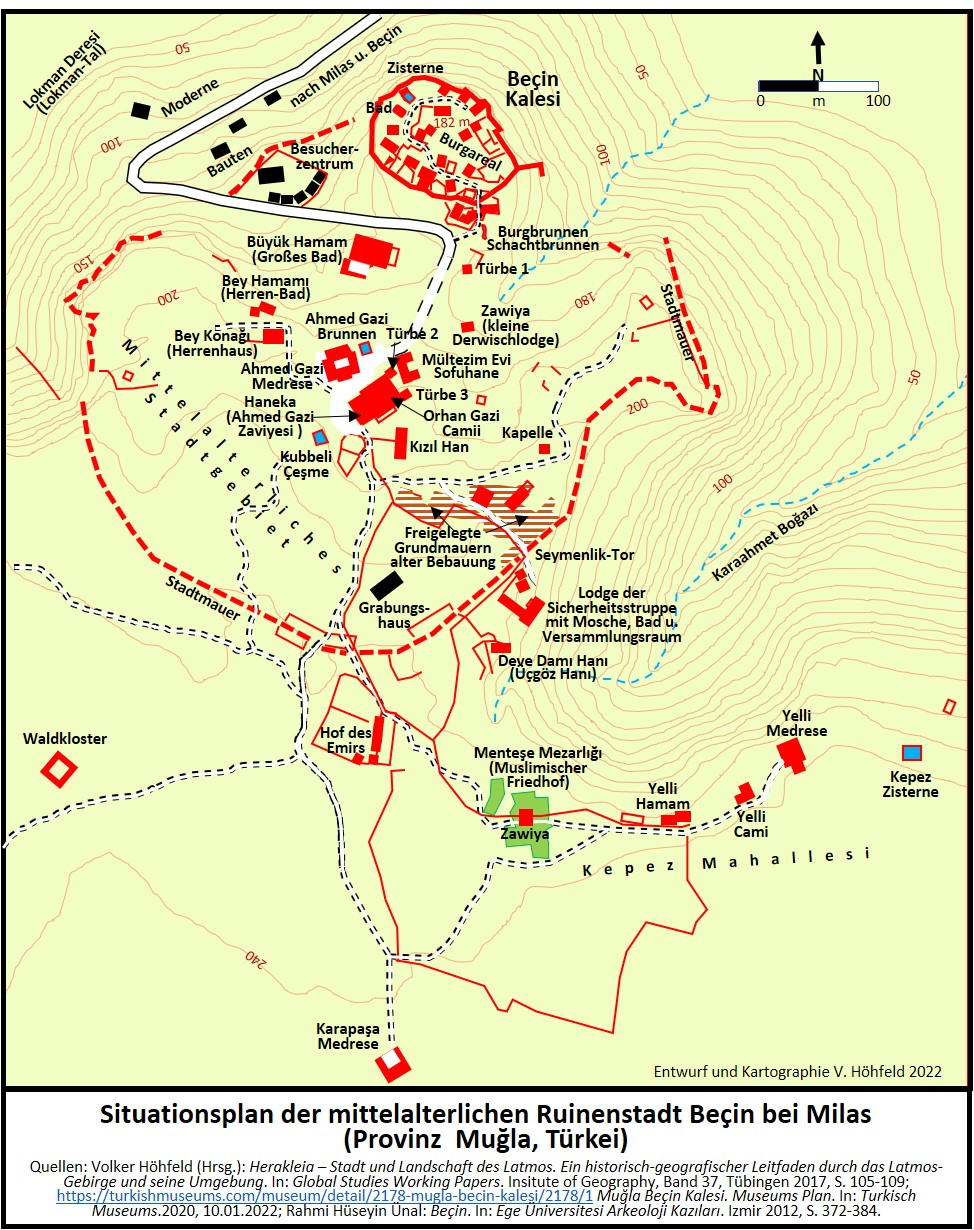
Plan von Beçin südlich von Milas (Türkei)

Beçin ist eine in Ruinen erhaltene mittelalterliche Festungsstadt in Südwest-Anatolien am Nordostrand eines größeren Felsplateaus, etwa 200 m hoch über dem modernen Ort Beçin (früher Mutluca, seit der türkischen Verwaltungsreform 2013/2014 Stadtteil von Milas) in der türkischen Provinz Muğla 4,5 km südlich der Kreisstadt Milas (in der Antike Mylasa) am südlichen Rand des gleichnamigen Beckens (türkisch: Milas Ovası).
Die aufgelassene Stadt Beçin, die zumeist fälschlicherweise als „Beçin Kalesi“ (Burg Beçin) bezeichnet wird, war in der Zeit der türkischen Fürstentümer (Beyliks) vom Ende des 13. Jahrhunderts bis zum 15. Jahrhundert Hauptstadt des Beyliks Menteşe. Dieses Fürstentum der Menteşeoğulları bestand in Anatolien zwischen 1261 und 1425. In der Antike wurde diese Region Karien genannt.
In Beçin, dem einstigen Verwaltungszentrum des Fürstentums Menteşe, befinden sich etwa 20 historische Gebäude in teilweise intaktem Zustand. Die dortigen archäologischen Ausgrabungen werden seit den 1970er Jahren von der Philosophischen Fakultät der Istanbuler Medeniyet Universität durchgeführt. Nach intensiven Restaurierungsarbeiten steht der Ort seit 2012 auf der temporären Liste des Weltkulturerbes (Welterbe-Tentativ-Liste der UNESCO).

## Historische Hintergründe, Lage und Bedeutung
Nicht die befestigte Burgstadt Beçin, sondern das nur wenige Kilometer nördlich gelegene Mylasa (Milas) mit dem Tempel des Zeus Karios (karischer Zeus) war in der Antike das eigentliche Zentrum Kariens und in spätbyzantinischer Zeit Bischofssitz in einer eigenen Kirchenprovinz Karia, auch wenn anfangs damals die christliche Gemeinde in Mylasa noch klein war. Mylasa war der Mittelpunkt Kariens, von dem Handels- und verkehrspolitische Straßen in alle Regionen ausgingen. Umso merkwürdiger ist zunächst, dass Mylasa als einzige der großen Städte Kariens keine Stadtmauer besaß. Allerdings wurde Mylasa andererseits ringsum von Festungen geschützt, die eine zusätzliche Stadtmauer entbehrlich machten: So z. B. auf dem Sodra Dağı und dem Hıdırlık Tepesi im Westen der Stadt, im Osten die Festungen Kuyruklu Kalesi am Rand der Ebene von Mylasa und auf dem Beşiktaş Tepesi sowie im Süden Beçin Kalesi. Sie boten zugleich auch eine Kontrolle über die Routen aus der Ebene von Mylasa nach Hydai (bei Damlıboğaz), Iasos (Kıyıkışlacık), Passala (ehemaliger Hafen von Mylasa, heute Flughafen Milas–Bodrum), Milet (bei Balat), Labraunda (Labranda), Stratonikeia (Eskihisar) und Halikarnassos (Bodrum). Über die römischen und byzantinischen historischen „Zwischenspiele“ Beçins, einem offenbar sehr alten, aber in antiker und byzantinischen Zeit wenig bedeutenden Ort namens Pezona 5 km südlich von Milas, ist bislang erst sehr wenig bekannt. Die weithin sichtbare, auf einem markanten Felsstock in etwa 200 m Höhe gelegene Festung Beçin Kalesi beherrschte vor allem die Engstelle von Mylasa in Richtung Halikarnassos, war dauernd besiedelt und reicht den Funden nach bis in archaische Zeit zurück, war also gleich alt wie Mylasa. Auf ihren antiken Fundamenten war in byzantinischer Zeit eine reduzierte Burg entstanden.

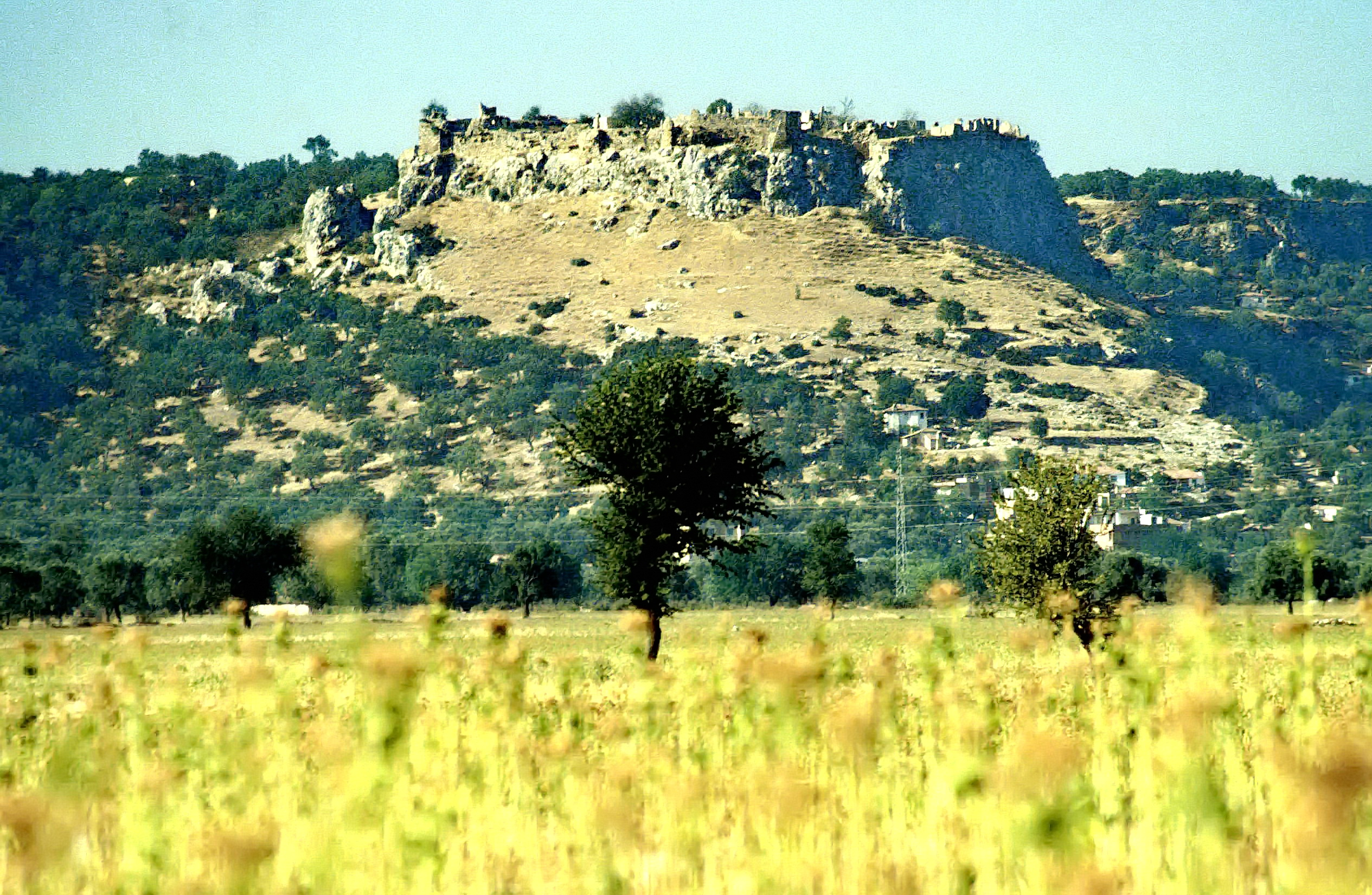
Blick aus der Ebene von Milas auf die Burg Beçin Kalesi.

Erst als sich während der Schwächeperiode der Rum-Seldschuken der Niedergang ihres Reiches in Inneranatolien abzeichnete, trat Beçin historisch in den Vordergrund. Damals etablierten sich bereits seit der zweiten Hälfte des 13. Jhs. bis zu Beginn des 16. Jahrhunderts in den westanatolischen Grenzregionen zwischen Seldschukenreich und Byzanz – u. a. durch Eroberung von byzantinischem Rest-Territorium – überall lokale Fürstentümer (Beyliks), darunter auch das Beylik Menteşe. Sein Gründer und Namensgeber Menteşe Bey war Vasalle des Germiyan-Beyliks (Kütahya) gewesen und zählte zu den Afşar, einem bedeutenden Oghusen-Stamm, der im Gefolge der Seldschuken hauptsächlich auf dem Gebiet der heutigen Türkei, in Aserbaidschan, im Nordirak, in Nordsyrien und im Iran, später auch auf der Balkanhalbinsel siedelte. Regierungssitz des jungen Emirats der Menteşeoğulları war zunächst Mylasa. Damals konnten die Beys von Menteşe ihre Macht von der Küste bis ins Hinterland von Karien und etwa bis nach Milet ausdehnen. Orte, wie Beçin, Milas, Balat (Milet), Finike, Elmalı, Kaş, Mağrı (heute Fethiye), Muğla, Çameli, Acıpayam, Tavas, Bozdoğan, Çine, Tralleis (heute Aydın), und die Insel Rhodos befanden sich unter der Herrschaft der Menteşe, was also in etwa der heutigen Provinz Muğla entsprach. Anfang des 14. Jahrhunderts wurde der Regierungssitz – wohl aus verteidigungs-technischen Erwägungen – von Milas nach Beçin (auch Pecin) verlegt.

## Zum Namen von Beçin
Funde aus griechischer und römischer Zeit in Beçin können nicht durch schriftliche Quellen gestützt werden, da der Name Beçin bis ins 14. Jahrhundert in keiner Quelle oder Inschrift auftaucht. Nach bisherigem Kenntnisstand kommt der Name erstmals im Reisebuch von Ibn Batuta mit der Schreibweise برجين, Barcîn, Barçın, Bercîn vor. Dieselbe Schreibweise findet sich auch auf einem Grabstein in Balat (Milet) und ebenfalls bei Mahmud el Barcînî (Barçın/Bercin), der für Mahmud Bey, einen Sohn von Menteşe Bey, ein Jagdbuch ins Türkische übersetzte. Paul Wittek behauptete, der Name Bercin entspräche Perzona im Neugriechischen, und es handele sich um einen alten Ortsnamen, der in venezianischen Quellen als Pezona bezeichnet wird. Nach Aydoğan Demir hat sich die Schreibweise von Biçin/Pinç/Beçin/Peçin, die man in Dokumenten des 16. Jahrhunderts findet, allmählich in Beçin gewandelt. Er führt den Namen Beçin eher auf eine Fluchtwelle oghuzischer Stämme aus ihren Siedlungsgebieten am unteren Syrdarja zurück, speziell aus der dortigen Stadt Barçin im heutigen Kasachstan, die dort Mitte des 12. und Anfang des 13. Jahrhunderts unter der muslimische Dynastie der „Khwarezmshahs“ (Choresm-Schah = Anuschteginiden) eine der am häufigsten genannten und wichtigsten Städte im westlichen Mittelasien (Choresmien, Choresm) war. Massaker durch Mongolen sollen Teile der Bevölkerung aus Barçın zur Flucht veranlasst haben, in deren Gefolge Turkmenen der Syrdarja-Stämme und Bürger von Transoxanien in Wellen nach Khorasan auf der Suche nach einer neuen Heimat waren. Sie sahen als sicherstes Ziel Anatolien. Faruk Sümer stellt in diesem Zusammenhang hinsichtlich alter Oghuzenstädte am Oxus (Amudarja) eine Verbindung zwischen den Namen Barçınlığkent (Barçın?) und Barçın Derya, einem trockenen Nebenfluss des Syrdarja, her.
Der damals vor den Mongolen geflohene oghuzische Turkmene Celaleddin Harezmşah (Choresmşah, 1220–1231) etablierte eine Art Staatswesen eine Zeit lang im Westiran, im Kaukasus und auch in Ostanatolien, wo er bei erbitterten Auseinandersetzungen mit dem anatolischen Seldschukenstaat 1231 ums Leben kam. Der anatolische Seldschuken-Sultan Alaeddin Keykubad (1220–1237) nahm einige der choresmischen Flüchtlinge in den Staatsdienst und platzierte die verbliebenen Stämme in verschiedenen Regionen, wo sie unter dem Namen Horzum noch zu identifizieren sind. Darunter sind zehn Horzum-Stämme, von denen neun zu Beçin und einer zu Muğla gehörten, die im Katasterregister Nummer 61 von 1517 im osmanischen Archiv des Premierministers registriert sind. Unter den in Beçin genannten Stämmen befanden sich auch solche aus İzmir, Ayasuluk (Ephesos/Efes) und Çeşme. Die Spuren dieser Einwohner von Horzum (Kharezm, Choresm) in rezenten Dorfnamen und in Archivdokumenten gehören möglicherweise zu jenen Flüchtlingen, die zur Gründung der Beyliks Menteşe und Saruhan in der zweiten Hälfte des 13. Jahrhunderts beigetragen haben. Auch Baba Şüşteri (Şeyh Mehmet Şüşteri, gilt als Schöpfer der Schattenspielfiguren Hacivat und Karagöz, die auf der UNESCO-Liste des immateriellen Kulturerbes stehen), den Ibn Batuta in Milas traf, war einer derjenigen, die über Khorasan nach Anatolien kamen und von dem Evliya Çelebi schreibt, dass Şüşteris Grab in Milas, den er als Scheich bezeichnet, ein Wallfahrtsort sei. Der antike Name von Beçin war wahrscheinlich Omba, Zentrum der „Ombianischen Ebene“ (Ombianon Pedion), die im Süden von Mylasa in Pachturkunden aus Mylasa aus dem 2. Jh. n. Chr. erwähnt wird. Der Name der Stadt wird in mittelalterlichen italienischen Quellen als „Pezona“, in türkischen und islamischen Texten als „Barçın“ und in neueren als „Peçin“ bezeichnet. Er wird heute in der endgültigen Form als „Beçin“ geschrieben und gesprochen. Im lateinischen Text des Handelsabkommens, das 1414 mit den Venezianern im Palast von İlyas Bey in Beçin unterzeichnet wurde, wurde der Name der Stadt als Pezona (in la citade Pezona) geschrieben.

## Geschichte

### Antike
Zur Vorgeschichte und Antike Beçins gab es bis in die späten 1990er Jahre keine wirklich systematischen Ausgrabungen. Erst danach setzten Zufallsfunde am Burgbrunnen gezieltere Grabungskampagnen der İstanbul Medeniyet Üniversitesi unter Rahmi Hüseyin Ünal 1995 bis 2009 und seit 2010 unter Kadir Pektaş in Gang und brachten mittlerweile mehr Licht in die antike Vergangenheit des Ortes. Forschungen und Studien 1987 und 1971 in der Burg von Beçin und an ihren Rändern hatten allerdings bereits Funde aus archaischer Zeit ans Licht gebracht. Oberflächen-Untersuchungen, begrenzte Studien von Aşkıdil Akarca und freigelegte Gräber, u. a. ein Kindergrab aus der Altbronzezeit (3. Jahrtausend v. Chr.), hatten gezeigt, dass es hier in archaischer Zeit eine Besiedlung gegeben hatte. Der Pithos-Grabfund im April 2007 im Rahmen von Arbeiten zum Aufstellen eines Fahnenmastes in der Burg dokumentierte zumindest vor Ort die Bronzezeit, und Fundamentreste aus hellenistischer Zeit (4. Jh. v. Chr.) und eines monumentalen Zeus-Tempels in der südöstlichen Ecke der Mauern und die alten Stadtmauern unter den Mauern der Burg von Beçin verwiesen in die Antike. Bei Ausgrabungen in der Burg Beçin (Beçin Kalesi) Ende der 2010er Jahre wurde das Stück eines Marmorblocks mit einer Namensliste aus hellenistischer Zeit gefunden, die als Liste von Priestern oder Herrschern interpretiert und jetzt im Milas Museum aufbewahrt wird, dessen Oberseite allerdings beschädigt ist, so dass nicht festgestellt werden kann, ob die Liste folgenden Inhalts vollständig ist: „Menippos, Sohn des Theoxenos, Proteas, Sohn des Apollonides, Hippokrates, Sohn des Dionysos, Polites, Sohn des Polykritos, Antiochus, Sohn des Leon, Melantas, Sohn des Leon, Zenon, Sohn des Moas, Sohn des Leon, Sohn des Lysimachus , Phaedros, Sohn des Jatrokles, Eirenaios, Sohn des Jatrokles.“ Reste von Tempelfundamenten sind im Torweg der byzantinischen Burg erhalten, und unterhalb südlich der Burg war wohl eine Stadt mit Stadtmauern entstanden.

### Byzantinische Zeit
Über die Geschichte des Ortes Beçin unter byzantinischer Herrschaft ist bislang nur wenig bekannt. Im Stadtgelände Beçins gibt es eine Kapelle, die zusammen mit der Burg von Beçin in byzantinischer Zeit gebaut worden sein soll. Weil die Siedlungsflächen aus Sicherheits- und Verteidigungsgründen auf das Innere der Burg beschränkt waren und auch die Kapelle äußerst kleinformatig ist, geht man davon aus, dass die Stadt Beçin in byzantinischer Zeit ein nur kleines Siedlungsgebiet umfasste. Als im 14. Jahrhundert Türken in Anatolien nach und nach die Siedlungsgebiete des byzantinischen Staates eroberten und dabei insbesondere in diesen eroberten Gebieten die bestehenden Burgen besiedelten, dürfte auch die Stadt Beçin nur als kleines Verteidigungszentrum für militärische Zwecke genutzt worden sein. Die byzantinische Zeit der Stadt Beçin endete mit der Eroberung durch das Beylik der Menteşeoğulları, das sich in der Burg von Beçin etablierte. Die Stadt Beçin entwickelte sich danach sehr rasch.

### Zeit des Beyliks Menteşe
Die Schlacht von Kösedağ (1243) bei Sivas zwischen den Mongolen und dem seldschukischen Sultanat von Rum (1075–1308), die mit einer Niederlage der Rum-Seldschuken endete, hatte den Niedergang des anatolischen Seldschukenreiches und die Herrschaft der Mongolen über den größten Teil Anatoliens zur Folge: Ohnehin hatten turkmenische Beys bereits seit längerem in Westanatolien die Schwäche der byzantinischen Verteidigung ausgenutzt und Ende des 13. Jahrhunderts fast die gesamte anatolische Ägäisregion mehr oder weniger okkupiert. Nach und nach entstanden und wuchsen von Norden nach Süden muslimische Fürstentümer (Beyliks), wie die von Karası, Saruhan, Aydın und Menteşe in den von ihnen beherrschten Gebieten. Als der Seldschuke Alaeddin Keykubad I. damals versuchte, mit Hilfe seiner lokalen Grenzfürsten nach und nach Karien zu annektieren, hatte er den oghusischen Stammesführer Kurı Bey, dessen Stamm in den Küstenregionen um Milas mit byzantinischer Billigung Viehzucht und Landwirtschaft betrieb, mit dem Kommando der seldschukischen Küstenarmee betraut. Als in der zweiten Hälfte des 13. Jahrhunderts der Seldschukenstaat in Anatolien (1075–1317) ein Vasall des mongolischen Ilchanidenstaates (1256–1336) wurde, verloren die Seldschuken auch ihre Autorität über diese anatolischen Beyliks, und mehr als zehn Fürstentümer, meist in Westanatolien, erklärten ihre Unabhängigkeit. Die Westküstengebiete Anatoliens kamen unter die Herrschaft lokaler Fürstentümer. Damals nutzte auch Kurı Beys Enkel Menteşe Bey diese Situation und deklarierte seine Souveränität. Laut einer Inschrift in der Ulu Cami (Ahmed Gazi-Moschee) in Milas von 780 H/1378 hieß Menteşe Beys Vater Eblistan Bey und sein Großvater Kurı Bey.

### Menteşe Bey
In den frühen 1260er Jahren hatte der einstige seldschukische Marinekommandant Menteşe Bey die damals theoretisch noch byzantinische Region Caria (Karien) im Südwesten Anatoliens okkupiert und das Menteşe Beylik (Fürstentum Menteşe, auch Menteşeoğulları Beyliği = Fürstentum der Söhne von Menteşe) gegründet, dessen Ausweitungen er in verschiedenen Regionen Anatoliens fortsetzte, indem er unter anderem einige ägäische Inseln und die Städte Aydın und Sultanhisar (Nysa) unter seine Kontrolle brachte. Weitere westliche Mittelmeerhäfen wie Fethiye, Köyceğiz und Marmaris schlossen sich dem Fürstentum Menteşe an. Letztendlich wurden die südwestanatolischen Küsten vollständig eingenommen, und die Dominanz von Menteşe erstreckte sich sogar für zehn Jahre auf die Insel Rhodos. Die Fürsten der Menteşeoğulları regierten zwischen 1261 und 1425. Damals war das Zentrum des Fürstentums zunächst die Stadt Milas, das antike Mylasa. Nachbarn waren die Fürstentümer der Aydınoğulları (Aydın), Germiyanoğulları (Kütahya), Hamitdoğulları (Isparta) und Teke (Antalya).

### Mesud Bey
Nach Menteşe Bey trat sein Sohn Mesud Bey (1282–1319?) an seine Stelle. Um seine Souveränität zu festigen, erkämpfte er mit einer von ihm gegründeten Flotte lokaler Seeleute die Insel Rhodos, die er 1300 besetzte. Rhodos wurde allerdings 1314 von den Rittern des Johanniterordens wieder zurückerobert. Der neue Herrscher von Menteşe verehrte den Mevlevi-Derwisch-Orden (Mevlana-Loge in Konya) und empfing Ulu Arif Çelebi, den Enkel von Mevlana Celaledin Rumi (Dschalāl ad-Dīn Muhammad Rūmī), der ihn in seinem Palast (in Milas?) besuchte und an der von ihm organisierten Sema-Zeremonie (Drehtanz im Sufismus) teilnahm. Während dieses Besuchs wurde der spätere Herrscher Orhan Bey (1319–1344) zu einem Anhänger von Ulu Arif Çelebi. Çelebi wurde aus dem Land Menteşe in Ehren mit 5 Sklaven und Konkubinen, 10 schönen Pferden, 10 Knäueln aus feinem lila Stoff, 20 Knäueln kariertem Wollstoff, Geld und Silberbarren nach Hause verabschiedet. Ahmed Gazi, einer der späteren Menteşe-Beys, muss damals offensichtlich dem Mevlana-Orden beigetreten sein, denn er stiftete später in Balat (Milet) ein Mevlevihane mit einem Stiftungseinkommen von 1100 Akçe pro Jahr. Ein Grabstein, der in der Zāwiya-Grabstätte im Bereich der Seymenlik-Zāwiya (s. u.) gefunden wurde, spiegelt auch die Mevlevi-Einflüsse in Beçin wider.

### Orhan Bey
Mesud Bey wurde 1319 von seinem Sohn Orhan Bey abgelöst. Man vermutet, dass Orhan, der bei einem Feldzug zur Rückeroberung von Rhodos von den Rittern von St. Jean geschlagen worden und über einen möglichen Gegenangriff besorgt war, mit dem Ausbau von Beçin auf dem leichter zu verteidigenden Plateau begann, das die Straße nach Bodrum (Halikarnassos) südlich von Milas dominiert. Laut Überlieferung des genuesischen Konvertiten Balaban „hatte Orhan Bey 50 Städte, 200 Burgen und kleine Festungen und 100.000 Soldaten. Ihre Schwerter waren nicht in einer Scheide zu sehen. Er ist ständig im Krieg mit seinen Feinden zu Land und zu Wasser. Tag und Nacht kommt er nicht vom Rücken des Pferdes und vom Schiff und sein Kopf sieht kein Kissen.“ (zitiert nach Y. Yücel), wobei Fuke/Foke (Finike) im Laufe der Zeit zusammen mit Balat/Milet als Marinestützpunkt genutzt wurde. Laut Rahmi Hüseyin Ünal spielte das Handelsabkommen vom 13. April 1331 zwischen Orhan Bey und den Venezianern eine wichtige Rolle bei der anschließenden Entwicklung der Stadt Beçin und des Fürstentums. Man gewährte Händlern beider Parteien damit das Recht auf freien Handel und ein sicheres Umfeld, sofern sie die festgelegten Zölle entrichteten. Zu den byzantinischen, venezianischen und neapolitanischen Münzen, die damals Tauschmittel dieses Handels waren, wurden Silbermünzen hinzugefügt, die den Gigliato imitierten, eine Münze aus reinem Silber, die seit 1303 von Karl II. von Anjou in Neapel und ab 1330 auch in der Provence im Umlauf war, hier in Beçin aber in lateinischer Sprache im Namen von Orhan Bey geprägt wurde.
Im Frühjahr 1333 traf sich Ibn Batuta in Beçin mit Orhan Bey und hinterließ in seinem Bericht „Seyahatname“ wertvolle Informationen über Milas und Beçin. „Dieser Sohn von Menteşe ist der respektierte Sultan Şücaeddin Orhan Bey, und er ist ein perfekter Herrscher mit einem schönen Gesicht und Leben. Im Allgemeinen legte er großen Wert auf Juristen und Gelehrte und beherbergte sie in seinem Palast. Dieser Herrscher zeigte uns Freundlichkeit. Er gab Reittiere und erfüllte unsere Bedürfnisse. Sein Wohnort ist die zwei Meilen entfernte Stadt Barcîn in der Nähe von Milas. Dieser Ort ist neu und liegt auf einem Hügel. Dort gibt es schöne Gebäude und Moscheen. Der Sultan hatte dort den Grundstein für eine Freitagsmoschee gelegt (Orhan Camii), deren Bau noch nicht abgeschlossen war. Wir haben ihn in dieser Stadt getroffen. Dort gingen wir hinab zur Zawiya von Ahi Ali.“ Offenbar spielte damals das Ahilik (Akhismus/Achiyya,Gildensystem im Osmanischen Reich), eine Handels- und Solidaritätsorganisation, in Menteşe und Beçin eine wichtige Rolle. 1517 wurden in Beçin ein Viertel und eine Zaviya aus der Beylik-Zeit „Ahi Hüseyin“ genannt. Der Grabstein von Ahi Pehlivan aus dem Jahr 1346 und der Grabstein von Ahi Yadigar Baba aus dem Jahr 1363 sowie die Informationen von Ibn Batuta über Ahi Ali-Viertel und -Zawiya, die den Namen von Ahi Hüseyin trugen, sind deutliche Hinweise auf eine starke Ahi-Organisation damals in der Stadt Beçin.

### İbrahim Bey und Musa Bey
Nach Orhan Bey regierten in Beçin zunächst dessen Sohn İbrahim Bey (1344 ?–1355/1360?), später Orhans Enkel Musa Bey (1360–1375) und nach dessen Tod 1375 Musa Beys Bruder Ahmed Bey. İbrahim Bey, der 1337 (?) den Thron bestieg, erweiterte die Grenzen des Fürstentums um die Gebiete Acıpayam, Tavas und Finike. Nach seinemTod (um 1358/60) wurde das Fürstentum Menteşe unter seinen drei Söhnen Musa, Mehmed und Ahmed aufgeteilt. Man geht davon aus, dass Musa Bey 1360 seine Brüder zwang, für ihn ein größeres Fürstentum zu akzeptieren. Unter Musa Bey war das östliche Mittelmeer (Levante) Schauplatz einer Reihe von Kriegen. Nach den Großen Kreuzzügen versuchte das Papsttum, heilige Truppen (Sancta Unio) zusammen mit den küstennahen türkischen Fürstentümer Westanatoliens gegen die Mamluken zu bilden. Diese Bündnisse schadeten im Laufe der Zeit den anatolischen Beyliks: Zypriotischen Truppen, die Alexandria 1365 auf Einladung des Papsttums angriffen, fügten der alten Hafenstadt großen Schaden zu. Mamlukische Quellen schreiben, dass zu diesem Thema Briefe an die anatolischen Herrscher von Hamid, Menteşe, Aydın, Saruhan und Karaman geschickt wurden. Es ist bekannt, dass die Flotte, die von den anatolischen Beys auf diese Bitte hin ins Leben gerufen wurde, besiegt wurde. Der Ulubey (Großfürst) Musa von Menteşe, Beçin, Milas und Balat wurde zu diesem Treffen zwar eingeladen, aber man geht davon aus, dass er dem Bündnis nicht beitrat. Und auch Staaten, wie Venedig und Genua, bei denen Handelsinteressen vorherrschten, versuchten, sich aus der heiligen Allianz herauszuhalten und ihren Handel mit bilateralen Abkommen fortzusetzen.

### Ahmed Gazi
Nach dem Tode von Musa (vor 1375) wurde das Beylik Menteşe in zwei Teile geteilt: Während Mehmet Bey und seine Söhne den nördlichen Teil mit Çine, Turgut (südlich Marmaris auf der Bozburun-Halbinsel) und Muğla mit dem Zentrum Balat/Milet regierten, kam der südliche Teil mit den Regionen Milas, Bozöyük, Eskihisar, Fethiye, Köyceğiz, Datça, Bodrum und Beçin unter die Herrschaft von Ahmed Bey. Er wählte Beçin weiterhin als Hauptstadt und nahm die von Orhan gestiftete Orhan Camii (Orhan-Moschee) in einen von ihm in Beçin finanzierten zentralen Sozialkomplex (Külliye) aus Medrese, Suppenküche, Zawiya und einem Bad auf. Er regierte dort bis zu seinem Tode im Juli 1391 und wurde im Haupt-Iwan der von ihm gebauten Medrese begraben. 1360 hatte er Fethiye und Marmaris seinem Fürstentum hinzugefügt und verwendete auf seinen Münzen und in seinen Inschriften, u. a. in der Inschrift der Medrese, die er in Beçin bauen ließ, den Titel eines „Sultans der Küste“. Ahmed Bey unterzeichnete 1375 wie seine Vorfahren ein Handelsabkommen mit den Venezianern. So wundert es nicht, dass neben Kaufleuten aus Venedig, die in Menteşe frei handelten, auch entsprechende Architekten und Baumeister ihre Geschäfte machten: Der gotische Baustil in der Medrese Ahmed Gazis muss darauf zurückzuführen sein. Als er im Haupt-Iwan der von ihm erbauten Medrese begraben wurde, ging in Beçin eine bedeutende Periode zu Ende.

### Beçin in Osmanischer Zeit
Im Zuge der osmanischen Reichserweiterung hatte der osmanische Sultan Bayezid I.(Yıldırım Bayezid, 1389–1402) nach seinem Amtsantritt zwischen 1391 und 1392 mehrere westanatolische Beyliks, darunter Aydın, Germiyan und auch Menteşe (Beçin) unter seine Kontrolle gebracht, obwohl sich diese Fürstentümer mit der mächtigen zentralanatolischen Dynastie der Karamanen verbündet hatten. Mit dieser anatolischen Expansions-Expedition von Yıldırım Bayezid kam die Region Menteşe bis 1402 unter osmanische Herrschaft. Der Machtanspruch des osmanischen Herrschers wurde mit der monumentalen Moschee (Dezember 1394) in Milas demonstriert, die von Yıldırım Bayezids Sandschakbey (Gouverneur) für Menteşe (Hoca Firuz Bey) erbaut wurde. Mehmed Menteşeoğlu, der Bruder des verstorbenen Ahmed Menteşeoğlu, der aufgrund der osmanischen Herrschaft aus seinem Land hatte fliehen müssen, und sein Sohn İlyas Bey suchten ihr Heil und ihre Hoffnung beim Turko-Mongolen Timur Lenk (1370–1405), der Ende des 14. Jahrhunderts vor den Toren Anatoliens stand. In der Schlacht bei Ankara 1402 unterlag Bayazids osmanisches Heer der Übermacht Timurs, wobei der osmanische Sultan in Gefangenschaft geriet und einige Monate später in Akşehir verstarb. Der Mongole Timur Lenk übernahm mit dem Sieg die alten anatolischen Beyliks und übergab dabei Menteşe zurück an Menteşeoğlu İlyas Bey.

### İlyas Bey
Diese neue Regierungszeit unter Menteşeoğlu İlyas Bey – als Ulubey (Großfürst) zunächst in Balat und dann in Beçin – dauerte ab 1403 18 Jahre bis zu seinem Tode 1421 und brachte Beçin ein Wachstum über die Stadtmauern hinaus, wo z. B. im Viertel von Kepez unter ihm die Yelli Külliye mit Moschee, Medrese und Bad entstand. Während seiner Regierungszeit wurden die Handelsbeziehungen mit den Venezianern erneuert. Am 24. Juli 1403, am 2. Juni 1407 und am 14. Oktober 1414 schloss er mit ihnen drei Handelsverträge. Das letzte Handelsabkommen mit den Venezianern wurde im Palast von İlyas Bey in Beçin unterzeichnet (vermutlich an jenem Platz in Beçin, der im Volksmund „Emir Avlusu“ genannt wird). İlyas Bey hatte während des sogenannten osmanischen Interregnums (Fasıla-i Saltanat), das von 1402 bis 1413 aufgrund der Thronkämpfe zwischen vier der fünf überlebenden Söhne des osmanischen Herrschers Yıldırım Bayezid dauerte, den osmanischen Prinzen İsa Çelebi eine Zeit lang bei Kämpfen um die Thronfolge unterstützt. Letzterer regierte kurzzeitig in Bursa und Umgebung mit Timurs Unterstützung, wurde dann aber 1403 von seinem Bruder Mehmed Çelebi entmachtet und nach mehreren erfolglosen Versuchen, die Macht wiederzuerlangen, schließlich 1406 in Eskişehir getötet. Nach Timurs Tod 1405 hatte sich Menteşeoğlu İlyas Bey gegen die wachsende osmanische Großmacht nicht mehr durchsetzen können. So fiel 1414 das Fürstentum Menteşe unter die Herrschaft des Osmanen Çelebi Mehmed (Mehmed I., 1383–1421). In dessen Namen und seinem eigenen durfte İlyas Bey zwar Münzen prägen, aber nur indem er seine beiden Söhne Leys und Ahmed als Geiseln in den osmanischen Palast nach Edirne schickte. Nach seinem Tod im H. 824 (1421) flohen seine Söhne aus Edirne in die Provinz Menteşe und wurden kurzfristig Regenten des Fürstentums Menteşe. Drei Jahre nach İlyas Beys Tod in Beçin beendete Murad II. 827 (1424) das Beylik Menteşe endgültig, übernahm die Menteşe-Ländereien, setzte die beiden Brüder gefangen und regierte die Region mit den in Muğla ansässigen Sandschak-Beys.

### Beçin nach 1421
1424 schlossen sich die Regionen von Menteşe als Ganzes dem Osmanischen Reich an. 1426 stand das Beylik fest unter osmanischer Herrschaft. Bislang hatten alle Menteşe-Beys nach alter türkischer Staatstradition das Fürstentum als gemeinsames Eigentum der Dynastie angesehen und ihren Brüdern und Söhnen erlaubt, eine der Menteşe-Regionen zu regieren. Menteşe-Beys hatten Münzen in ihrem Namen als Zeichen der Unabhängigkeit geprägt. Mit der Übernahme des Beyliks durch die Osmanen änderte sich die Verwaltungsstruktur deutlich, auch wenn Beçin eine der fünf wichtigen Städte von Menteşe blieb. Dokumente zeigen, dass Beçin in der osmanischen Zeit von Kadıs und Subaşılar (städtische Beamte) regiert wurde. Der Richter (Kadi) Beçins war zugleich auch Richter von Milas. Mitte des 17. Jahrhunderts wurde Beçin administrativ mit Milas vereinigt und die Verwaltungseinheit lautete dann „Kreis Milas mit Beçin“ (Beçin ile Milas Kazası). Innerhalb dieser Struktur war Beçin 1652 eine dörfliche Stadt und wurde 1672 von einem Naib (Richter) kommissarisch verwaltet. Im ersten Viertel des 14. Jahrhunderts hatte Beçin noch 17 Geschäfte, 2 Gasthäuser, 4 Bäder, 2 Medresen, 1 Lehrerhaus, 1 große Moschee, 4 Masjids (kleine Moscheen), 1 Sofuhane (Sufi-Loge) gehabt und war eine große Stadt mit 6 Zawiyas und 8 Ortsteilen (Mahalle) gewesen, wobei letztere namentlich in den entsprechenden Quellen aufgeführt sind:
- Cami (Zentrum)
- Dirkemiş Mescidi (Tanrıvermiş),
- Karıncalu Mescidi (Hayreddin Çelebi),
- Ahi Hüseyin Paşa Mescidi,
- Çağatay Hamza Bey,
- Ahmed Bey Mescidi,
- Kepez (Kepez Mescidi)
- İn(İt) Pınarı Gebran (bereits seit dem 13. Jahrhundert)

Beçins einstige Prosperität war nach dem Ende des Beyliks sehr schnell zurückgegangen: Beçin verlor seine Vorteile als Hauptstadt und trat nach 1425 in einen raschen Schrumpfungsprozess ein. Tatsächlich bestand die Bevölkerung der Stadt laut Grundbuch von 1530 aus 140 Haushaltungen. Zu Beginn des 16. Jahrhunderts (1517 und 1530) lebten somit in dieser Stadt nur noch etwa 700 Menschen, die meisten Geschäfte waren bereits außer Betrieb. Die Stadt muss unter osmanischer Herrschaft einen großen Bevölkerungsschwund erlitten haben. Nach Aydoğan Demir hatte Beçin 1583 noch 655 Bewohner, 1652 nur noch 190 und 1676 nur mehr 85 Einwohner. Während im Osmanischen Reich im 16. Jahrhundert ein allgemeiner Bevölkerungszuwachs zu beobachten war, gilt für Beçin das Gegenteil, sodass es seinen Charakter als Hauptstadt verloren hatte. Legt man die Zahlen der Haushalte in den Stadtvierteln Beçins zu Grunde, die uns Ziya Mete liefert, so hatte die Stadt Anfang des 16. Jahrhunderts (1517/18) mit 203 Haushalten (Hane) wahrscheinlich noch etwa 900 bis 1000 Bewohner gehabt. Die Zahl der Haushalte war zwischen 1517/18 und 1562/63 von 203 auf 120 Hane gesunken. 1583 hatte Beçin nur noch etwa 650 Bewohner. Milas dagegen verzeichnete 1517/18 mit 323 Haushalten etwa 1600 Einwohner, deren Zahl bis 1583 auf fast 400 Haushalte und damit auf etwa 2000 Einwohner anstieg.
Wie aus Dokumenten von 1530, 1562 und 1571 hervorgeht, wurden grundsätzliche Belange, wenn es um Steuerfestsetzung, Volkszählung, Probleme der inneren Sicherheit, Rekrutierung von Soldaten und Beschwerden oder amtliche Dokumente ging, in der neuen Zentrale Muğla verhandelt oder nach Istanbul übermittelt, um dort gelöst wurden. Beçin trat in einen längeren Prozess der Verdörflichung ein. Als es allerdings zu diplomatischen Beziehungen zwischen dem Osmanischen Reich und den Rittern von St. Jean auf Rhodos in der zweiten Hälfte des 15. Jahrhunderts kam, wurden zunächst noch den in Beçin stationierten Offizieren weiterhin wichtige Pflichten übertragen, zumeist an Personen, die in Kriegszeiten mit Sicherheitsaufgaben beauftragt waren und in der Friedenszeit mit Steuerangelegenheiten. Fatih Sultan Mehmed, der regelmäßige Steuern von Rhodos kassieren wollte, beauftragte Beçin‘s Subaşı (städtischer Oberinspektor) 1461, mit den Rittern zu verhandeln. Als Bayezid II. (1447/48–1512) einen Waffenstillstand mit Rhodos wünschte, um die Fluchtwege seines Bruders Cem (um 1482) abzuschneiden, wurde erneut die Aufgabe, die Verhandlungen zu führen, einem Offizier aus Beçin übergeben. Der Subaşı unterzeichnete auch einen 6-Monats-Vertrag mit Venedig, der für längere Zeit einen Waffenstillstand und Gewerbefreiheit beinhaltete.

### Wirtschaftssituation im 16. Und 17. Jahrhundert
Die Stadt Beçin hatte unter Orhan Bey, Ahmed Bey und İlyas Bey dank der Steuern der Bewohner und der Einnahmen aus dem intensiven Binnen- und Außenhandel Wohlstand erreicht. Diese Steuern wurden auch während der osmanischen Zeit erhoben, aber ein großer Teil davon wurde nicht vor Ort investiert, sondern nach Istanbul abgeführt. Abgesehen vom Fernhandel, der zumeist über den Hafen von Balat (Milet) abgewickelt wurde, lag der wirtschaftliche Schwerpunkt Beçins im Agrarsektor. Die Hauptquellen detaillierter Informationen über die damalige ökonomische Situation Beçins sind die Bücher des osmanischen Grundbuchamtes (Başbakanlık Osmanlı Arşivi. Tapu Defterleri, İstanbul), die dokumentieren, dass Menteşes und Beçins Wirtschaft auf Agrarwirtschaft basierten. Ein Rechnungsbuch aus dem Jahr 1530 offenbart alle entsprechenden wirtschaftlichen Daten auch von Beçin. Demnach lebten 38 Dörfer und 225 Nomadengruppen des Kreises (Kaza) Beçin von Landwirtschaft und Viehzucht. Man produzierte Weizen, Gerste, Wicke, Roggen, Hafer, Kichererbse, Ackerbohne, Linse, Langbohne, Hirse, Flachs, Hanf, Baumwolle, Sesam, Reis, Zwiebel, Pinienkerne, Walnüsse, Weintrauben, Granatäpfel, Birnen, Mandeln, und Feigen. Die Mandeln und Feigen von Beçin waren so berühmt, dass sie für die İstanbuler Palastküche (Topkapı Sarayı Mutfak) gekauft wurden. Mehr als hundert Mühlen im Zentrum und in den Dörfern von Beçin trugen erheblich zur Agrarwirtschaft bei. Im Rechnungsbuch von 1500 ist verzeichnet, dass in Beçin und seinen Dörfern 118 Mühlen arbeiteten. Ihre Zahl stieg bis 1583 auf 153 an. Der Olivenanbau allerdings, der die heutige Wirtschaft von Beçin/Milas prägt, war im 16. Jahrhundert dort noch nicht bekannt, und auch Tabakanbau, der 1600 von britischen Seeleuten in die Türkei gebracht worden war, begann dort erst im 17. Jahrhundert. Zu den wichtigen Einnahmequellen des Kreises Beçin gehörte die Schafsteuer, und neben der Produktion von Pfeilen für die halbnomadischen Gruppen leistete die Imkerei einen wichtigen Beitrag zur dortigen Wirtschaft: Beçin war verpflichtet, jedes Jahr 3000 Okka (3849 kg) Bienenwachs an die Palastküche in İstanbul zu liefern. Eine weitere wichtige Wirtschaftsquelle war die Salzpfanne Varvil (Bargylia/Boğazıcı bei Dörttepe). 1517 wurde ihr Jahreseinkommen auf 533.333 Akçe berechnet.
Als eines der Zentren des Beyliks profitierte Beçin auch vom Binnen- und Außenhandel. Das wichtigste Zentrum des Menteşe-Beyliks im Außenhandel war allerdings nicht Beçin, sondern Balat (Milet, Palatia) – allerdings nur bis ins 17. Jahrhundert: Aufgrund der Verlandung des Latmischen Golfs durch die Sedimente des Büyük Menderes Nehri (Großer Mäander) hatte der Vorschub seiner Sedimentfracht Milet bereits in der römischen Kaiserzeit etwa um 300 n. Chr. erreicht. Und als im Jahre 1333 die Seldschuken Milet eroberten, konnten ihre Schiffe zwar diese Stadt noch erreichen, das Delta des Büyük Menderes hatte sich aber bereits bis zu ihren Hafenanlagen vorgeschoben. Ein Jahrhundert später war der Hafen verschüttet. Im 17. Jahrhundert verlief die Küste schon neben den Ruinen von Milet. Zumindest aber bis zu diesem Zeitpunkt kauften venezianische, genuesische und andere westliche Kaufleute Weizen, Gerste, Reis, Mais, getrocknetes Gemüse, Hanf, Thuja, Süßholzwurzel, Holz, Wachs, Leder, Alaun, Pferde, Esel, Ochsen und verschiedene Textilien vor allem über Balat. Im Gegenzug verkauften sie wertvolle Stoffe, Gewürze, Keramik, Glas, Seife und Wein(!). Der Mamlukenstaat (ägyptisches Mamlukensultanat 1250–1516/17) war der größte Abnehmer der Waren, die insbesondere aus Balat, exportiert wurden. Insgesamt wurde das Steuereinkommen von Beçin für das Jahr 1530 mit 1.492.020 Akçe berechnet. (Zum Vergleich: Der Akçe war eine kleine Münze, deren Wert bis zum Jahr 1570 stabil blieb und 0,7 Gramm Silber enthielt. Ein gutes Pferd oder Maultier kostete damals mehrere Hundert Akçe, der Unterhalt eines Pferdes 3 Akçe/Tag, eines Kindes 2 Akçe/Tag.) Die Höhe der Einnahmen im Haushalt des Osmanischen Reiches im Jahr 1528 betrug 537.929.006 Akçe. 1.030.864 Akçe davon wurden von Beçin an den zentralen Staatshaushalt überwiesen. Diese Zahlen deuten an, dass das Sandschak Menteşe, insbesondere Beçin, finanziell dem Osmanischen Reich bedeutende Steuer-Beiträge lieferte. Darüber hinaus erhielt der Gouverneur von Muğla 63.085 Akçe. 146.618 Akce entfielen auf den Anteil der Tımar- und Lehensbesitzer und die Wachen, die in den Burgen von Bodrum und Beçin arbeiteten. 107.908 Akçe wurden den Stiftungsinstitutionen überlassen, die zum sozialen Leben von Beçin und seinen Dörfern beitrugen. Allerdings führte eine Finanzkrise durch Defizite im osmanischen Staatshaushalt mit anschließender Geldentwertung in und nach den 1580er Jahren zur Verarmung der Bevölkerung. Da außer der Steuerpacht keine andere Staats-Finanzierung möglich war, griff man zur Geldentwertung. Das führte dazu, dass immer mehr ausländische Währungen im Reich zu zirkulieren begannen und das einheimische Geld des Akçe das Vertrauen der Bevölkerung verlor – auch in Beçin.

### Beçins Niedergang
Seit Mitte des 16. Jahrhunderts lassen sich im Sandschak Menteşe und in Beçin Unruhen aufgrund von Problemen erkennen, die das gesamte Osmanische Reich betrafen und erschütterten. Die Ereignisse begannen, als sich Studenten ohne Hoffnung auf einen Arbeitsplatz in den Medresen im Sandschak von Menteşe versammelten, bewaffnete Banden bildeten, Straßensperren errichteten und Dörfer überfielen. Unter den Anfang des 17. Jahrhunderts gesuchten Banditen befanden sich auch junge Leute aus Beçin. So waren aus dem militärischen Ruderdienst desertierte Ruderer nach ihrer Flucht aus dem Dienst nicht nach Beçin zurückgekehrt und schlossen sich Banditeneinheiten an. Da in der osmanischen Zeit keine Schutzmauern zur Verteidigung von Beçin mehr erforderlich waren, hatte die Verwaltung die Stadtmauern vernachlässigt. Andererseits wurden Soldaten in der Burg von Beçin (Beçin Kalesi) untergebracht, und ein Burgkommandant (Dizdar) sowie Beamte ernannt, denn die Burg diente auch der Sicherheit der in Beçin lebenden Bevölkerung. In einem Dokument vom 28. Juni 1560 gibt es 10 Müsellem (Bewaffnete), die in den Toren und Türmen der Schatzkammer der Burg Beçin arbeiteten. Diese Müsellems, die in den ihnen zugewiesenen Musellem-Höfen lebten, üblicherweise von einigen Steuern befreit waren und Kriegsdienste leisteten, waren mit der Bewachung der Burg nicht zufrieden und desertierten bei gegebener Gelegenheit. Evliya Çelebi berichtet, dass die Burg von Beçin mit ihrem Dizdar und 20 bewaffneten Wächtern für derartige Vergehen und Banditentum als das berühmteste Gefängnis von Menteşe galt. Aufgrund der zunehmenden Überfälle war 1580 beschlossen worden, die zerstörten Mauern der Burg reparieren zu lassen. Von Rhodos herbeigerufene griechische Baumeister forderten 70.000 Akçe für die Reparatur. Der Lehensinhaber (Zeamat) übernahm die Reparatur für 40.000 Akçe. Da die Burg von Beçin nicht nur regionales Gefängnis, sondern auch Schatzkammer war, sorgten daraufhin die Richter von Mandelyat (Selimiye) und Bozöyük zusammen mit dem Richter von Beçin für eine Erhöhung des Lehens um 2000 Akçe.
Innerhalb des 16. Jahrhunderts sank die Bevölkerung der Stadt auf unter 700 Personen, und zu Beginn des 17. Jahrhunderts, während der Calali-Aufstände, zogen viele Bewohner der Stadt zur Sicherheit in die Burg. Während dieser Celali-Revolten, die zwischen 1596 und 1609 in Anatolien zeitweise die Staatsgewalt auf Null reduzierten, hatten Banditenbanden, die in Menteşe besonders vom Meer agierten, viele Orte dort, einschließlich Beçin, überfallen, obwohl Großwesir Kuyucu Murad Pascha große Celali-Gruppen bereits vernichtet hatte. Lange Zeit setzten Piraten an den Ufern von Menteşe mit geruderten leichten Kriegsschiffen (sogen. Fregatten) ihre Angriffe fort. Trotz aller Vorsichtsmaßnahmen wurde auch die Burg von Beçin angegriffen und geplündert, wo die erhobenen Rudererhonorare in der Schatzkammer der Burg aufbewahrt wurden, um nach Istanbul geschickt zu werden: Das große Bad gegenüber dem Burgtor, das von Ahmed Gazi erbaut worden war, lag damals bereits in Trümmern. Dort versteckte sich 1610 nachts eine Gruppe von 40–50 Piraten, um am Morgen, als das Tor der Burg geöffnet wurde, anzugreifen. Sie drangen in die Burg ein, töteten den Burgmeister, plünderten die Häuser, raubten die Rudererlöhne, nahmen die Richter von Beçin und Saravalos (Turgutreis bei Bodrum) sowie den Torwächter der Burg als Geiseln und stachen mit diesen in See. In einem Erlass vom 27. Mai 1610 an den Sandschakbey und alle Richter in Menteşe forderte die Hohe Pforte die umgehende Gefangennahme und Vernichtung der Piraten. Dieser und fünf Jahre später weitere vom osmanischen Staat versandte Befehle zu deren Gefangennahme blieben allerdings gegenüber den Piraten erfolglos, die weiterhin Kaufleute, Dörfer und Städte überfielen. Nach diesen Ereignissen im Frühjahr 1610 waren die Einwohner von Beçin aus der Burg nicht mehr in ihre alten Viertel zurückgekehrt und lebten in der inneren Burg. Die eigentliche Stadt wurde aufgrund der anhaltenden Bedrohungen aufgegeben und fiel, bis auf die Burg, nach und nach wüst. Obwohl der Ort 1652 nur noch als Dorf mit 37–38 Haushalten (etwa 190 Einwohner) angegeben wird, wurde er in offiziellen Dokumenten immer noch als Nahiye (Amtsbezirk) oder Kaza (Kreis) geführt. Als Evliya Çelebi 20 Jahre später dorthin kam, fand er 20 mit Erde bedeckte Häuser vor und vermerkte, dass „es weder innerhalb noch außerhalb der Burg einen Basar, Markt, Gasthof oder Badehaus gibt“. 62 Jahre vorher hatte das große Bad bereits in Trümmern gelegen. Während Evliya Çelebi von Beçin aus zur Varvil-Saline (Bargylia/Boğazıcı bei Dörttepe) unterwegs war, die im 17. Jahrhundert die umliegenden Provinzen und Bezirke mit Salz versorgte, schickte der Burgkommandant zehn Wachen mit, um ihn zu beschützen. Denn laut Aussage von Evliya Çelebi „gibt es viele Banditen“.
Von nun an wird das weitere Schicksal des Dorfes Beçin Kalesi über Stiftungsaufzeichnungen und Bevölkerungserhebungen in etwa nachvollziehbar. Die Zahl der Einwohner, von denen viele im 16. Jahrhundert von Stiftungen gelebt hatten, schrumpfte weiter. 1672 hatte der Ort nur noch 20 Familien mit ca. 100 Bewohnern, 1676 lebten dort in 17 Häusern 85 Personen. Am aufschlussreichsten ist eine Volkszählung zwischen 1840 und 1850. 110 Personen, davon 43 Männer einschließlich Kindern, lebten damals im „Burgdorf Beçin“ in 22 Familien und wurden mit Größe, Bartfarbe, Alter und Familiennamen (falls vorhanden) beschrieben. Danach stieg die Zahl wieder etwas an: 1891 auf 38 Familien und 190 Bewohner, 1916 auf 340 und 1921 auf 208 Einwohner – dann aber wohl weitgehend bereits nicht mehr in der Burgsiedlung. Die Aufsicht über das Grab von Ahmed Gazi in der Medrese wurde 1911 nicht an eine Person aus Beçin übergeben, sondern an Hacı Abdürrahim Efendi, der im Viertel Hacı İlyas in Milas lebte. Das Beylik Menteşe, das 1425 mit der Annexion von Muğla durch die Osmanen bis 1827 zum Sandschak Menteşe im Eyalet Anadolu (Provinz Anatolien) geworden und 1864 als Sandschak an das neu geschaffene Eyalet Aydın gekommen war, wurde 1908 nach Proklamation der Zweiten konstitutionellen Monarchie (II. Mesrutiyet) unabhängiges Sandschak Muğla neben dem Vilayet Aydın. Mit dem Zusammenbruch des Osmanischen Reiches 1922 wurde das Sandschak Muğla in die Provinz (İl) Muğla umgewandelt.

### Republikzeit
In den 1950er Jahren hatten auch die letzten im Burgareal lebenden Familien Beçin Kalesi verlassen und waren in die neue Siedlung unterhalb etwa 500 m nördlich abgewandert. Amtliche Bevölkerungsstatistiken von 1985 führen das (neue) Dorf „Becin“ im Kreis (İlçe) Milas in der Provinz (İl) Muğla mit 1505 Einwohnern. Archäologische Ausgrabungen in der Ruinenstadt Beçin laufen seit 1975 (s. o.). Im Rahmen eines Landschaftsbauprojekts, das 2014 von der Muğla-Schutzkommission (Muğla Koruma Kurulu) zur Steigerung der touristischen Aktivitäten genehmigt und von der İzmir-Denkmalsliste-Kommission (İzmir Rölöve Anıtlar Kurulu) ausgeschrieben wurde, wurde am Eingang nördlich unterhalb der Burg ein Besucherzentrum mit Parkplatz für die archäologische Stätte Beçin eingerichtet. Der einzige Fahrweg innerhalb der Ruinenstätte weist einen Belag mit Kopfsteinpflaster auf, der beim Besucherempfangszentrum beginnt, sich bis zur Ahmed Gazi Medrese fortsetzt und dort in einen Feldweg mündet. Andere Wege innerhalb des Areals sind Fußpfade der Besucher, die alles andere als richtungsweisend sind und den Besuchern das Auffinden der Kulturgüter in der archäologischen Stätte erschweren.

## Historische Monumente
In der archäologischen Stätte von Beçin, zu der südlich von Milas im Stadtteil Beçin eine Zufahrt zum Besucherzentrum ausgeschildert ist, wurden zwar Objekte materieller Kultur aus verschiedenen Entwicklungsphasen und Epochen der Stadt entdeckt, der Ort vermittelt aber mit seinen Kulturgütern, die größtenteils aus der Zeit des Beyliks Menteşe stammen, vor allem die westanatolischen Architekturmerkmale des 14. und frühen 15. Jahrhunderts.

### Stadtmauer

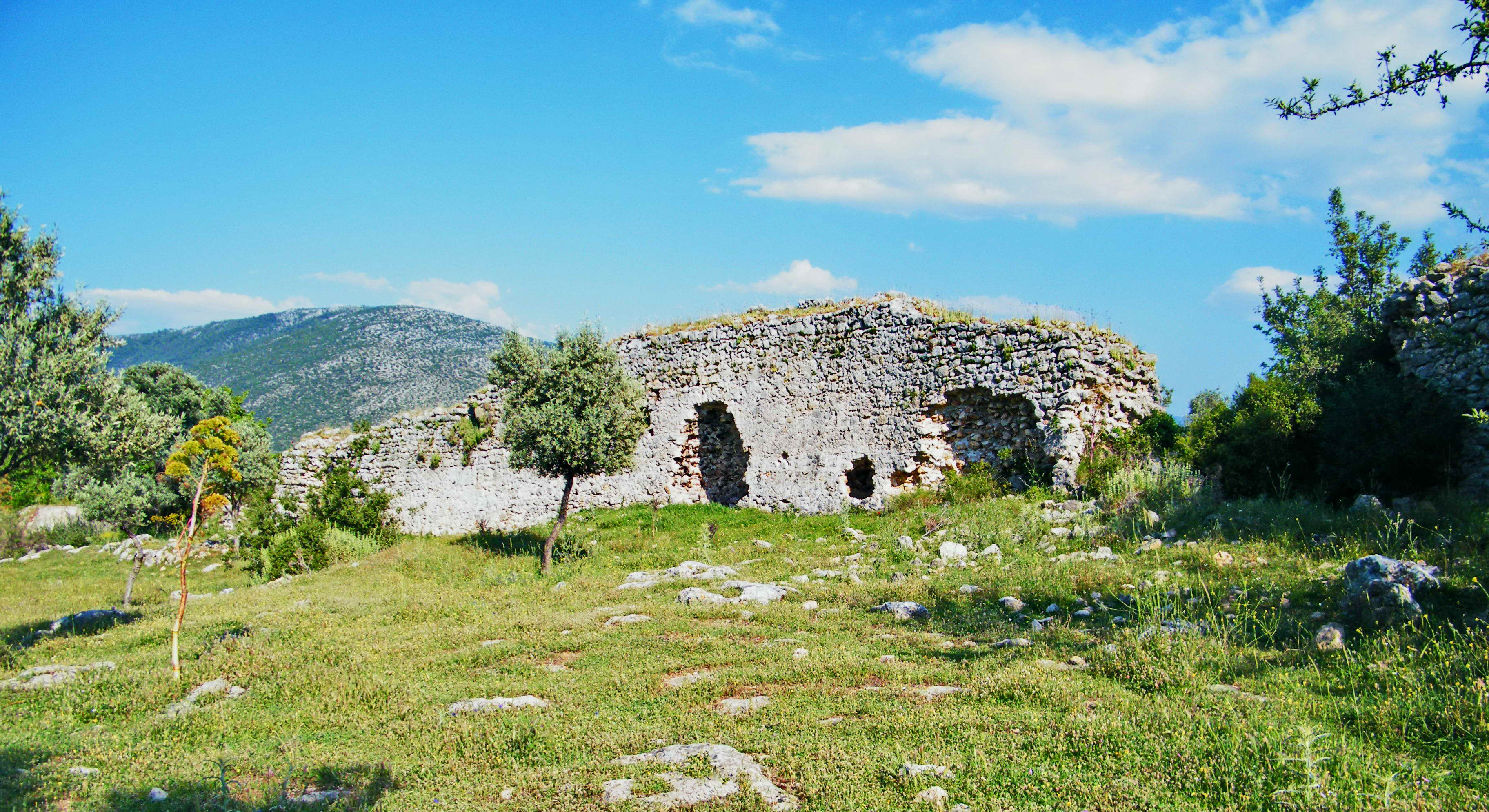
Teil der südöstliche Stadtmauer von Beçin.

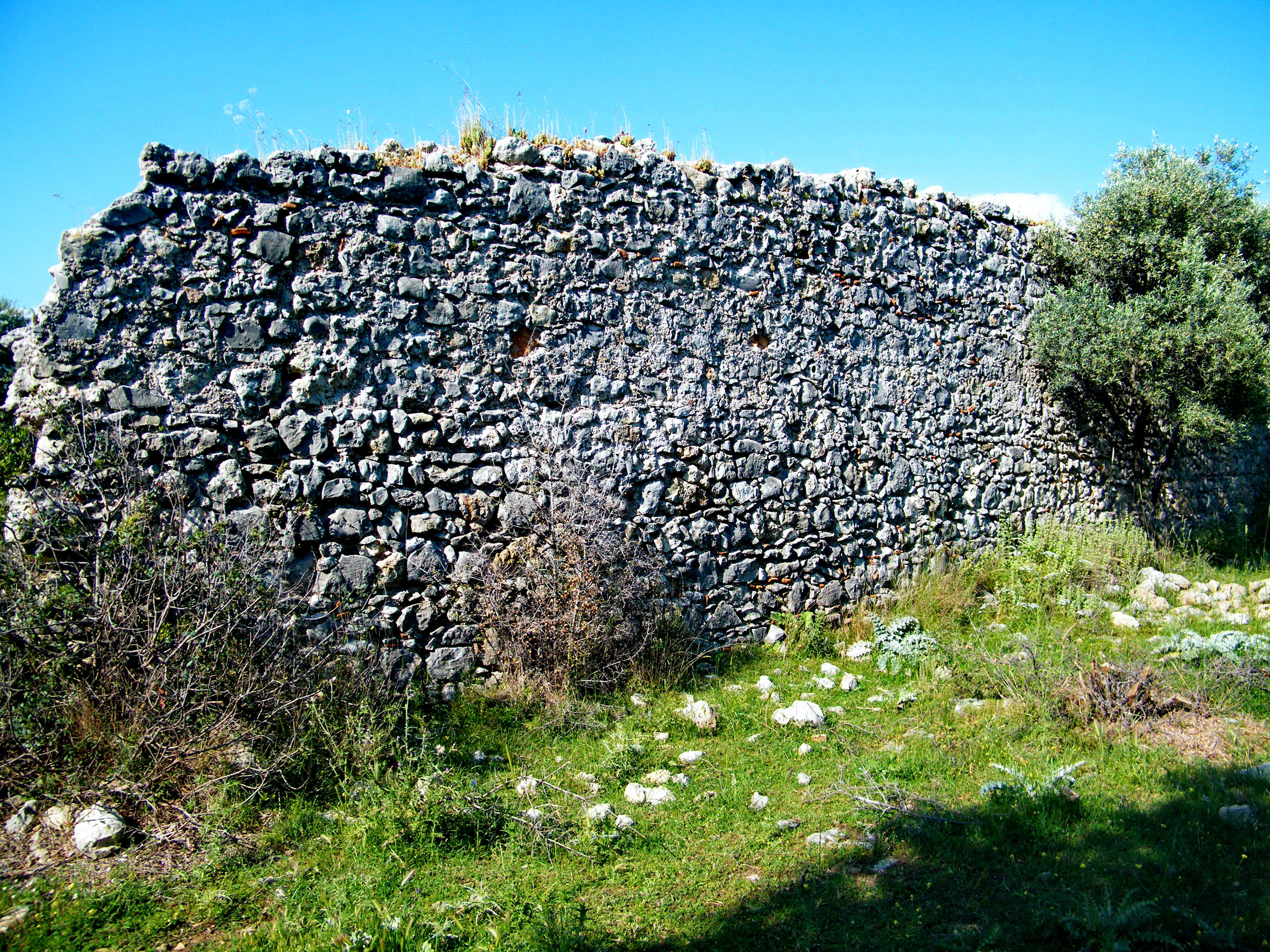
Reste der Stadtmauer von Beçin am Seymenlik-Tor.

Manche Teile der historischen Stadtmauer um die Stadtwüstung Beçin sind zwar zerstört, die meisten Partien sind aber noch gut erkennbar und längere Stücke stehen aufrecht. Der nordöstliche Teil der Mauern überblickt den steilen Westhang des Karaahmet-Tales. Die südöstlichen relativ gut erhaltenen Mauerverläufe, die vom Seymenlik-Tor in südwestlicher Richtung den Emir-Hof erreichen, wenden sich dort nach Westen, knicken am Osthang des Lokman-Tales nach Norden ab und können bis in die Nähe des Bey Hamam verfolgt werden. Auf den anschließenden Verbindungsabschnitten mit dem Burgareal ist die Zerstörung der Mauer allerdings so groß, dass nicht einmal Fundamente zu sehen sind. Am westlichen Burghang lassen sich noch einige Punkte und auch am Hang östlich der Burg noch sichtbare Reste der Stadtmauer ausmachen, an denen sie Verbindung zur Inneren Festung hatte. Das einzige Eingangstor, dessen Lage genau bestimmt werden konnte, ist das Seymenlik-Tor im Südosten. Informationen über andere Stadttore wurden nicht gefunden. Obwohl die Existenz eines Tores an den südlichen Mauern am breiten Durchgang in der Nähe des Emir-Hofes vermutet wird, ist dies eher unwahrscheinlich, da diese Stelle sehr nahe am Seymenlik-Tor liegt. Man kann aber mit Sicherheit sagen, dass sich östlich der scharfen Linkskurve der Zufahrtsstraße ein Eingang zur Stadt und zur Burg befand. Denn nur hier konnte das Tor platziert werden, da für Fuhrwerke die Westseite der Mauern aufgrund des steilen Abhangs des Lokman-Tales nicht für den Ein- und Ausgang geeignet ist.

### Beçin Kalesi (Burg von Beçin)

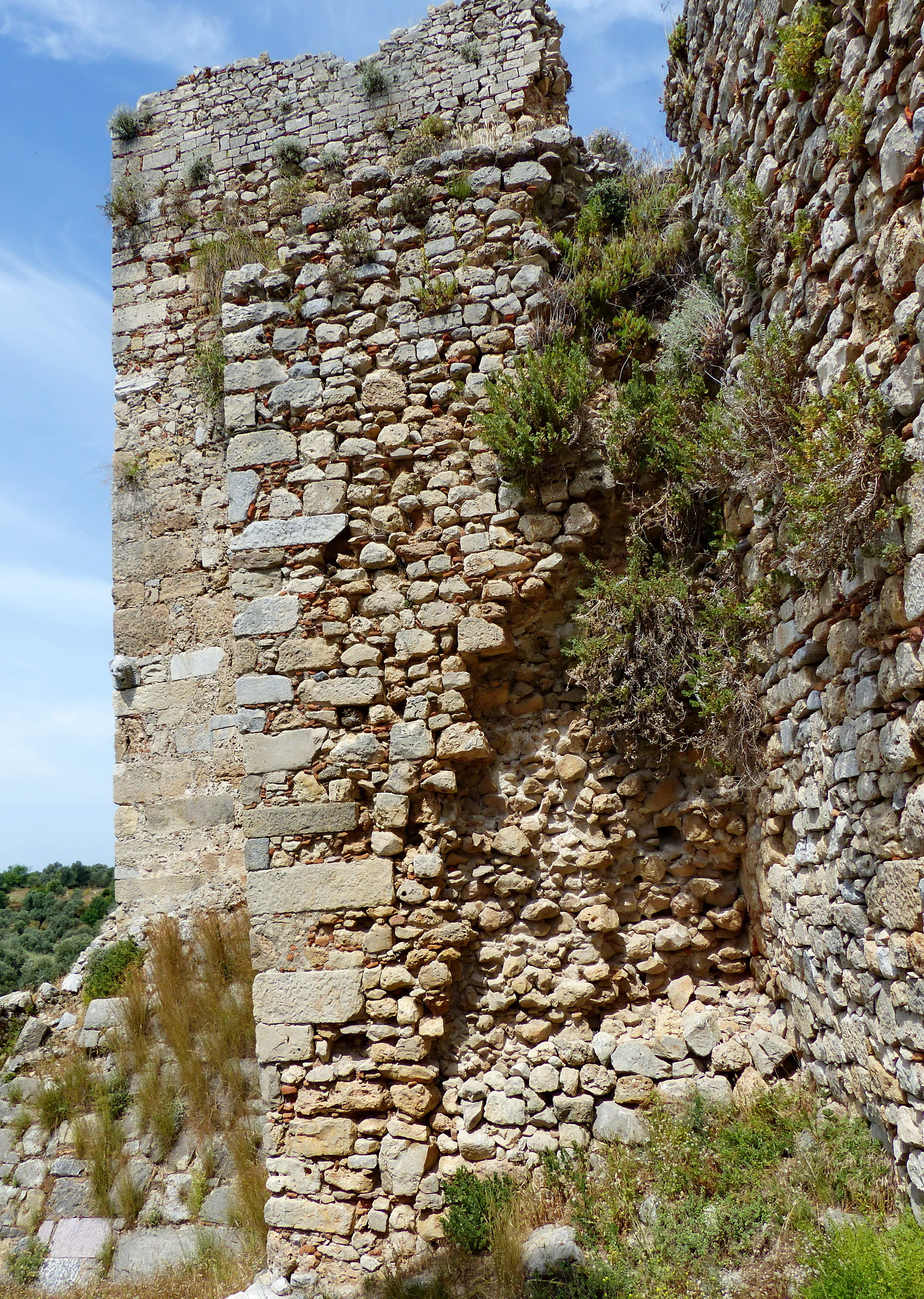
Teil der Burgmauer von Beçin Kalesi.

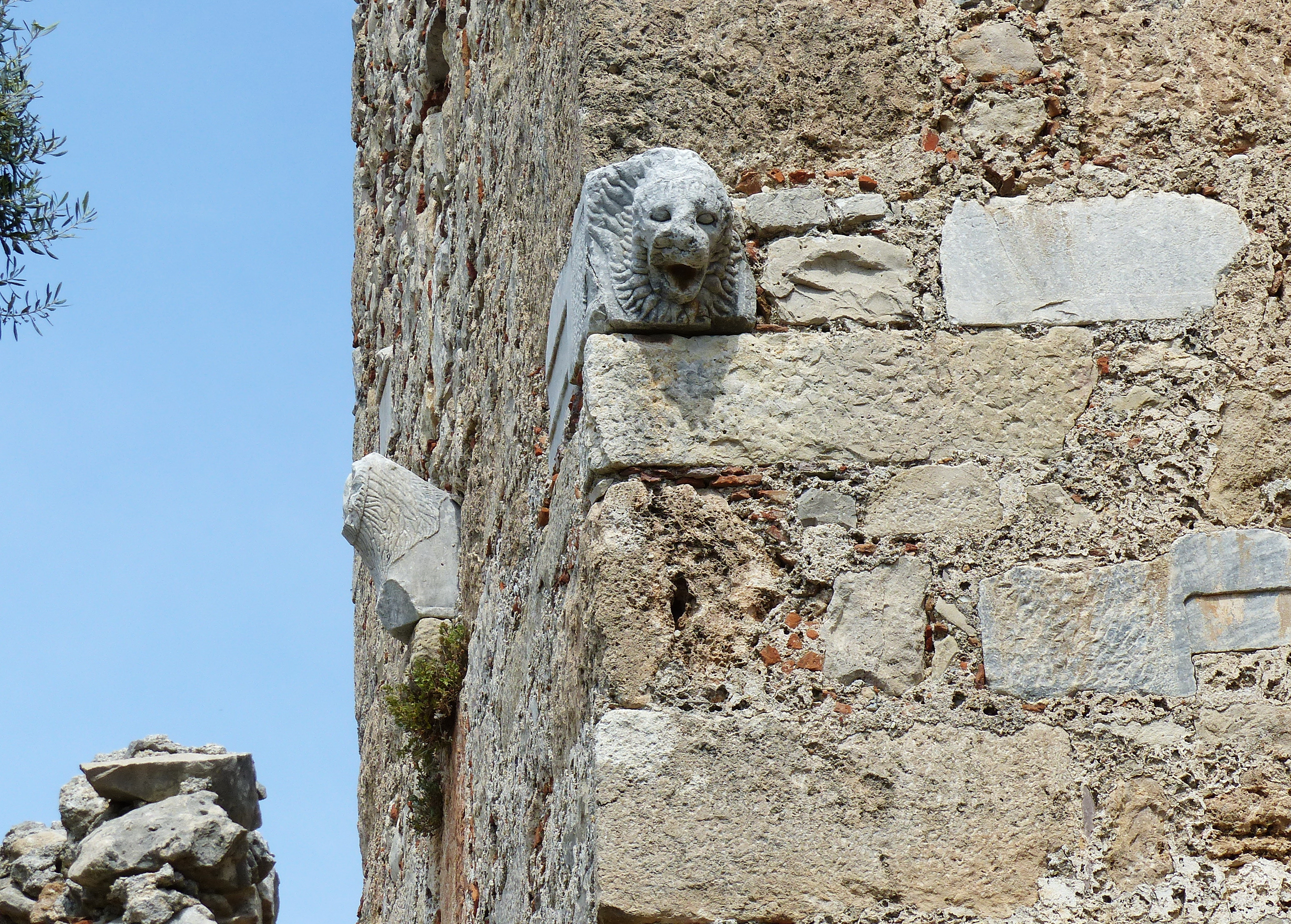
Löwenkopf-Spolien in der Burgmauer von Beçin Kalesi.

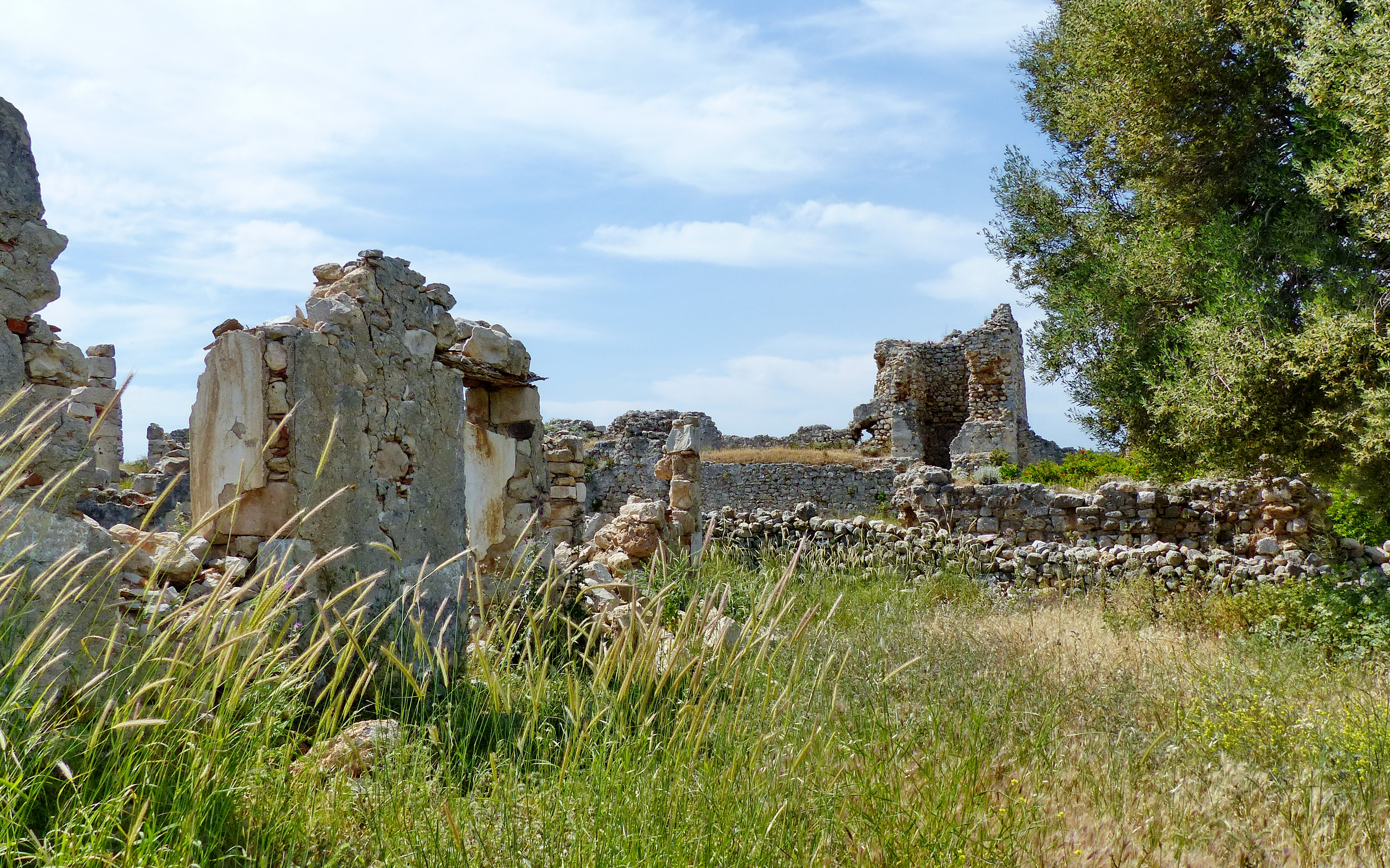
Blick über einen Teil der Ruinen innerhalb der Burg Beçin Kalesi.

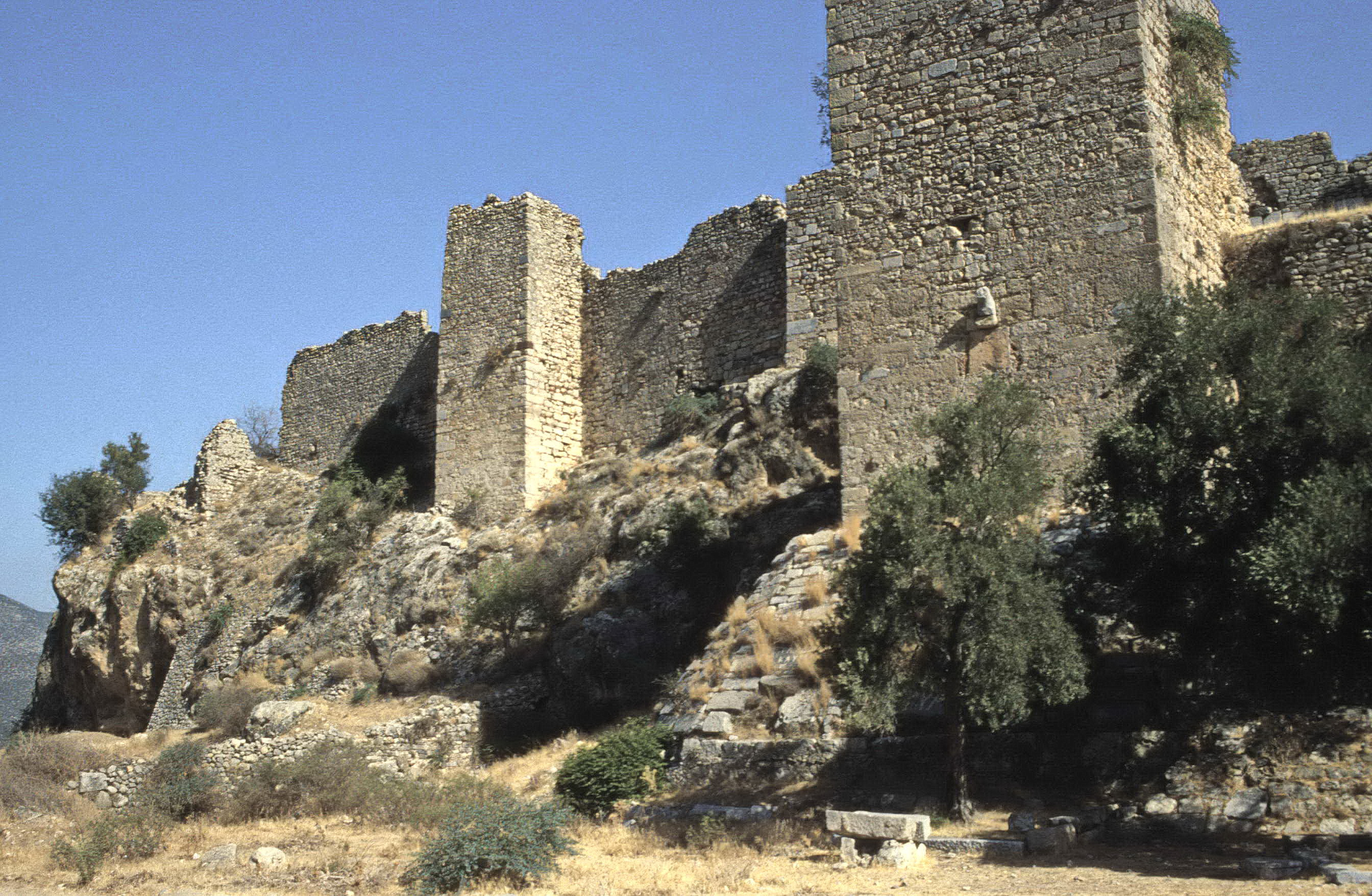
Blick von Süden auf die Türme von Beçin Kalesi am Burgeingang.

Die Burgmauer, z. Teil mit Spolien (Löwenköpfe) durchsetzt, ist weitgehend gut erkennbar. Der Zugang zur eigentlichen Burg von Beçin hoch über dem modernen Milas-Ortsteil und ehemaligem Dorf Mutluca (Beçin) liegt im Westen der Gesamtanlage der mittelalterlichen Stadt etwa 200 m östlich des Besucherzentrums. Man erreicht das Innere der Burg vorbei am restaurierten Burgbrunnen über eine überdachte Treppe im Südosten der Burg, wo ein Gewölbe einen Übergang zur inneren Burg bildet, deren Gelände durch Fußpfade erschlossen ist. In einigen Teilen der aus Bruchsteinen errichteten Burgmauer wurden auch bearbeitete, geglättete Steine verwendet. Innerhalb befinden sich neben diversen Ruinen von Wohngebäuden Reste eines türkischen Bades (Kale Hamamı) und einer Zisterne.

### Kale Hamamı (Burg-Bad)
Das steinerne Gebäude des Kale Hamamı (Burg-Bad) von Beçin wurde im 14. Jahrhundert überwiegend aus Bruchsteinen errichtet, zeigt aber Varianten aus Bruchstein, Ziegeln und geglättetem Stein. Obwohl die obere Decke des Baus vollständig eingestürzt ist, sind seine Räume gut zu erkennen. Über das Gebäude, dessen Inneres in den 1970er Jahren gereinigt wurde, gibt es keine schriftliche Urkunde, und das genaue Baujahr ist nicht bekannt. Der Grundriss ist rechteckig und besteht aus einem „L“-förmigen Ankleideraum, einem Warm-Raum mit Tonnengewölbe, einem Schwitzraum mit Kuppel, einem Wassertank mit Tonnengewölbe sowie einem Ofenteil. In einem unveröffentlichten Plan, den R. Duran seinen Recherchen hinzufügte, entsteht der Eindruck, dass das Gebäude eher das Bad eines Herrenhauses als ein öffentliches Bad war. In Anbetracht seiner geringen Gesamt-Abmessungen und auch des Schwitzteils und nur eines Badeabschnitts hat das Gebäude den Charakter eines „Privat“-Bades, das nicht öffentlich zugänglich war.

### Wasserversorgung
Die Versorgung von Stadt und Burg Beçin mit Brauch- und Trinkwasser erfolgte allem Anschein nach aus Zisternen und Quellen auf dem Stadtplateau Beçins. Angeblich wurde das Wasser aus dortigen Quellen gesammelt und zur Deckung des Wasserbedarfs auch nach Milas gebracht. Das Wasser von zwei Quellen in Beçin wurde in einem 4,7 × 7,5 × 0,7 m großes Becken gespeichert. Von dort aus wurde ein Teil des Wassers durch eine aus 50 cm langen Terrakotta-Rohren (12 cm Durchmesser) zusammengesetzte Leitung zum Bad in der Burg geleitet. Eine weitere Leitung, von der in 145 m Höhe zwei versteinerte Rohrreste gefunden wurden, führte zu einem 15 m langen und 1,6 m tiefen Stadtspeicher (Breite nicht mehr bestimmbar) auf 80 m Höhe zwischen Beçin und Milas. Nach Angaben einer Person, die viele Jahre in der Burg von Beçin gearbeitet hatte, wurde dieses Quellwasser noch in den 1950er Jahren auf einem Landstück zur Bewässerung des Tabakanbaus verwendet, auf dem sich das heutige Gymnasium von Milas (Milas Lisesi) befindet.

### Kale Sarnıcı (Burg-Zisterne)
Offenbar gab es für das Bad auf der Burg eine eigene Zisterne. Unmittelbar benachbart 10 m nordöstlich des Bades entdeckte man Anfang der 2020er Jahre eine Zisterne, deren Alter auf 700 Jahre geschätzt wird. Sie ist rechteckig aus bearbeitetem Stein und besaß ein Tonnengewölbe, das von einem Bogen in der Mitte getragen wurde. Sie wird dem 14. Jahrhundert zugeordnet und hatte auf dem Burgareal vermutlich in Kriegszeiten auch eine besondere Funktion. Für belagerte Burgen wurde zumeist durch die Belagerer die Wasserzufuhr zerstört, um die Verteidiger zur Aufgabe zu zwingen. Deshalb waren Zisternen im Inneren der Burg besonders wichtig. Bei Grabungen in der Zisterne wurden vor allem Frauenschmuck, eine Olivenölwaage und ein Bogenschützenring gefunden. Neben Alltagsgegenständen stieß man auf das Fragment einer Frauenfigur, die einen Wasserkrug auf dem Kopf trägt, offenbar dem 5. Jahrhundert v. Chr. angehörte und speziell an heiligen Stätten der Antike auftaucht. Dabei wurden zudem Keramiken und der Idolkopf eines Tepegöz (Zyklop) freigelegt, in der Literatur besser bekannt als „Gök Gözlemcisi“ (Himmelsbeobachter) oder „Yıldız Savaşçısı“ (Sternenkrieger). Er wird auf das späte Chalkolithikum, die frühe Bronzezeit datiert, ein Exemplar, das auf 3500–3000 v. Chr. zurückgeht und man sehr selten bei Ausgrabungen findet. Derartige bis zu 6.000 Jahre alten Statuen, von denen weltweit etwa 30 Exemplare bekannt sind und von denen angenommen wird, dass sie zur Anbetung verwendet wurden, fand man vor allem auf den Ägäischen Inseln und in Westanatolien. Das vollständige Exemplar einer derartigen aus Anatolien geschmuggelten Statue wurde 2017 vom berühmten US-Auktionshaus Christie’s für 14,5 Millionen Dollar versteigert.

### Kale Çeşmesi (Burg-Brunnen)
Das kleine Gebäude außerhalb der Burg östlich vor dem Burgeingang wird „Burgbrunnen“ (Kale Çeşmesi) genannt. Ein Teil dieses Brunnens aus dem 15. Jahrhundert ist erhalten geblieben. Er wurde mit einer einzigen Fassade und Spitzbogennische aus bearbeiteten Steinen unterschiedlicher Art und Größe errichtet. Im Bogen an der Vorderseite befindet sich eine glatte „spiegelnde“ Steinplatte mit einer Wasserschüssel, die aus einem monolithischen Stein gearbeitet wurde. Noch bis vor wenigen Jahren war über diesen Brunnen kaum etwas bekannt. Mittlerweile ist der Bau und sein Umfeld durch systematische Grabungen in der Fachwelt bekannt geworden: Bei Restaurierungsarbeiten stieß man unmittelbar neben dem Brunnen auf einen 19 m tiefen hellenistischen Schachtbrunnen mit einer Treppe aus archaischer Zeit. Man fand zudem rund um den Brunnen zahlreiche Skulpturen, Statuen und Keramikgefäße aus archaischer und hellenistischer Zeit. Zu den für die karische Geschichte Beçins wertvollsten Artefakten bei der Treppenfreilegung gehörten vor allem mykenische Keramiken, die zeigen, dass die Region während jener Periode ein wichtiges Siedlungsgebiet war. Nach Meinung des leitenden Ausgräbers Kadir Pektaş von der Fakultät für Literatur, Kunstgeschichte sowie Türkische und Islamische Kunst der Medeniyet-Universität in Istanbul reicht die Geschichte der Stadt somit bis ins Jahr 2.000 v. Chr. zurück, auch wenn der Ort nach bisheriger Kenntnis seine wahre Bedeutung erst während des Beyliks Menteşe erlangte. Man habe zum ersten Mal Treppen aus archaischer Zeit entdeckt und dokumentieren können, dass ein mehrere tausend Jahre alter Schachtbrunnen, der auch in der hellenistischen Zeit ausgiebig genutzt wurde, in der Beylikzeit und osmanischen Zeit weiter Verwendung fand.

### Türbe (Mausoleum) Nr. I
Nur wenige Meter weiter südlich steht links des Hauptweges ein kubisches Mausoleum (Türbe) unter der Bezeichnung „Türbe I“ mit einem Mauerwerk aus Bruchsteinen an den Wänden und Spolien als Ecksteinen. Die obere Abdeckung des Grabmals, vermutlich mit einer Kuppel, ist eingestürzt. Entsprechend erkennt man in etwa 2 m Höhe über dem Boden Balken-Aussparungen sowie in den Gebäudewänden und im Inneren ähnliche Lücken eines Holzgebälks, das die Kuppel trug. Der Eingang lag an der Nordseite. Durchbrüche an den anderen drei Seiten deuten darauf hin, dass sich an jeder dieser Fassaden ein Fenster befand. Der Grabbau enthält keinen Sarkophag. Er muss in der zweiten Hälfte des 15. Jahrhunderts oder im 16. Jahrhundert erbaut worden sein.

### Büyük Hamam (Großes Bad)

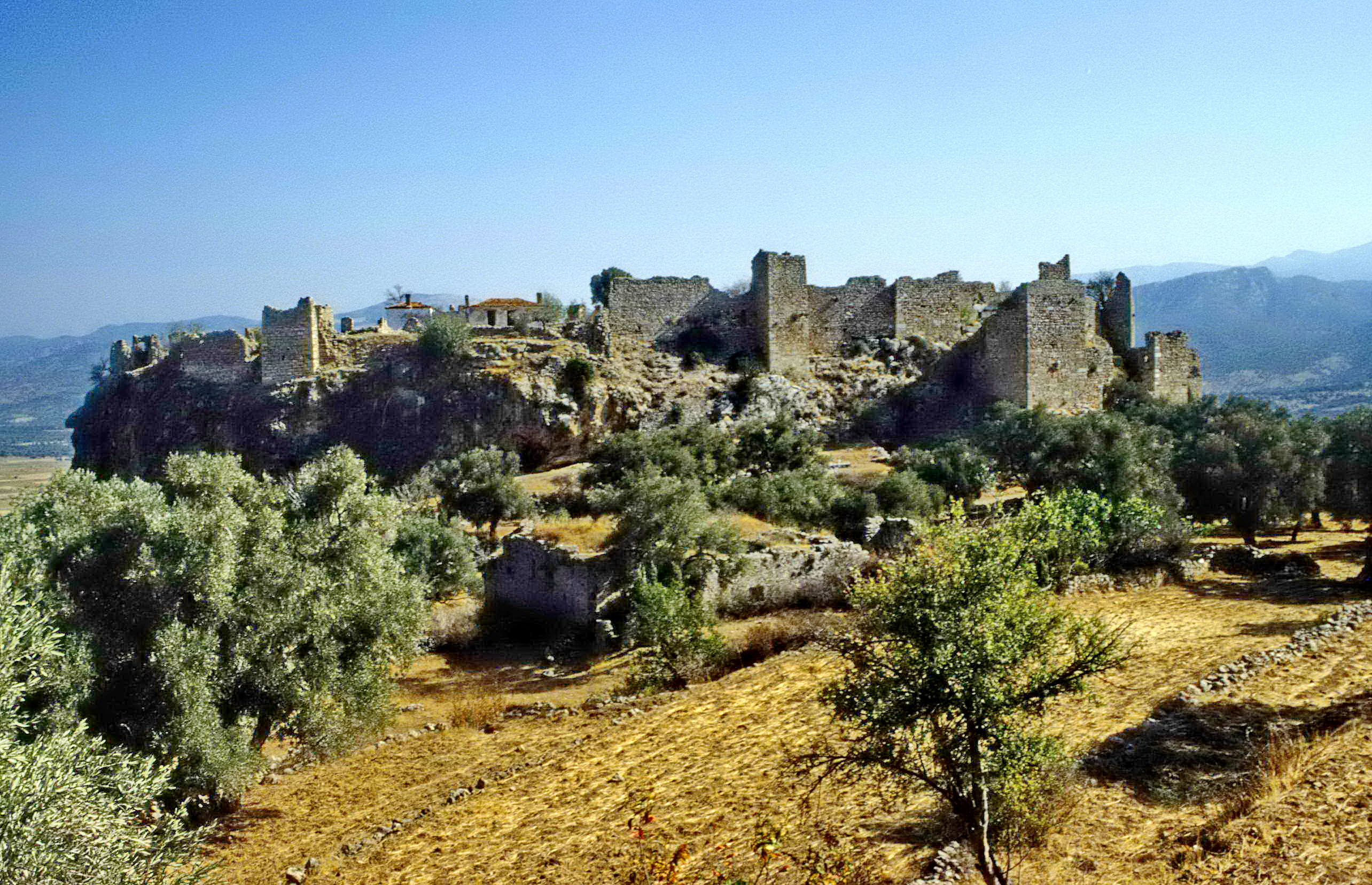
Blick auf das Große Bad (im Mittelgrund) und die Burg von Beçin

Etwa 80 m westlich gegenüber von Türbe I liegt etwas abseits in einer Senke die Ruine des Großen Bades (Büyük Hamam). Dieses größte Bad der archäologischen Stätte von Beçin entstand im 14. Jahrhundert, wurde aus Bruchsteinen und bearbeitetem, geglättetem Stein gebaut, hat einen rechteckigen Grundriss, drei Iwans und eine Eckzelle. Im Gebäude gab es ein Ankleidezimmer, einen offenen Raum, einen warmen Raum, einen Rasierraum, eine Heizung, eine private Zelle und einen Wassertank. Der Ofen und ein entsprechender Holzlagerschuppen befanden sich an der Nordwand. Ein Vorsprung an der Ostfassade bildete die Garderobe. Der Eingang zur Umkleidekabine lag ebenfalls auf der Ostseite. Die Höhe der Schwelle des Eingangs lag erheblich niedriger als das Bodenniveau. Deshalb wurde östlich und südlich der Eingangsöffnung eine Umfassungsmauer errichtet, um das Eindringen von Regen- und Flutwasser zu verhindern. Die Wände der Umkleidekabine waren dünner als die Wände anderer Bereiche. Dies und ein ergrabenes Säulen/Sockelfragment legen nahe, dass die Umkleidekabine mit einem Holzdach bedeckt war. Die Umkleidekabine, die Wärmestube, der Rasierbereich, die Toilette (?), die Privatzellen und der mittlere Teil der Wärmekammer waren jeweils mit einer Kuppel überdacht. Die Kuppel der Privatzelle in der Nordost-Ecke war offen. Die drei Iwane des Warmbereichs, der Wassertank in der südwestlichen Ecke des Bades und der an die Nordfassade angrenzende Warmwasserspeicher waren mit Spitzbogengewölben bedeckt. Die an die Ostseite des Warmwasserspeichers angrenzende Toilette im Norden wurde offenbar erst später an das Badehaus angebaut. Aus den restlichen Spuren geht hervor, dass der gesamte Boden des Bades mit Marmorplatten bedeckt war. Man entdeckte Überreste von zwei Wasserbecken mit Springbrunnen, eines in der Umkleidekabine und das andere in der Aufwärmstube. Von den beiden Kuppelzellen östlich und westlich des Warmraums diente die westliche vermutlich als Rasierteil und die östliche als Toilette. Nach einem Gründungsprotokoll von 1562–63 zählt das Bad zu den Gründungen Ahmed Gazis in der zweiten Hälfte des 14. Jahrhunderts. Seine Größe und sorgfältige Konstruktion entsprechen der Blütezeit Beçins unter diesem Menteșe Bey.

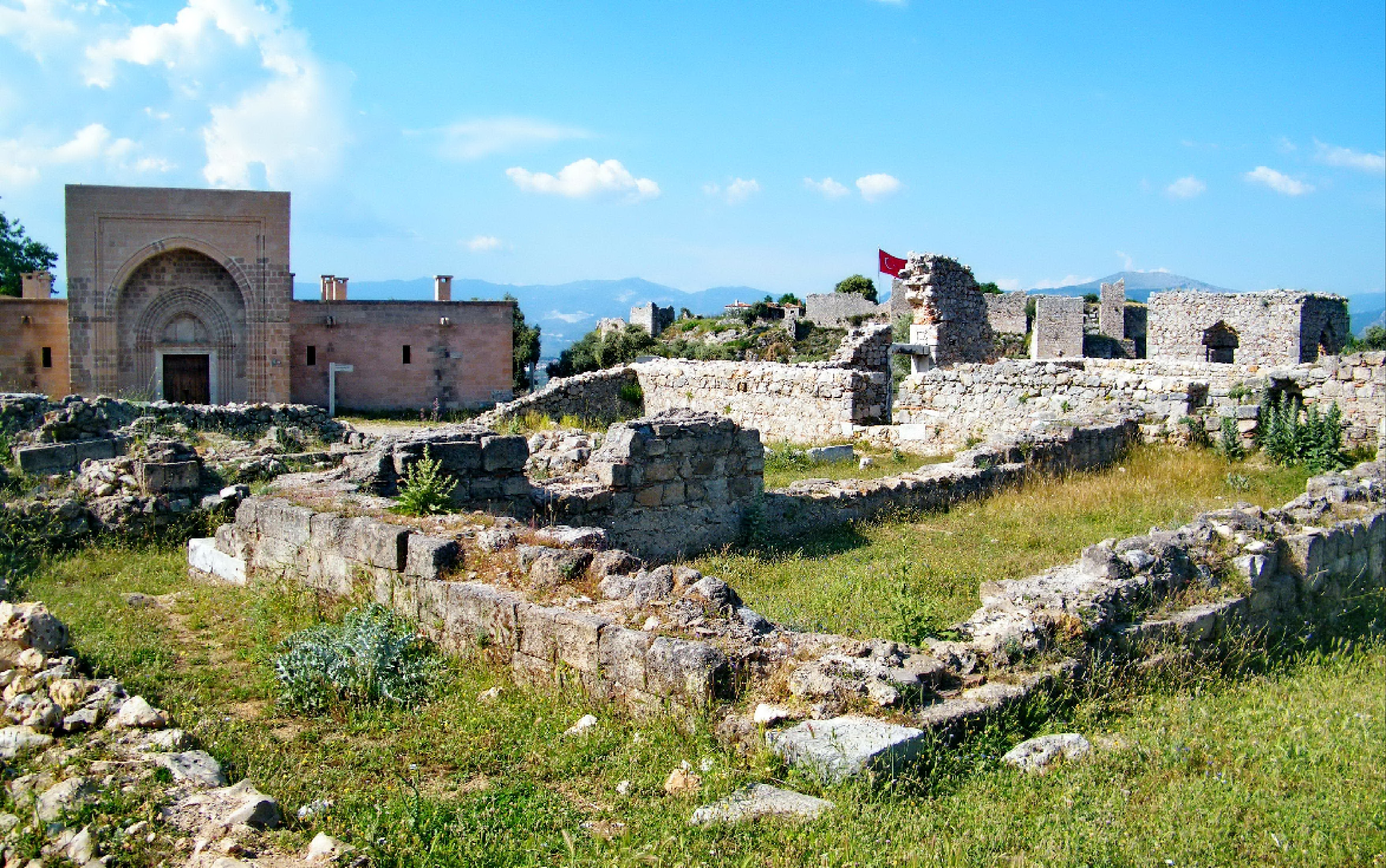
Blick auf das Zentrum der mittelalterliche Ruinenstadt Beçin mit Orhan Camii (Vordergrund) und Ahmet-Gazi-Medrese (Hintergrund links).

Südlich der Burg gruppieren sich um einen „Stadtplatz“ im alten Stadtzentrum die meisten der zahlreichen Gebäudereste: Die Ahmed Gazi Medresesi, die Orhan Camii, mehrere Türben (Mausoleen), eine Zawiya, eine Hanikâh, der Kızılhan und der Kubbeli Çeşme sowie etwas im Hintergrund das Bey Konağı (Herrenhaus) mit anschließendem Hamam. Eine weitere Konzentration historischer Baureste schließt sich erst süd- und südöstlich außerhalb der Stadtmauer an.

### Zawiya (Derwischloge)
Kaum 50 m südlich von Türbe I liegt östlich des Hauptweges ein Gebäuderest mit quadratischem Grundriss und einem einzigen Raum, der mit einer Kuppel bedeckt war. Der Bau mit Bruchsteinmauern und bearbeitetem Stein an den Eckverbindungen wurde 1998 freigelegt. Er gleicht eher einer Türbe, war aber wohl eine jener zahlreichen Zawiyas (kleine Unterkünfte, Derwischlogen), die Ibn Batuta in Beçin erwähnt, in denen Reisende untergebracht wurden. In den Jahren der Eroberung Anatoliens durch die Türken wurden Zawiyas unter Führung eines Derwischs mit überwiegend religiös-sozialem Hintergrund gegründet, die bei der Kolonialisierung Anatoliens eine wichtige Rolle spielten, um abgelegene Gebiete für die Besiedlung zu öffnen und die Sicherheit der Straßen zu gewährleisten. Zunächst ausgestattet als soziale Komplexe mit Scheune, Unterkunft, Kaffeehaus sowie Unterhaltungs- und Zeremonienräumen wurden sie im Laufe der Zeit vereinfacht. In kleinen Zentren hatten sie kein klares Schema. Die gesamte Südmauer und Teile der Ost- und Westmauer der Zawiya in Beçin stehen noch. Von den Pendentifs der Kuppel sind die in den südöstlichen und südwestlichen Ecken teilweise intakt. Spuren vor der Eingangsöffnung an der Ostwand deuten auf einen Holzvorbau, der bodennahe Sockel einer halbkreisförmigen Nische in der Mitte der Nordwand mit einer kleinen 15 cm hohen Sitzbank davor auf eine Herdnische hin. Das Gebäude in Beçin wird in die Zeit von Ahmed Gazi datiert.

### Mültezim Evi (Haus des Steuerbeamten)
Bei Grabungen im Jahr 2000 im Zentrum der „Altstadt“ wurde zwischen den Restmauern im Erdgeschoss eines Hauses im Südosten der Ahmed-Gazi-Medrese ein Silbermünzenschatz gefunden (s. u. „Der Münzschatz von Beçin“). Dieser Gebäudeteil wurde deshalb als Haus des Steuerbeamten (Mültezim Evi) bezeichnet. Es war aber wohl eher eine Art Herrenhaus. Aufgrund der in allen Räumen entdeckten verkohlten Holzstücke dürfte das Haus eine Holzdecke unter einem Lehmdach gehabt haben. Da es fast bis auf die Grundmauern zerstört ist, war eine Rekonstruktion über Lage und Anzahl von Fenstern und Türen nicht möglich. In der Nordwand des südlichen Raums wird eine Türöffnung vermutet. Das Haus war höchstwahrscheinlich ein zweistöckiges Gebäude. Der Iwan in der Mitte fungierte als Verteilerraum im Untergeschoss. Von den beiden Räumen, die sich zum Iwan öffneten, war der südliche wahrscheinlich ein Lager oder Keller und der nördliche die Küche. Die Wohn- und Schlafräume befanden sich vermutlich im Obergeschoss erreichbar über eine Treppe vom Iwan aus. Ein in der Mitte des südlichen Raumes gefundenes zylindrisches Säulenstück muss ein Sockel gewesen sein, auf dem eine Holzsäule stand, die das Dach trug. Bearbeitete Steinblöcke am Fuß der Nord- und Südwand deuten darauf hin, dass der Raum insgesamt einen Holzboden hatte. In diesem Zimmer wurde ein Kupfergefäß mit verkohlten Weizenkörnern gefunden. Er wurde deshalb als Lagerraum des Hauses angesehen. Etwa einen Meter von seiner Nordwand entfernt wurde der oben genannte Schatz in drei getrennten Haufen entdeckt.
An der Südwand des Nordzimmers mit etwa gleichen Abmessungen wie das südliche Zimmer wurde eine Feuerstelle mit Ziegelsteinen auf dem Boden direkt vor einem Kamin entdeckt. Dort deuteten ein Kupferkrug, ein Tonkrug, ein Messbecher, ein Dreibein und ein langer Kupfertopf mit Schnabel und Deckel auf eine Küche hin. Die nördliche Hälfte und die nordöstliche Ecke ihrer Ostwand wurden zerstört. Im Küchenboden wurden zylindrische Wasserrohre aus Terrakotta gefunden, die mit großen Schiefersteinen bedeckt waren. Die in Ost-West-Richtung durch die Küche verlaufende Wasserleitung gehörte zu dem System, das vermutlich Wasser vom Kubbeli Çeşme (s. u.) auch zum Brunnen vor dem Burgtor (Kale Çeşmesi) brachte. Diese Wasserleitung führte durch das im Westen des Hauses angegliederte Sofuhane (s. u.) und brachte Wasser über kommunizierende Röhren in zwei kleine Speicherbecken in der Küche an der West- und Ostwand, wo das Wasser entnommen werden konnte. Das Wasser des Tanks an der Ostwand dürfte auch einen Brunnen an der Außenseite der Ostwand gespeist und den Wasserbedarf des Hofes gedeckt haben.

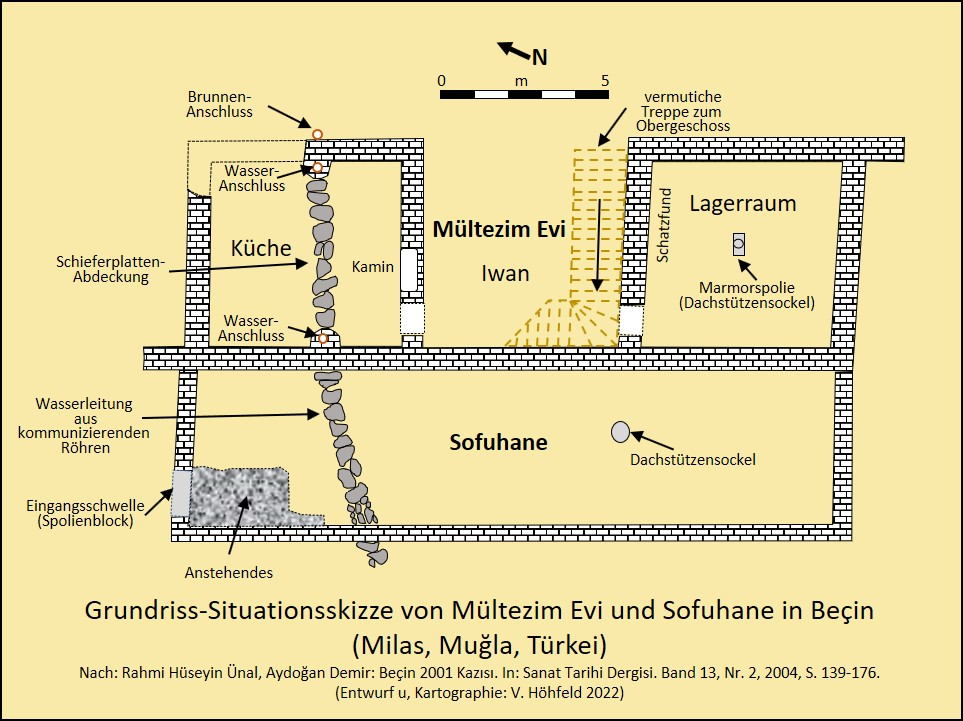
Die Kartenskizze zeigt die Grundriss-Situation des von türkischen Archäologen 2000 und 2001 freigelegten Mültezim Evi und Sofuhane.

Das Mültezim Evi, das vermutlich Mitte des ersten Viertels des 17. Jahrhunderts durch einen Brand zerstört wurde, muss lange Zeit genutzt worden sein. Wenn man bedenkt, dass bereits Ende des 16. Jahrhunderts fast alle Einwohner der Stadt in der Zitadelle lebten, ist es wahrscheinlich, dass dieses Haus, das sich in der exklusivsten Straße der Stadt befand, im 14. Jahrhundert erbaut wurde.

### Der Münzschatz von Beçin
Im Mültezim Evi wurden im Jahr 2000 an drei verschiedenen Stellen mehr als 30 kg Silbermünzen aus der osmanischen Zeit in Ledersäcken (?) gefunden, die ersten beiden Teile des Schatzes, fast ausschließlich Silbermünzen, am 9. August 2000 und der dritte einen Tag später. Diese Funde bargen die größte Anzahl an Münzen, die jemals bei einer Ausgrabung in der Türkei gefunden wurden, und enthielten knapp 50.000 osmanische und über 800 europäische sowie weitere, teils unidentifizierbare Münzen. Verkohlte Holzteile und Gegenstände weisen darauf hin, dass es in diesem Herrenhaus gebrannt hatte. In einem der Kupfergefäße, die vermutlich als Getreidewaage dienten, lagen noch verkohlte Weizenkörner, was darauf hindeutet, dass dieser Platz als Getreidespeicher oder Keller genutzt wurde (s. o.). Die meisten Silbermünzen stammen aus der Regierungszeit von Mehmed III. (1595–1603), während die restlichen zwischen 1520 und 1617 geprägt wurden. Die einzige Goldmünze stammt aus der Kanuni-Zeit (um 1495–1566, Sultan Süleyman I./der Prächtige/der Gesetzgeber). Neben den osmanischen Münzen sind auch Münzen des Krim-Khanats und europäischer Staaten Bestandteile des Hortes. Obwohl einige von ihnen im Feuer geschmolzen waren, wurden insgesamt fast 60.000 von ihnen gerettet. Davon wurden 416 repräsentative Objekte von Numismatikern naturwissenschaftlich untersucht, darunter 86 Akçe-Münzen, die unter Sultan Murad III. (1574–1595), 188 unter Mehmed III. (1595–1603) und 142 unter Ahmed I. (1603– 1617) geprägt wurden. Die Herkunft des Schatzes konnte bislang noch nicht zufriedenstellend geklärt werden.

### Sofuhane (Sufi-Loge)
Das Gebäude des sogenannten Sofuhane (auch Sufihane) wird auf das Ende des 14. Jahrhunderts oder den Beginn des 15. Jahrhunderts datiert. Es schließt unmittelbar an die Westwand des Mültezim-Hauses an, wobei letztere zugleich die Ostwand des 19 m × 4,60 cm großen Sofuhane-Gebäudes war, das offenbar nach dem Mültezim-Haus errichtet wurde. Die Höhe der nach der Ausgrabung freigelegten Mauern erreicht in den meisten Abschnitten nicht einmal einen Meter. Deutlich erkennbar sind aber die Verbindungen zwischen der Nord- und Südwand des Sofuhane und der Westwand des Mültezim-Hauses. Als Schwelle der 140 cm breiten Eingangsöffnung am westlichen Ende der Nordwand diente ein Spolien-Marmorblock. Die Höhe dieser freigelegten Eingangstürschwelle lag etwa 1 m niedriger als die anstehenden Felsen des Raums, so dass sich dort eine Treppe befunden haben dürfte, um den höher gelegenen Boden zu erreichen. Die Holzböden, die den Boden bedeckten, ruhten auf mehreren parallel zu den Seitenwänden aufgereihten grob behauenen Reihen von Steinblöcke sowie einzelnen Blöcken für die hölzernen Dachstützen. Aufgrund von Grabungsfunden (der Arm einer Eisenschere, ein Eisenhammer, ein Stück Eisenplatte, eine Schraubzwinge(?) und ein paar Stücke Eisenschlacke) wurde als Funktion des ca. 85 m² großen Gebäudeteils zunächst eine Schmiede vermutet, was aber der zentralen Lage wegen unmittelbar neben der Orhan-Moschee wieder verworfen wurde. Man einigte sich schließlich auf eine Nutzung als Sofuhane, also als öffentliches Gebäude mit sozial-religiösen Funktionen, die in den Grundbuchbüchern von 1530 und 1583 erwähnt werden, was letztendlich aber nichts über die wirkliche Funktion des Baus aussagt. Zur Erläuterung: „Ein Sufihane (Sofuhane) ist der Ort, an dem sich Sufis versammeln und versuchen, Gott durch ihr Herz, ihre Intuition und Liebe zu erreichen. ‚Die Mevlevis bezeichneten die Sekten, die nicht aus ihren eigenen Sufi-Orden stammten, als Sufi und deren Logen als Sufi-Loge, ihre Derwische als Sufi-Derwische und ihre Scheichs als Sufi-Scheichs.‘“ (übersetzt aus und zitiert nach Aydoğan Demir).

### Türbe (Mausoleum) Nr. II

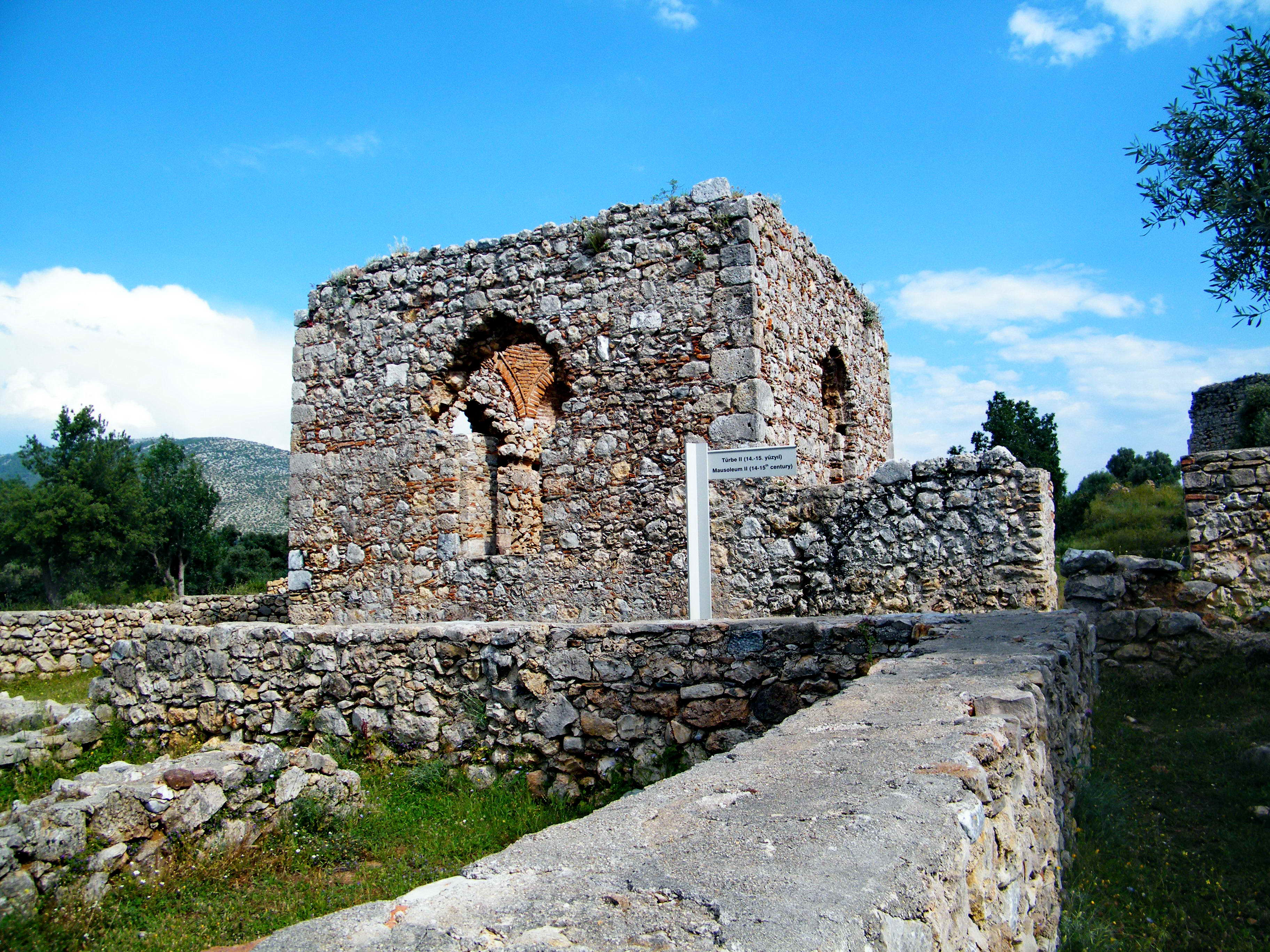
Mausoleum (Türbe II) neben der Orhan-Moschee

Zwischen den Ruinen des Sofuhane und den Überresten der westlich gelegenen Orhan-Moschee (Orhan Çamii) stehen die Ruinen von zwei muslimischen Mausoleen. Die nördliche dieser beiden Türben (Türbe Nr. II) mit quadratischem Grundriss wurde im 14. Jahrhundert mit einem steinernen Mauerwerk aus Bruchsteinen an den Wänden und bearbeiteten Steinen an den Eckverbindungen errichtet. Das Dach des Grabes hatte die Form einer Kuppel. Als Trompen wurden am Übergang zur Kuppel gebrannte Tongefäße platziert, um die Akustik zu unterstützen und die Gebäudelast zu reduzieren. Der Eingang zum Grab befindet sich an der Südseite, und große Fenster mit Spitzbogengiebel gab es jeweils an der Ost-, West- und Nordseite, deren vermutlich aus Ziegeln gestalteten Giebelbögen allerdings vollständig zerstört sind. Die Westwand der kubischen Türbe, die wahrscheinlich zusammen mit der Hofmauer der Moschee entstand, ruht an der Ostwand des Moscheehofes. Demnach wurden die östlichen und nördlichen Mauern des rechteckigen Innenhofs der Moschee zusammen mit der Türbe Nr. II errichtet und vermutlich auch zusammen mit der Moschee geplant und für den Gründer der Moschee, Orhan Bey, angelegt. Ein Baudatum dieser anonymen Türbe ist nicht bekannt.

### Türbe (Mausoleum) Nr. III
Wie die Türbe Nr. II grenzt auch das Mausoleum Nr. III an die Ostwand des Orhan-Moscheehofes. Der Eingang ist an der Ostseite. Das einzige Fenster befindet sich an der Südwand. An der Westwand gibt es zwei symmetrisch angeordnete Nischen mit Spitzbögen. Sarkophage im Inneren fehlen. Das quadratisch geplante Grabmal wurde ebenfalls mit einer Kuppel bedeckt, deren Stabilität durch Pendentifs gewährleistet war. Diese und Bögen bestanden aus Ziegeln. Da die Westwand der Türbe nicht direkt mit der Hofmauer der Moschee kontaktiert, sondern sich an die Hofmauer des Grabes anlehnt, wurde das Grabmal wohl nach der Moschee und deren Innenhof gebaut. Auch hier gibt es keine Inschrift oder sonstige Hinweise auf die Bauzeit. Basierend auf dem schlichteren Aussehen des Grabes wird geschätzt, dass es zu Beginn des 15. Jahrhunderts gebaut wurde.

### Orhan Camii (Orhan-Moschee)

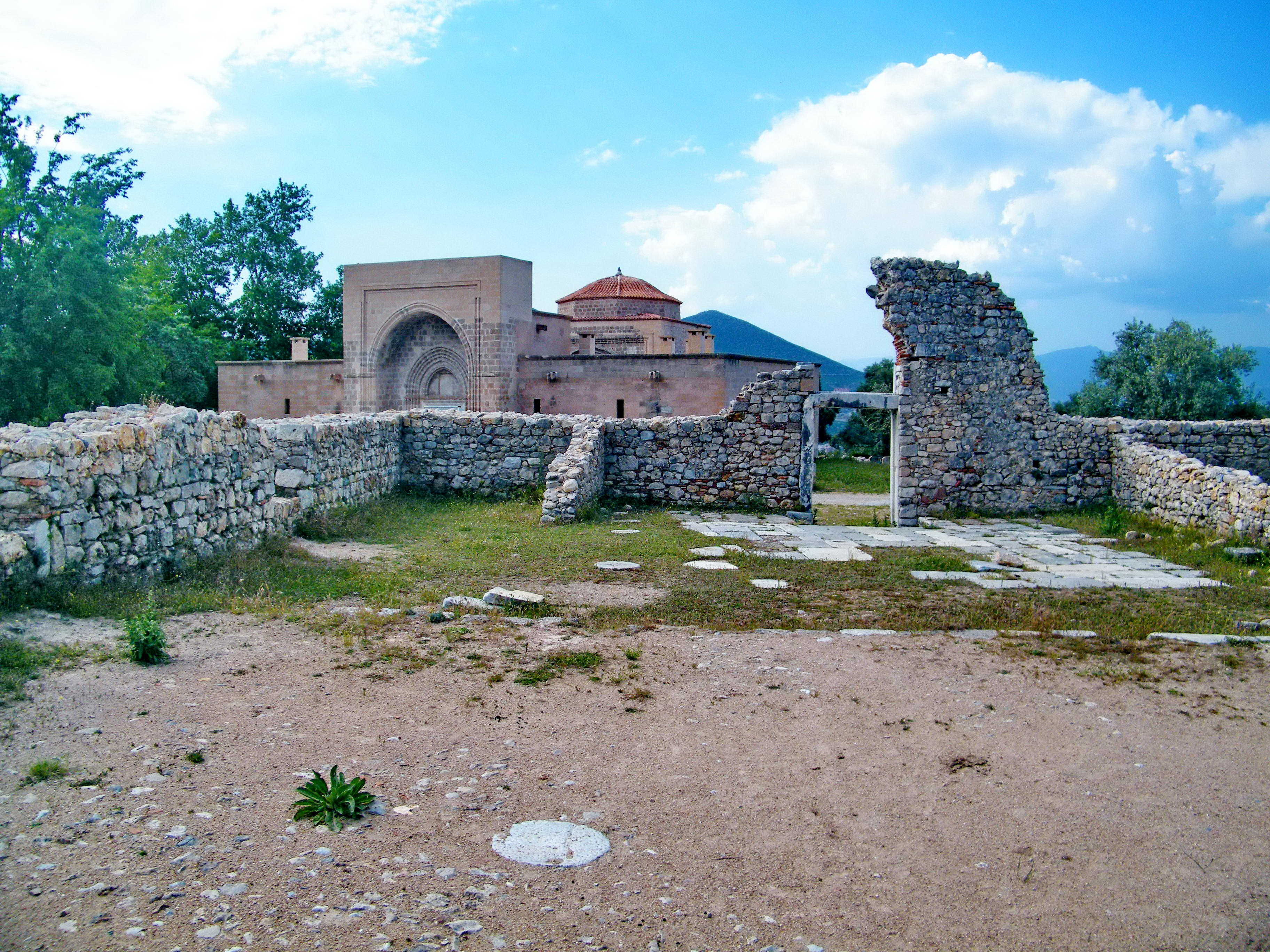
Blick über die ruinierten Mauern der Orhan-Moschee auf die Ahmet-Gazi-Medrese, im Mittelgrund rechts Stücke des Marmor-Fußbodens der Moschee. Erkennbar sind auch am Boden die runden Platten, auf denen Holzsäulen standen

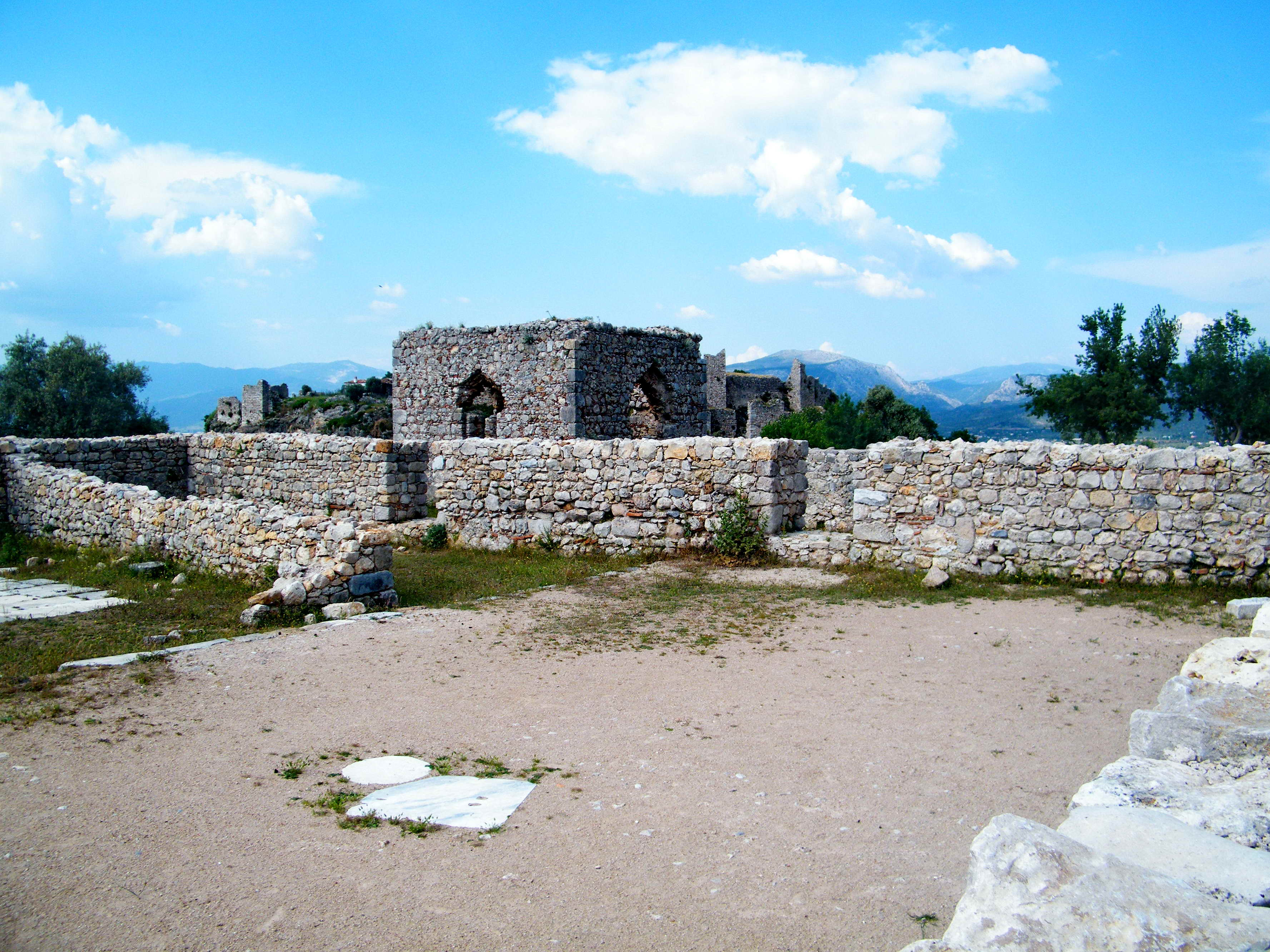
Blick in den Hof und auf die Türbe II der Orhan-Moschee, im Vordergrund Stücke des Marmor-Fußbodens der Moschee

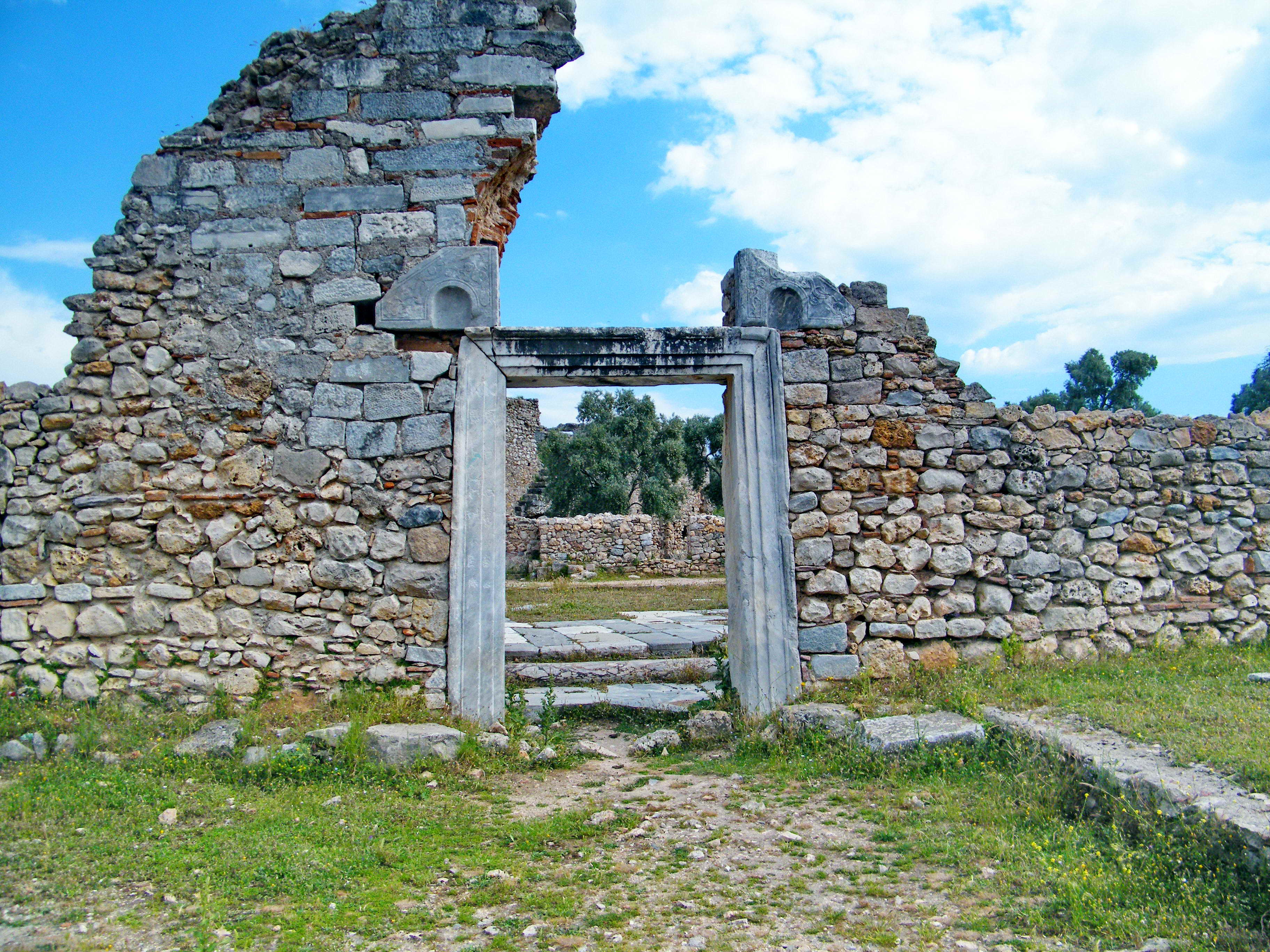
Portalruine der Orhan-Moschee

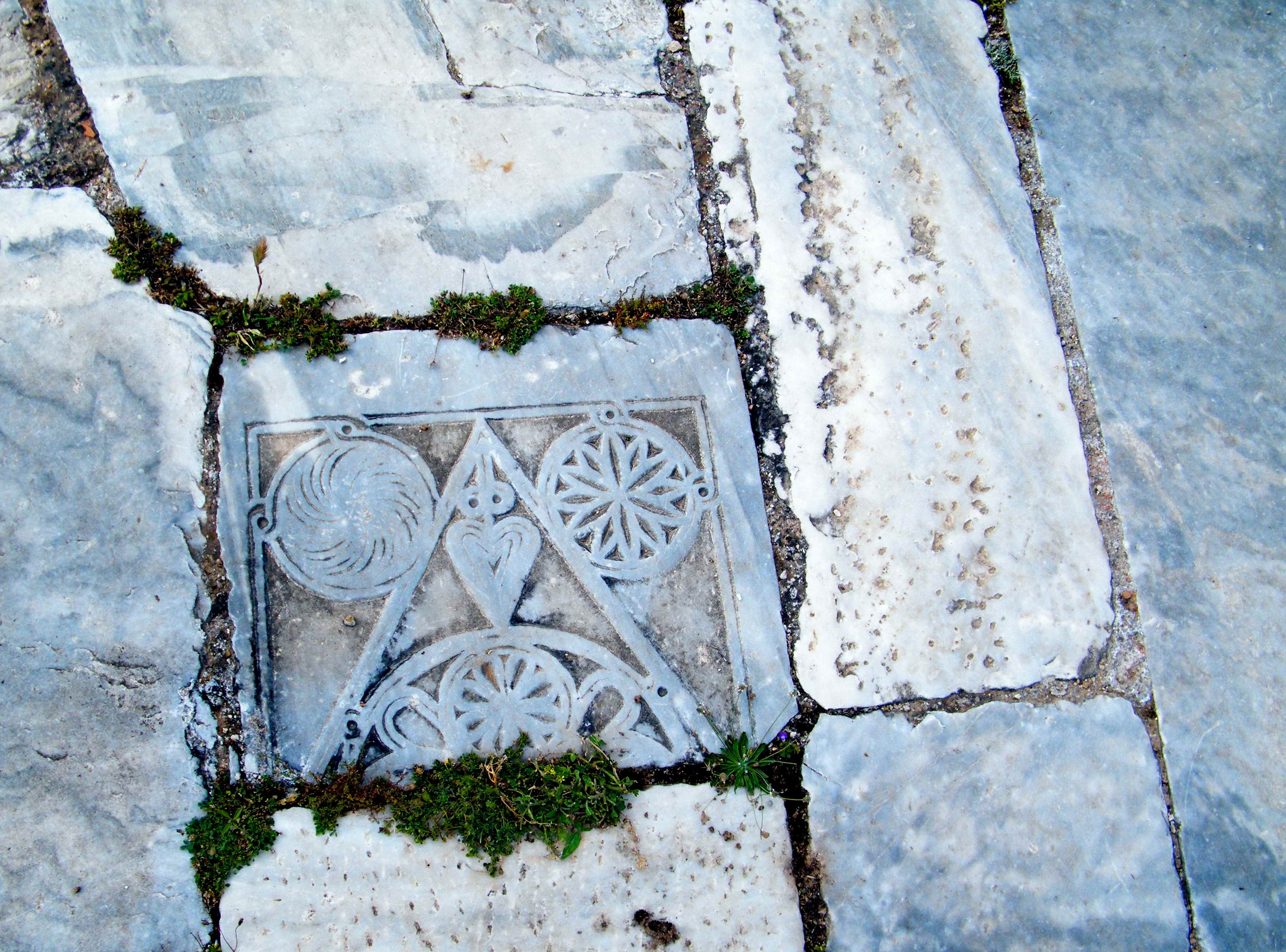
Teil des Marmor-Fußbodens in der Ruine der Orhan-Moschee: wiederverwendetes Fragment einer byzantinischen Schrankenplatte

Von der einstigen Hauptmoschee Beçins, der Orhan Camii am zentralen Hauptplatz der „Altstadt“ gegenüber der noch gut erhaltenen Ahmed-Gazi-Medrese stehen nur noch wenige Reste aufrecht: ein Teil der Hauptmauern, die Mihrab-Nische, die die Qibla-Wand zentriert, das Eingangstor mit Marmorpfosten und Stürzen an der Nordfassade. Die Anlage hat an ihrem westlichen und südlichen Rand einen Hof. Das Gebäude wurde aus Bruchsteinen, bearbeiteten Steinen und Ziegeln gebaut. Über das Dach der Orhan-Moschee gibt es keine gesicherten Informationen. Weder Gründungsinschrift noch ein Epitaph in der Orhan-Moschee sind erhalten. Andererseits erfahren wir einiges über die Bauzeit der Moschee im Seyahatnâme (Reisebuch) von Evliya Çelebi (1611–1682), dem berühmten Reisenden des 17. Jahrhunderts, der in seinem Bericht folgende Beschreibung für die Orhan-Moschee gibt: „Diese gesegnete Moschee wurde vom majestätischen, großartigen, siegreichen und heldenhaften Emir, Sultan der türkischen Religionskämpfer, Shucau'd-devle'd-din Orhan Ibn Masoud, im Jahr 732 [1332] erbaut. Möge Gott ihren Sieg segnen“… „Sie hat kein Minarett und die erdbedeckte Moschee ist uralt. Länge und Breite sind wie schwebende Füße, und es gibt sechzehn Säulen aus Kiefern in der Moschee.“ (zitiert und übersetzt nach) Dieser Text von Evliya Çelebi mit dem Datum der Erbauung, der offensichtliche Fehler enthält, besagt, wenn man seinen Inhalt mit Informationen von Ibn Battuta ergänzt, dass die Moschee möglicherweise zwischen 1330 und 1335 gebaut wurde.
Obwohl die Ost- und Westseite sowie die Nord- und Südwand der Moschee jeweils parallel zueinander verlaufen, hat das Gebäude keine rechteckige Form. An der Nordfassade mit dem Portal wurden einige Änderungen vorgenommen, es lässt sich aber aus den verbleibenden Spuren schließen, dass es an dieser Seite zwei Fenster gab, ebenso wie zwei Fenster an der Ost-, West- und Südwand, deren Fundamente ausgegraben wurden. Die beiden Profilleisten des Portals und der Schalstein sind wiederverwendete Spolien. Die Füße des Entlastungsbogens ruhten auf zwei Fragmenten einer Kanzeltreppe aus byzantinischer Zeit. Eine 30–40 cm hohe Bank neben der westlichen Fassadenhälfte der Moschee lässt die Existenz eines einstöckigen Narthex annehmen, der auf Holzstützen ruhte. Man vermutet zudem, dass ein kleiner, unregelmäßig angelegter Raum in Fortsetzung der Westwand der Moschee eine Toilette war. Drei menschliche Skelette, die im Hof gefunden wurden, deuten darauf hin, dass dieser Bereich für Bestattungen genutzt wurde, nachdem die Moschee ihre Funktion verloren hatte. Freigelegte spezielle Mauerstücke deuten zudem an, dass an dieser Stelle eine zweite kleinere Moschee errichtet wurde, nachdem der erste Bau (möglicherweise durch Brand) zerstört worden war. Die Qibla-Richtung der ersten Moschee war offensichtlich falsch gewählt worden und wurde beim Bau der zweiten Moschee korrigiert.
Die Orhan-Moschee gehörte wahrscheinlich zu der Gruppe der sogenannten seldschukischen „Waldmoscheen“, Moscheen mit Holzsäulen und Holzdecken. In der nördlichen Hälfte des Gebetsraumes findet man einige Spolien-Marmorplatten aus byzantinischer Zeit, die sicherlich einst den gesamten Boden bedeckten. Auf dem dortigen Boden konnten 12 Stellen (gereihte runde Platten) bestimmt werden, auf denen Holzsäulen gestanden hatten. Demnach war die Moschee in vier Nord-Süd verlaufende Schiffe mit drei Stützenreihen unterteilt. Der Mihrab mit rechteckigem Profil zentriert die Qibla-Wand. Nur zwei Reihen modellierter Steine des Mihrab sind erhalten. Eine Bank, die von der dritten Stützenreihe von Norden ausging und vermutlich später gebaut wurde, bedeckt den südlichen Teil des Gebetsraumes. Auf dieser 15–20 cm hohen Bank mit verputztem Boden ist noch der Rest der westlich des Mihrab aufgestellten Kanzel zu erkennen.

### Hanikah (Hankâh) / Ahmed-Gazi-Zaviya (?)
Das religiöse Gebäude einer Hanikah (auch „Hangâh“, „Hanegâh“ „Hangâh“) ist eine Art Rückzugsraum, wo sich Derwische zu Gesprächen und Meditation versammeln, eine Zeit lang wohnen und sich manchmal zurückziehen. Das entsprechende Gebäude im Zentrum der archäologischen Stätte von Beçin stammt aus dem 14. Jahrhundert. Der mit einem Steinmauerwerk aus Bruchstein und geglätteten Quadern errichtete Bau grenzt mit seiner Ostwand an die Westwand der Orhan-Moschee. Die Mitte des rechteckigen Baus war mit einer Kuppel, die Abschnitte auf beiden Seiten mit Gewölben bedeckt. Dieser geschlossene Bereich westlich der Orhan-Moschee, dessen Ostwand das südliche der beiden Fenster an der Westwand der Orhan-Moschee verdeckt, wurde zeitweise als Friedhof genutzt und vermutlich nach der Moschee gebaut. Die meisten der insgesamt 12 Gräber wurden mittlerweile entfernt. Nach dem Abriss/Einsturz des Gebäudes muss eine Treppe am inneren Rand der Ostmauer angelegt worden sein, um den Zugang zum Dach der Moschee für Gebete und Wartungsarbeiten zu ermöglichen. An der Nordfassade des Gebäudes sind noch Spuren einer Fenster- und einer Türöffnung zu sehen. Wie eine Gründungsurkunde aus den Jahren 1553–54 bestätigt, muss dieser Bau, der mit behauenen Steinen bedeckt war, im letzten Viertel des 14. Jahrhunderts von Ahmed Gazi erbaut worden sein, der auch die Medrese gegenüber errichten ließ. Zunächst hatte man während der Grabungsarbeiten im Jahr 2000 vermutet, dass dieses Gebäude eine Hanikah sein könnte, und benannte es entsprechend. Man stieß allerdings später auf eine Urkunde von 1553–54, in der eine Zawiya von Ahmed Gazi in Beçin erwähnt wird. Man nahm deshalb an, dass die freigelegte „Hankah“- Struktur diese erwähnte Zaviya sein könnte. Begriffe, wie „Tekke“, „Hankah“, „Zawiya“ werden oft miteinander verwechselt, weil sie mehr oder weniger dem gleichen Zweck dienen, werden aber aufgrund ihrer Größe und unterschiedlichen Wichtigkeit oft mit verschiedenen Namen bezeichnet. Das Fehlen eines entsprechenden „Zawiya“-Gebäudes in Beçin veranlasste die Ausgräber zur Übernahme beider Bezeichnungen.

### Ahmed Gazi Medresesi (Ahmed-Gazi-Medrese)

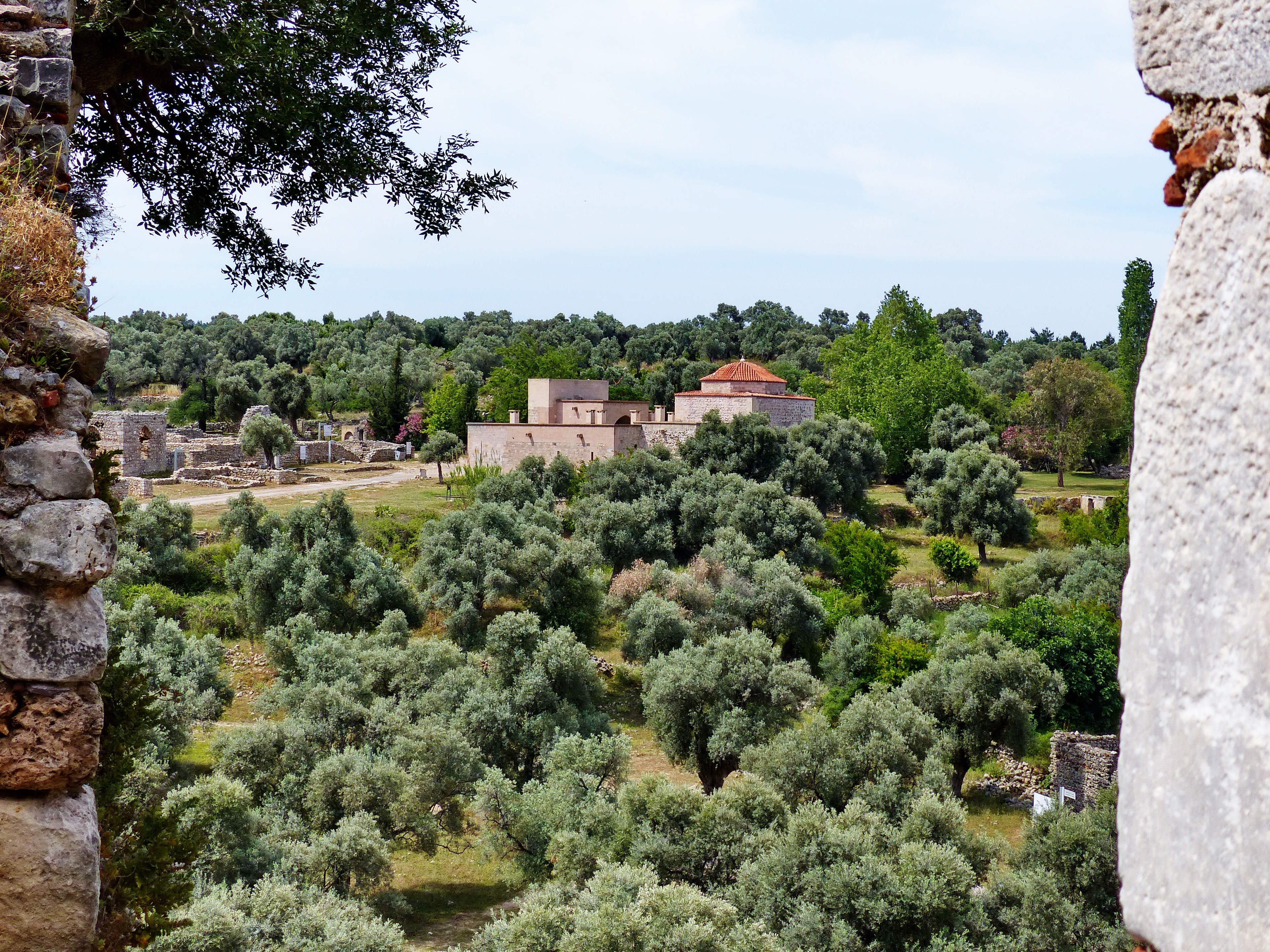
Blick von der Burgmauer auf die zentralen Ruinen der Stadtwüstung Beçin. Im Mittelgrund mittig die Ahmet-Gazi-Medrese, links davon die ruinierte Orhan-Moschee

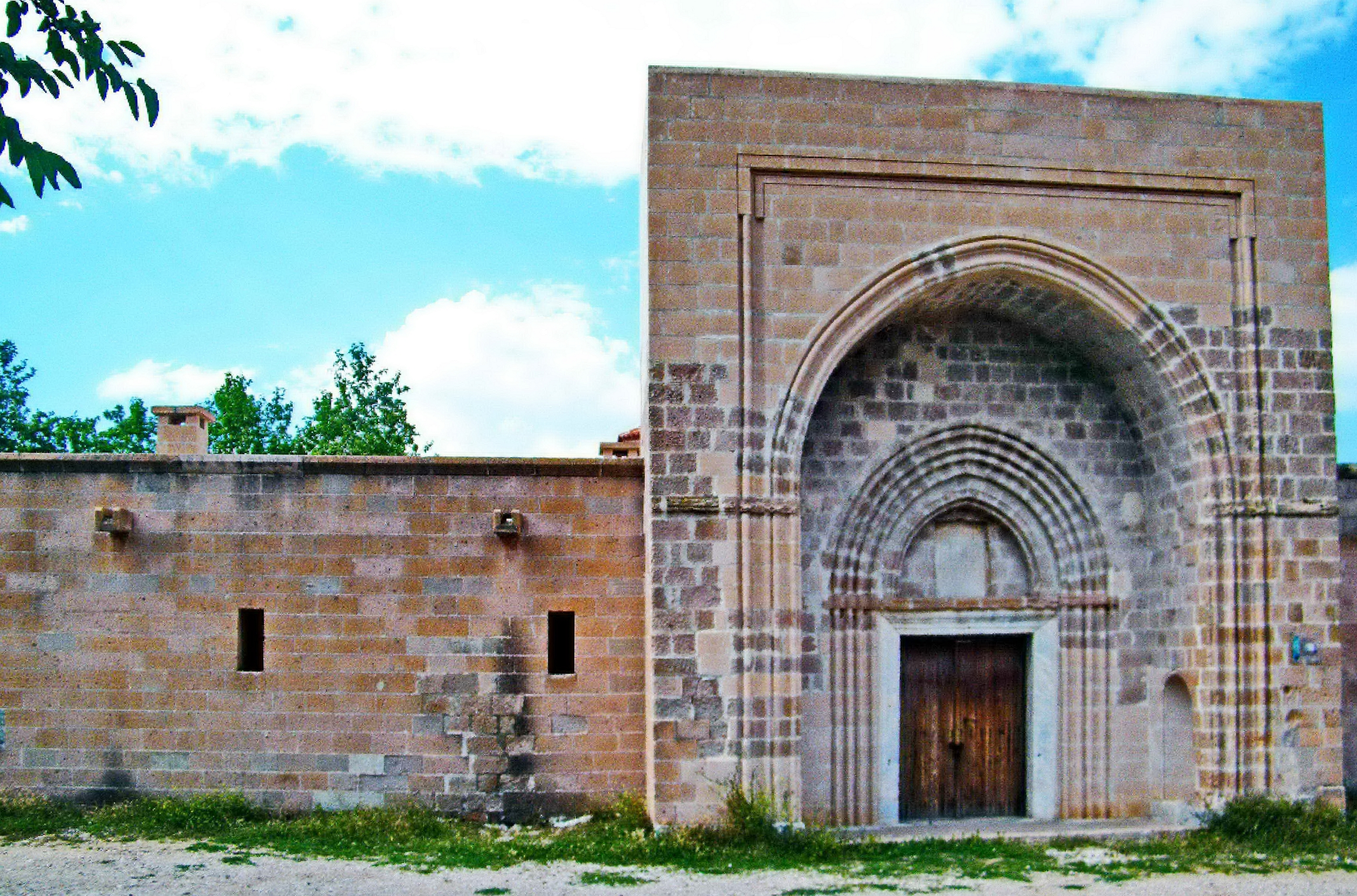
Blick auf die Hauptfront der Ahmet-Gazi-Medrese

Die Ahmed-Gazi-Medrese liegt am Hauptplatz der archäologischen Stätte Beçin gegenüber der Orhan Camii. Es ist ein einstöckiges Gebäude mit einem offenen Innenhof und zwei Iwanen: Eingangs- und Haupt-Iwan. Die Medrese wurde im 14. Jahrhundert in Bruchstein-Mauerwerk und bearbeitetem Stein errichtet. Sie ist das einzige vollständig erhaltene Bauwerk in Beçin, und ihr Epitaph hat sich bis heute bewahrt. Aufgrund der Bauinschrift auf dem oberen Teil der Eingangsöffnung in der Hauptnische des Portals wurde das Gebäude 777 H (1375–76) erbaut. Laut den Inschriften auf den Kopf- und Fußsteinen von Ahmed Gazis Grab starb dieser im Jahr 793 der Hidschra im Monat Shaban (Juli–August 1391).

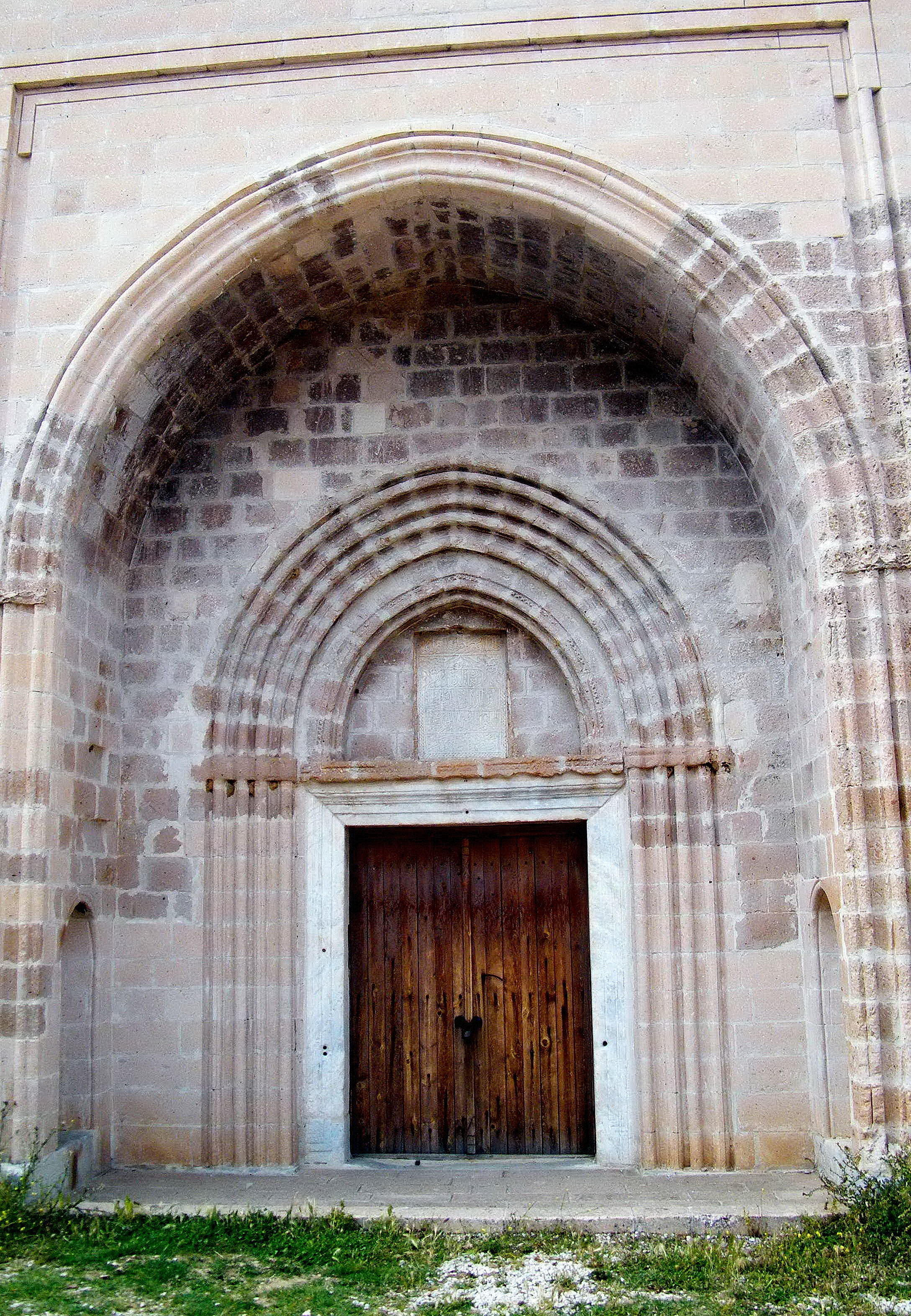
Blick auf das Eingangsportal der Ahmet-Gazi-Medrese

Man betritt die Medrese durch die Haupttür und erreicht den Eingangs-Iwan. Der Innenhof der Medrese hat einen rechteckigen Grundriss. Um ihn sind acht Studentenzellen aufgereiht. Die auf beiden Seiten des Haupt-Iwans gelegenen Zellen wurden auch als Klassenräume genutzt. Anders als bei den ansonsten schlicht gehaltenen Eingängen der Studentenzellen sind die Eingänge der Klassenräume mit Zierleisten versehen. Mit Ausnahme der Unterrichtszelle im Westen gibt es in allen Räumen Öfen. Der Zugang zum Dach erfolgt über eine Treppe, die zu zwei schmalen und langen Seitenteilen führt. Der Haupt-Iwan ist mit einer halbkugelförmigen Kuppel bedeckt, die auf Pendentifs ruht. Vertikale Gewölbe an den Hoffassaden überdecken Treppenhaus und Zellen. Im Haupt-Iwan gibt es zwei Gräber, von Ahmed Gazi, dem Emir von Menteşe, dem Gründer der Medrese, und einer anderen Person, deren Identität umstritten ist. Rechts und links des Bogens, der dem Hof über dem Haupt-Iwan zugewandt ist, sind auf rechteckigem weißen Marmor Reliefs von Fahnen tragenden Löwen angebracht, das Symbol des Fürstentums Menteşe. Auf dem Wimpel rechts steht „Ahmed Gazi“ geschrieben.
Die Ahmed-Gazi-Medrese wurde restauriert und dient seitdem als das „Milas Taş Eserler Müzesi“ (Milas Museum für Steinmetzkunst). 35 Steinmetzarbeiten sind im Museum ausgestellt. Die Steinwerke sind chronologisch in zwei Kategorien als „Beylikler Dönemi“ (Beylik-Zeit) und „Osmanlı Dönemi“ (Osmanische Zeit) aufgeführt. Man geht davon aus, dass die Innen- und Außenfassaden des Gebäudes zum Zeitpunkt des Baus vollständig mit bearbeiteten Steinen verkleidet waren, manche Fassaden aber mit Bruchsteinen repariert wurden. Im Innen- und Außenbereich wurden die Steinverkleidungen bei kürzlichen Reparaturen erneuert. Das Portal an der Südfassade und die Eingänge der Klassenzimmer auf beiden Seiten des Haupt-Iwans tragen Spuren von gotischen Balken. Außer der Ausstellung der Steinarbeiten gibt es im Museum einen Kinoraum, Miniaturen anatolischer Medresen und einen Animationsraum.

### Ahmed Gazi Çeşmesi (Ahmed-Gazi-Brunnen)

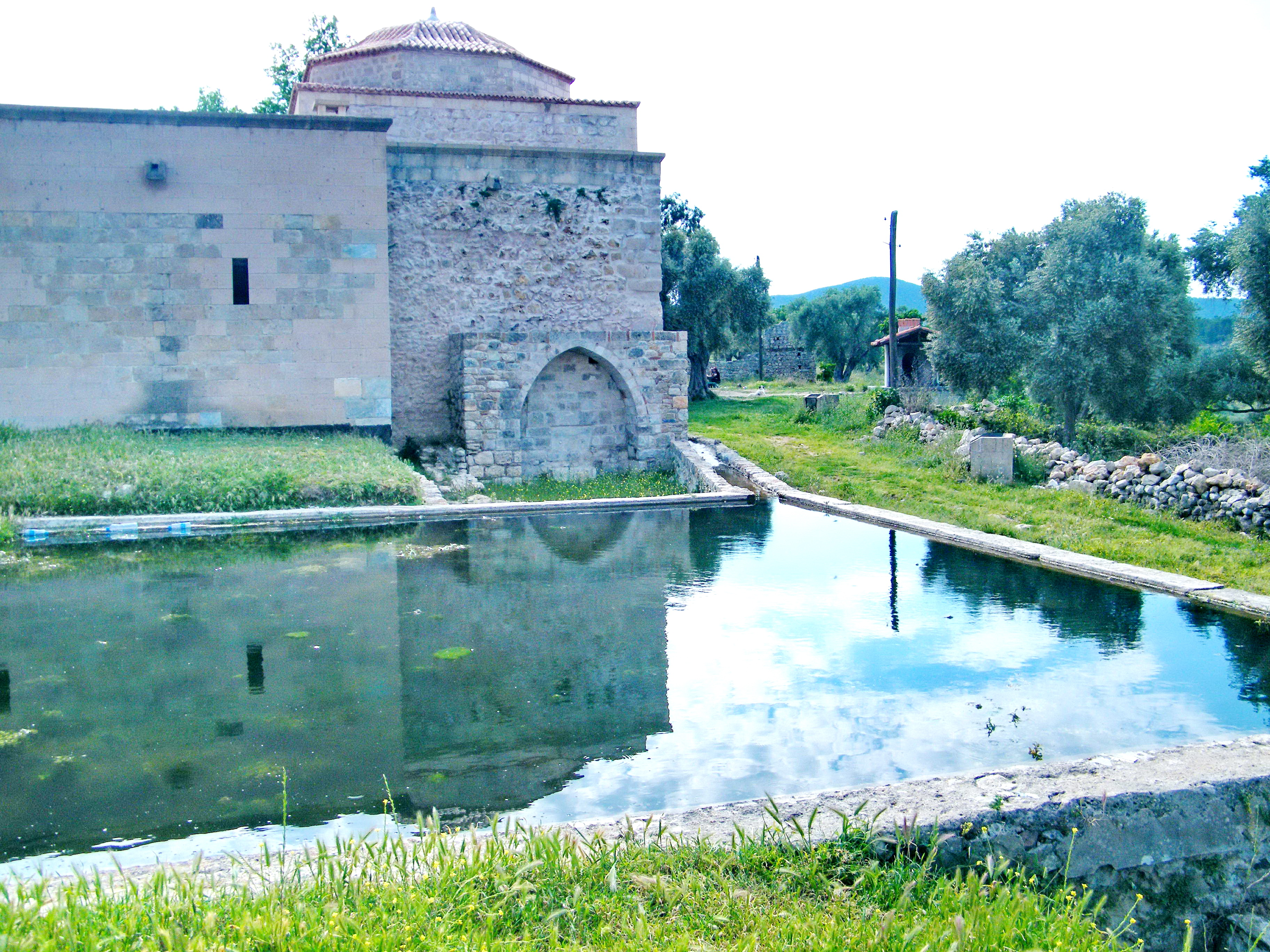
Ahmet Gazi-Wasserbecken mit gleichnamigem Brunnen

Der Ahmed-Gazi-Brunnen wurde angrenzend an die Ostwand der Ahmed-Gazi-Medrese an der Hauptstraße von Beçin errichtet. Der Brunnen besteht aus bearbeiteten Steinen verschiedener Art und Größe und hatte eine einseitige Spitzbogennische. Das Brunnenwasser kam/kommt aus einer Quelle über einen Kanal zur Rückseite der Ahmet Gazi-Medrese.

### Kubbeli Çeşme (Überkuppelter Brunnen)

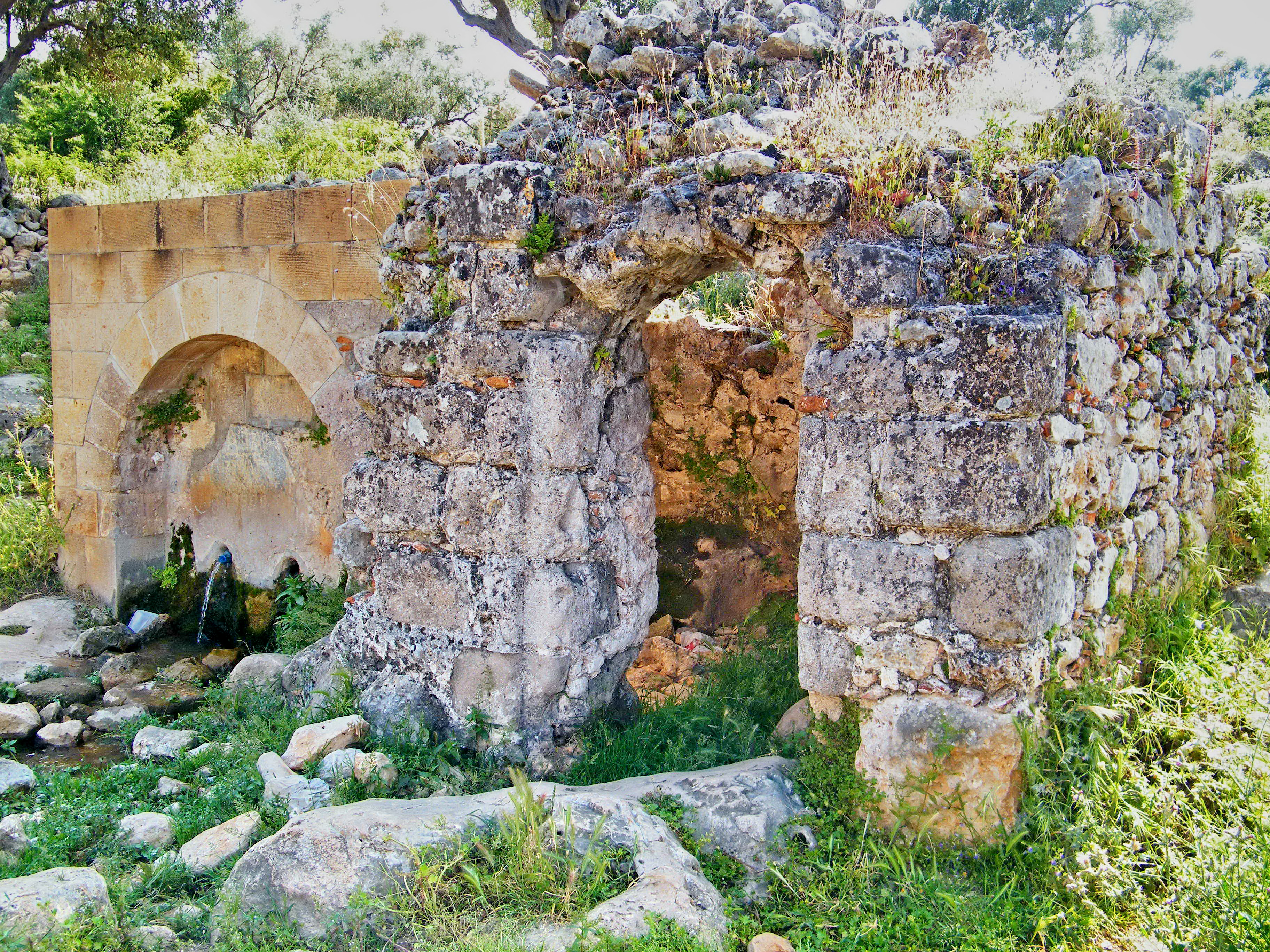
Kubbeli Çesme, Brunnen und Bad

Ein weiterer öffentlicher Brunnen, der Kubbeli Çeşme, steht westlich der Orhan-Moschee und südlich der Ahmet-Gazi-Medrese. Er wurde im 14. Jahrhundert aus bearbeitetem Stein errichtet. Der umlaufende Rand um eine glatte spiegelnde Steinplatte (Brunnenspiegel) wurde offenbar repariert. Der rechteckige Baukörper neben dem Brunnen besteht aus einem kleinen gewölbten Bad. Dieses zum Brunnen gehörende Bad war im 14. Jahrhundert ein Einpersonenbad, das von alleinstehenden Männern genutzt wurde, um eine Ganzwaschung vorzunehmen. Eine Rinne auf dem Felsen rechts vom Kuppelbad diente zum Wäschewaschen. Die Quelle, die den Brunnen speist, entspringt unter der Felsmasse 3 m westlich. Unmittelbar hinter dem Brunnenkörper führt ein vom Kanal abgehender Zweigkanal Wasser in den angrenzenden Kuppelraum. Etwa 20 Münzen, von denen eine aus der vortürkischen Zeit stammt, wurden beim Entfernen der Erde im Inneren des Kuppelraums gefunden. Dieser Ort galt offenbar als Wunschbecken (Ayazma/heilige Quelle?). Der Brunnen muss wahrscheinlich im 14./15. Jahrhundert errichtet worden sein, und der angrenzende Kuppelraum wurde kurze Zeit später an den Brunnen angebaut.

### Bey Konağı (Herrenhaus)

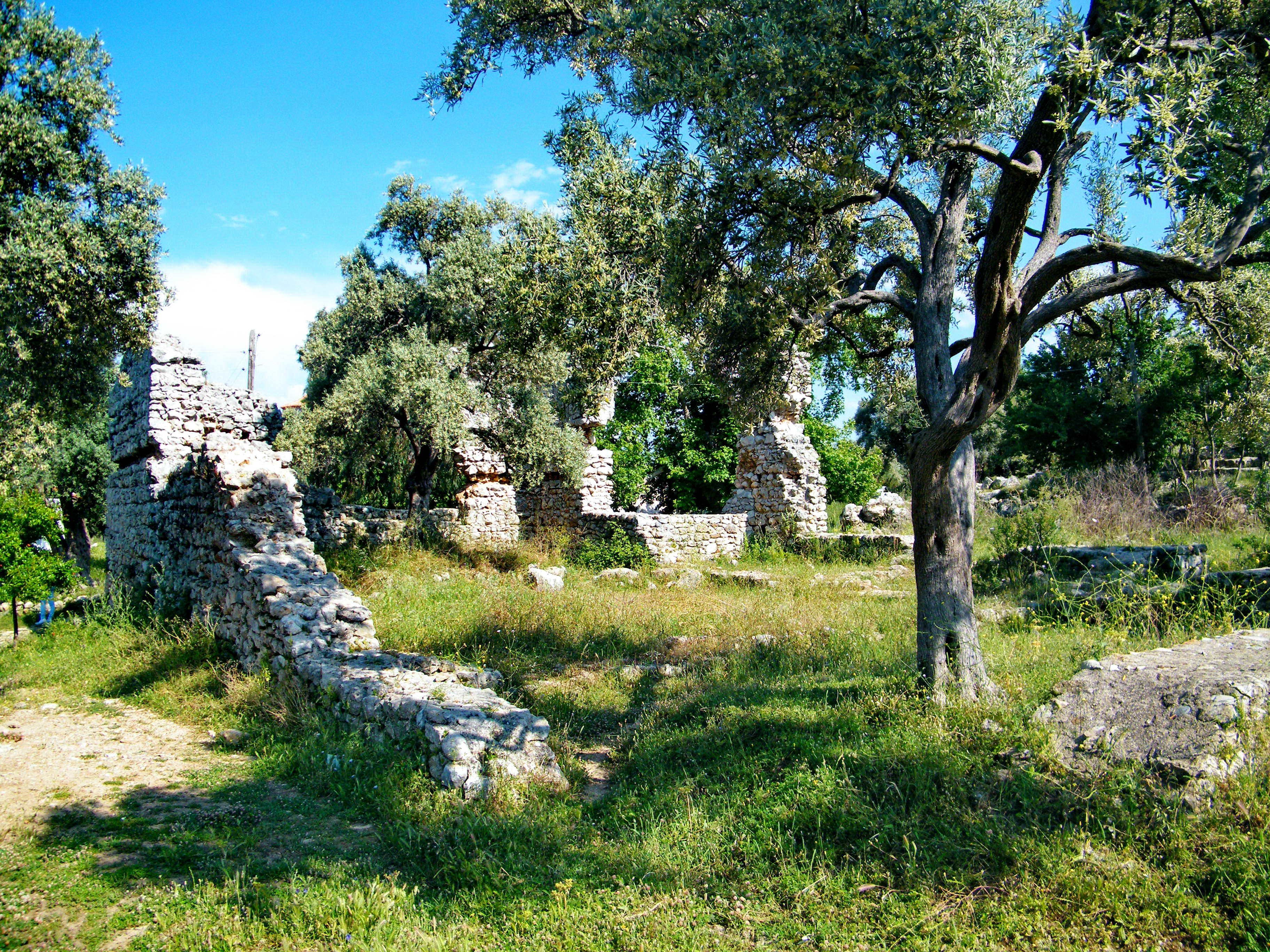
Ruine des Herrenhauses (Bey Konağı)

Das sogenannte „Bey Konağı“ (Herrenhaus) ist ein eher abseits gelegener Ruinenkomplex nordwestlich der Ahmet-Gazi-Medrese. Er besteht aus mehreren Räumen, die sich in Ost-West-Richtung erstrecken, aus einem Keller, einer Küche und einem Getreidespeicher. Dieses Herrenhaus wurde im 15. Jahrhundert mit einem Mauerwerk aus Bruchstein und bearbeiteten Steinen zusammen mit dem Bey Hamam (gegenüber) errichtet. Heute stehen die Mauern des Herrenhauses nur noch partiell. Die gesamte Ostmauer und ein Teil der Nord- und Südmauer sind teilweise intakt. In den Jahren 1995 und 1996 wurden im unteren Part des Gebäudes vier Zimmer gleicher Breite und zwei schmale Zimmer neben der Südwand freigelegt. In einem Zimmer, wahrscheinlich ein Vorratsraum, wurden Spuren von 25 im Boden vergrabenen Krügen gefunden, in denen vermutlich Getreide und Trockengemüse aufbewahrt wurden. Von dort führt eine Tür an der Ostwand in einen fast quadratischen Raum, wahrscheinlich die Küche des Hauses, mit den Sockeln von Säulen, die die Holzdecke dieses Raumes trugen. Über die Funktionen der beiden schmalen Räume gibt es keine genaue Vorstellung. Es fehlen auch Angaben, um den Bau zu datieren. Seine gute Lage mit Blick auf den Stadtplatz deutet darauf hin, dass dieses Herrenhaus einer wohlhabenden Person gehörte. Da Beçin ab der zweiten Hälfte des 15. Jahrhunderts in eine Zeit des rapiden Niedergangs geriet, muss dieses Herrenhaus spätestens im frühen 15. Jahrhundert errichtet worden sein.

### Bey Hamamı (Herrenbad)

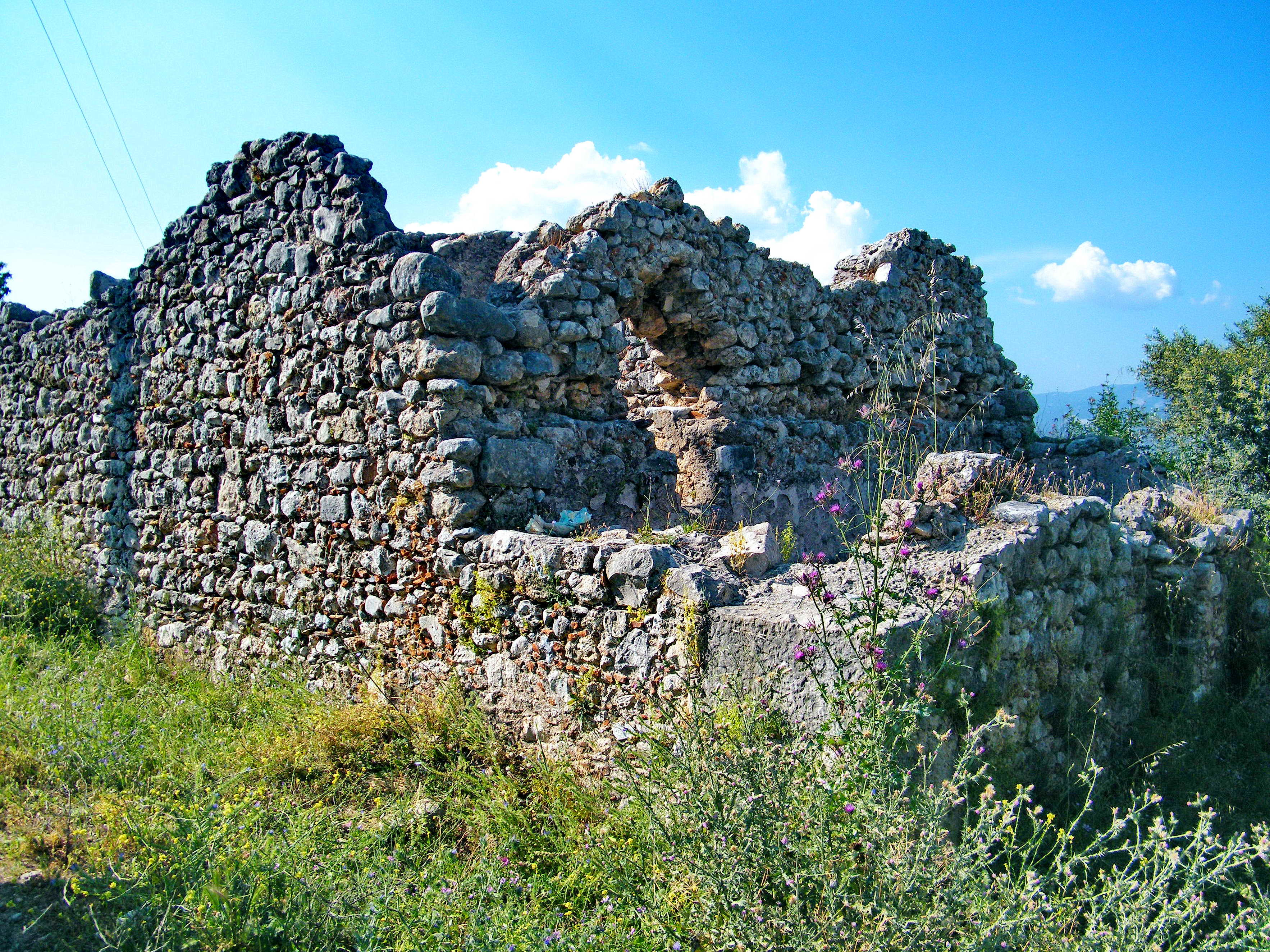
Ruine des Herrenbades (Bey Hamamı)

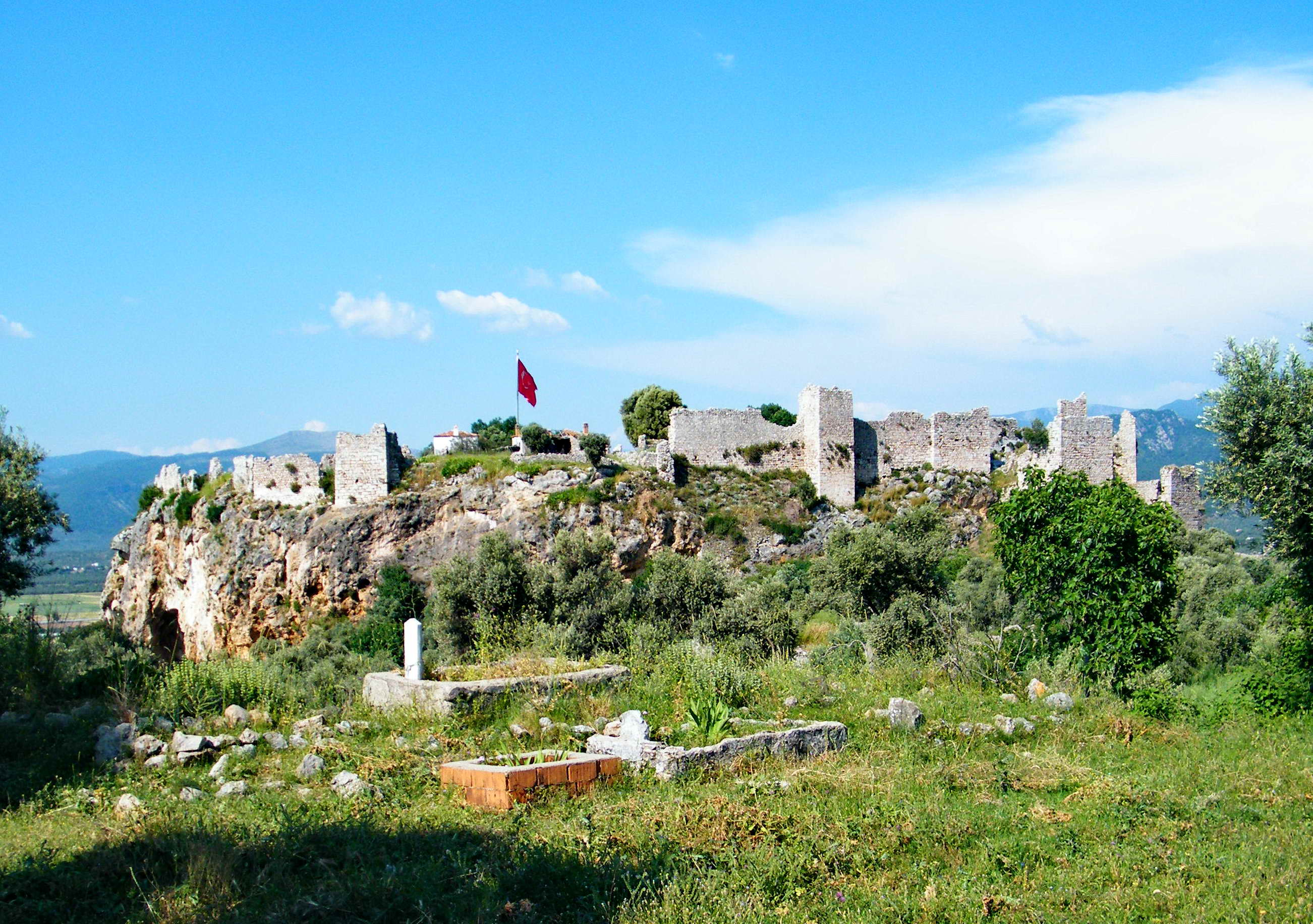
Blick auf Beçin Kalesi mit Gräbern am Bey Hamamı im Vordergrund

Nur wenige Meter nördlich liegt das sogenannte Bey Hamamı (Herrenbad). Da es von der Fläche her deutlich kleiner ist als die anderen Bäder Beçins, wurde es als Herrenhausbad bezeichnet, das nicht der Öffentlichkeit zugänglich war. Das Bad wurde aus Bruchsteinen und Ziegeln errichtet. Die obere Abdeckung ist vollständig eingestürzt, aber seine Wände stehen noch teilweise. Es bestand aus einem Warmbad sowie zwei Privaträumen (alle überkuppelt) und einem Wassertank mit einer Gewölbedecke. Spuren eines zusätzlichen Reservoirs, in dem das Wasser für das Bad gesammelt wurde, wurden im Westen etwa 25 m südlich des Herrenhauses gefunden. Ein erheblicher Teil der Umkleidekabinenwände ist verschwunden. Angrenzend an die vollständig fehlende Nordwand öffnete sich die Toilette. Nahezu alle Ornamente, die die Wände der Wärme- und Privaträume schmückten, sind auf dem nassen Putz durch Schimmelpilz weitestgehend zerstört, erinnern aber stark an Verzierungen im Timurtaş Paşa Hamamı (Demirtaş Paşa Hamamı) in Bursa. Diese Merkmale erlauben, das Gebäude auf Anfang des 15. Jahrhunderts zu datieren.

### Kızılhan (Rote Karawanserei)

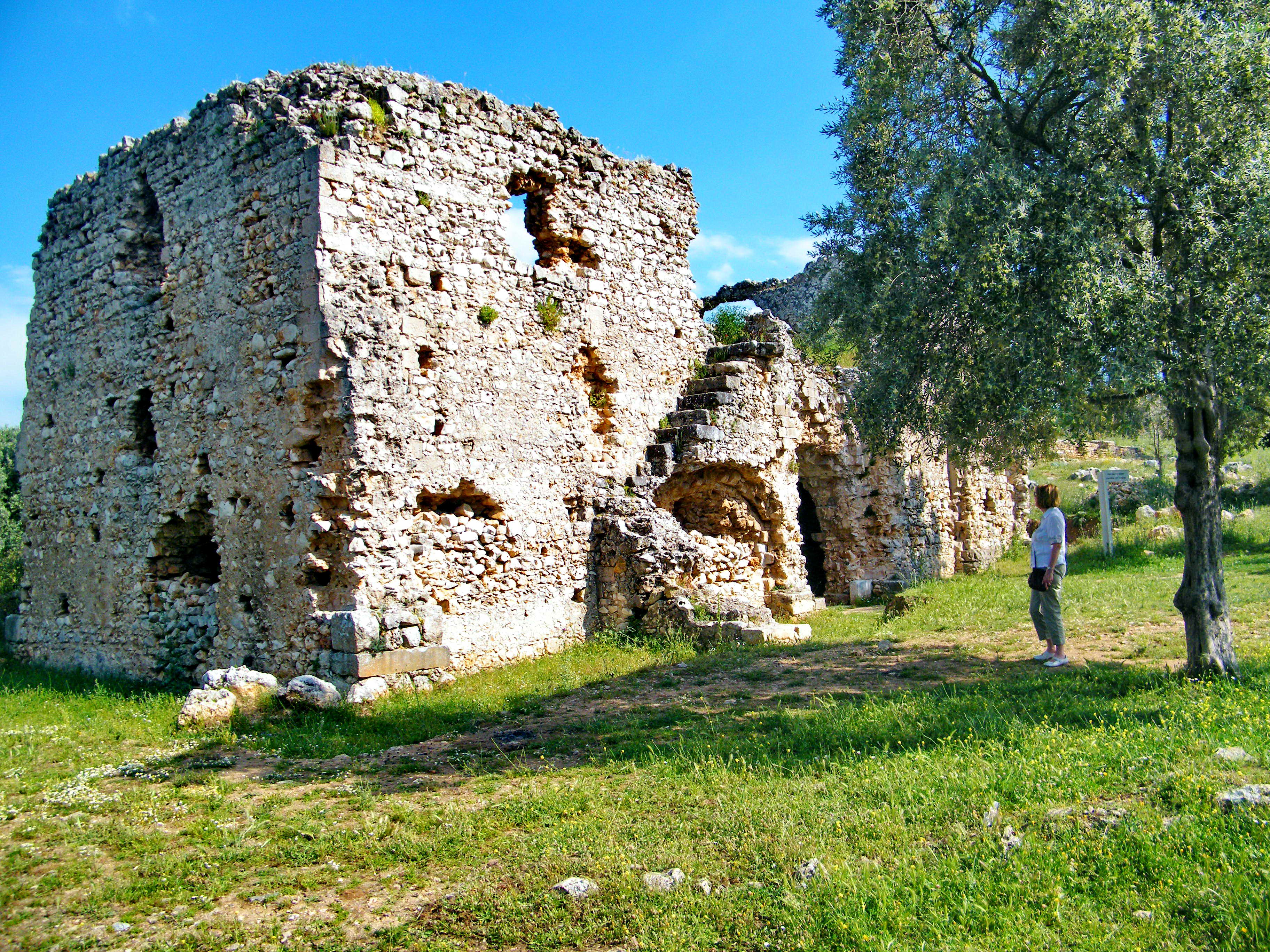
Der ruinierte Kızıl Han. Gut erkennbar ist die Außentreppe ins Obergeschoss

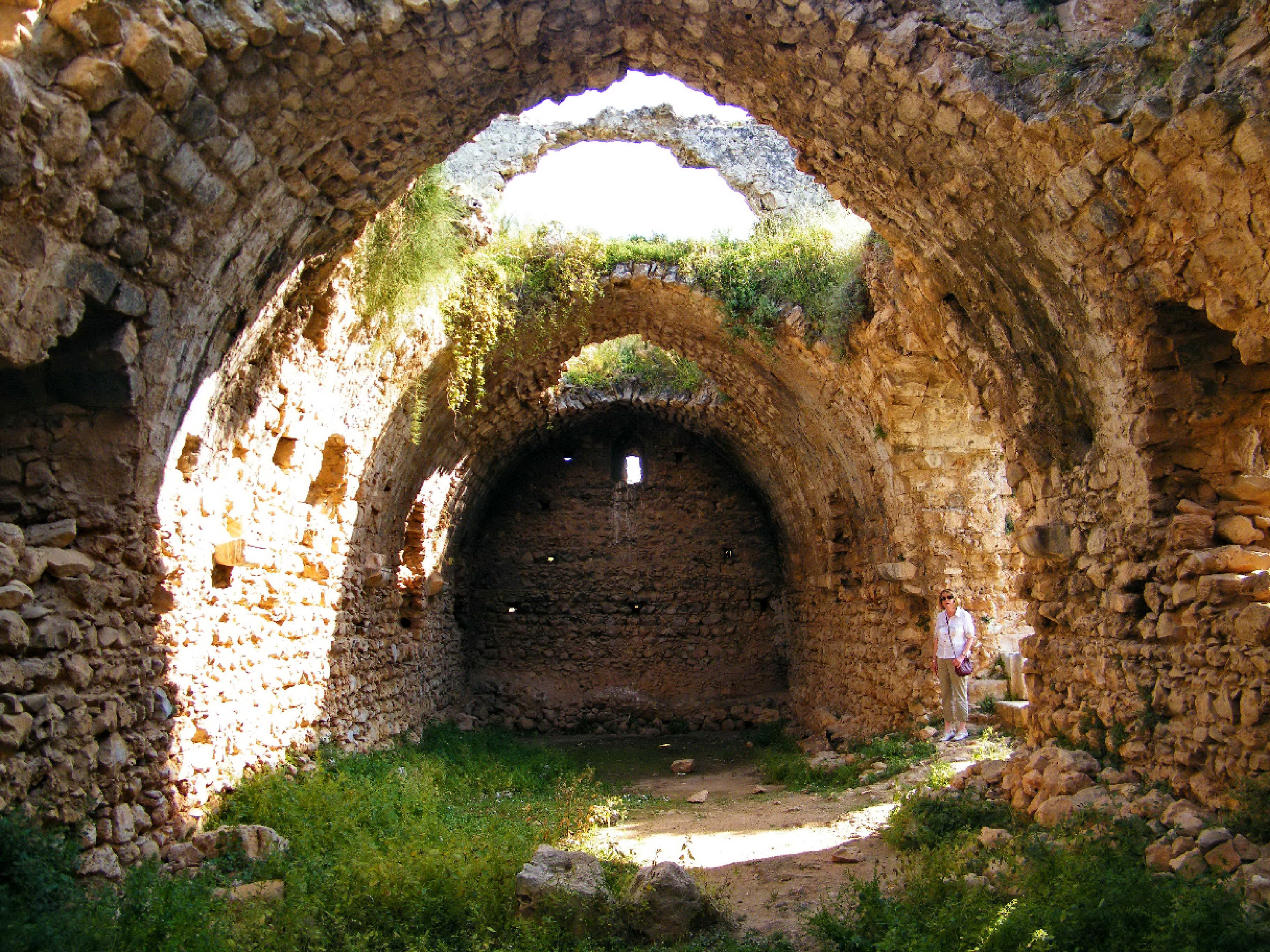
Das innere Gewölbe des Kızıl Han mit eingestürzten Deckenteilen

Die Karawanserei des Kızılhan 20 m südlich der Orhan-Moschee gegenüber dem Kubbeli Çeşme ist als innerstädtischer Gasthof gebaut worden. Das einschiffige, langgestreckte Gebäude mit dem Eingang in der Mitte der Westfassade hatte zwei Geschosse. Der Zugang zum Obergeschoss war über eine links vom Portal beginnende Steintreppe an der Westwand erschlossen. Das innere Bodenniveau der Karawanserei liegt erheblich niedriger als das äußere. Offenbar wurde der ursprüngliche Boden im Inneren künstlich abgesenkt. Beim Portal wurde anstelle des sonst verwendeten Bruchsteinmauerwerks bearbeiteter Stein benutzt. Das durch Zierleisten verschönerte Portal hat keine Seitenflügel. Die meisten skulptierten Steine des Portals sind heruntergefallen oder entfernt worden. Der Kızıl Han hat keine Bauinschrift. Die Inschriftenstelle, die sich direkt über der Eingangsöffnung befand, ist leer. Es wurden auch keine Dokumente gefunden, die halfen, das Gebäude zu datieren. Es muss jedoch während der Herrschaft von Ahmed Gazi, der Blütezeit des Beyliks Menteşe, gegen Ende des 14. Jahrhunderts oder im ersten Viertel des 15. Jahrhunderts gebaut worden sein. Das Untergeschoss ist mit einem Spitzbogen-Tonnengewölbe bedeckt, von dem ein größerer Teil eingestürzt ist. Die Schenkel der tragenden Bögen ruhten auf profilierten Konsolen, die an den Längsseiten noch sichtbar sind. Von möglichen Bänken im Inneren gibt es keinerlei Spuren. An den Schmalseiten, nahe der Oberkante des Gewölbes, versorgte ein zinnenbewehrtes Fenster das Untergeschoss mit Licht. Im Obergeschoss sind an der Nord- und Südseite des Gebäudes Spuren von zwei quadratischen Räumen zu erkennen. Die Kuppeln, die die Räume bedeckten, sind zerstört. Eine Profilnische an der Südwand des südlichen Raumes deutet darauf hin, dass dieser Ort möglicherweise als Andachtsraum diente.

### Bizans Şapeli (Byzantinische Kapelle)

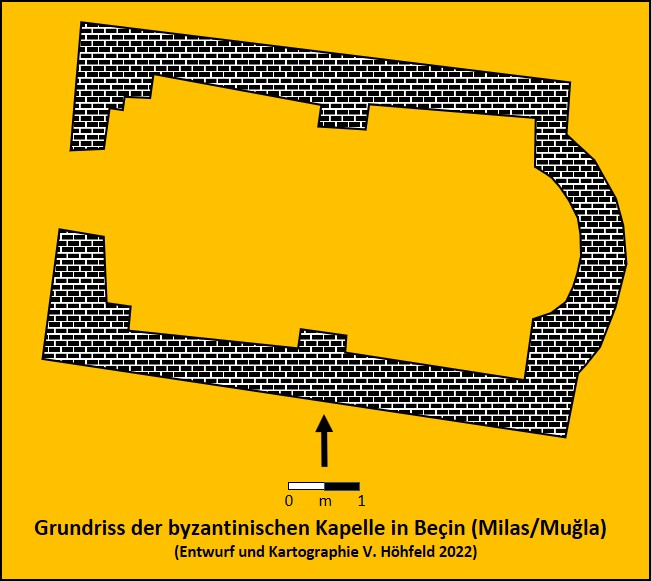
Die Skizze zeigt den genordeten Grundriss der byzantinischen Kapelle in Beçin

Etwa 100 m östlich des Kızılhan stehen die Reste einer Kapelle (Şapel), des einzigen Bauwerks, dessen Ruinen aus der byzantinischen Epoche den Verfall Beçins überlebt haben. Man erreicht die Ruine über einen wenig benutzten Fußpfad nördlich des jungen Ausgrabungsareals am Seymenlik-Tor, wo seit 2007 ein Team von Archäologen tätig ist. Der einschiffige Bau mit Apsis an der Ostfassade wurde im 13. Jahrhundert in Steinbauweise errichtet. Bei der Fassadengestaltung wurden fein bearbeitete Steine, rohes Gestein, Bruchstein und Ziegel gemeinsam verwendet. In der Wandtextur lassen sich zwei unterschiedliche Bauphasen erkennen, die nicht näher bestimmt wurden. Alle ordentlich skulptierten Steine, die an manchen Stellen zu sehen sind, sind Spolien. An der Nord- und Südfassade sind Spuren von drei symmetrisch verlaufenden Verstürzen zu sehen, deren Oberkanten früher wahrscheinlich in einem Bogen ausliefen. Auffällig ist, dass sowohl die bearbeiteten als auch die rohen Steine und die Bruchsteine mit Ziegel-Kassetten verkleidet wurden. Da eine ähnliche Fassadenanordnung und Technik, wie die Einfassung des Steinmaterials mit Ziegeln, auch bei den byzantinischen Bauten aus dem 13. Jahrhundert am nördlich gelegenen Bafasee anzutreffen sind, dürfte auch diese Kapelle in dieselbe Zeit des 13. Jahrhunderts zu datieren sein.

### Grabungsareal am Seymenlik-Tor (Seymenlik Kapısı)
Das junge Grabungsgelände im Innenstadtbereich unmittelbar nördlich des Seymenlik-Tors enthält weitgehend nur Spuren von Fundamenten, die bis heute erhalten geblieben sind. Die Ruine der Kapelle (s. o.) nordnordwestlich des Tores deutet darauf hin, dass es sich hier um das Viertel Gebran (Pınarı Gebran) handeln könnte. Es gab nicht genügend Daten, um die ausgegrabenen Räume am „Seymenlik-Tor“ definitiv zu datieren. Auch die an diesen Orten gefundenen Kleinfunde sind nicht geeignet, eine genaue Datierung zuzulassen. Nach den Informationen aus den Grundbüchern hatten sich die in Beçin lebenden Menschen wegen der ständigen Raubüberfälle im Frühjahr 1610 vollständig in die Burg von Beçin zurückgezogen. Daher ist es nach Ansicht der Archäologen und Historiker wahrscheinlich, die Bauten und Kleinfunde in den Arealen außerhalb der Zitadelle auf das 16. Jahrhundert und früher zu datieren, als die Stadt innerhalb und außerhalb der Stadtmauern voller Leben war, also zwischen 1425 und 1600, als nach dem Übergang der Stadt unter osmanische Herrschaft die Stadtmauern ihre Bedeutung verloren hatten. Nahezu alle Kleinfunde sind zeitmäßig zudem mit diesem Datumsbereich kompatibel.

### Seymenlik Zaviyesi (Seymenlik-Zawiya)

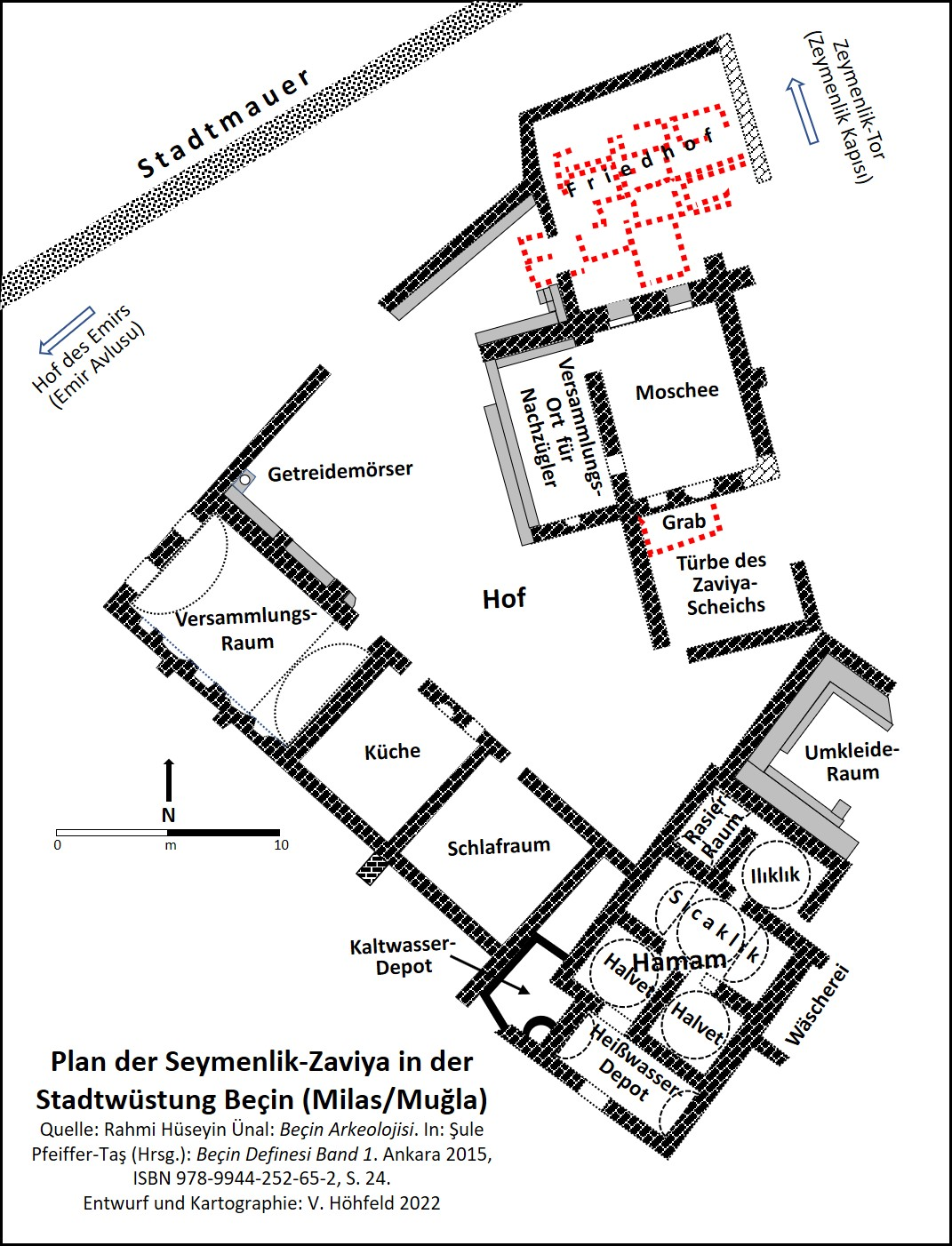
Plan der Seymenlik-Zawiya

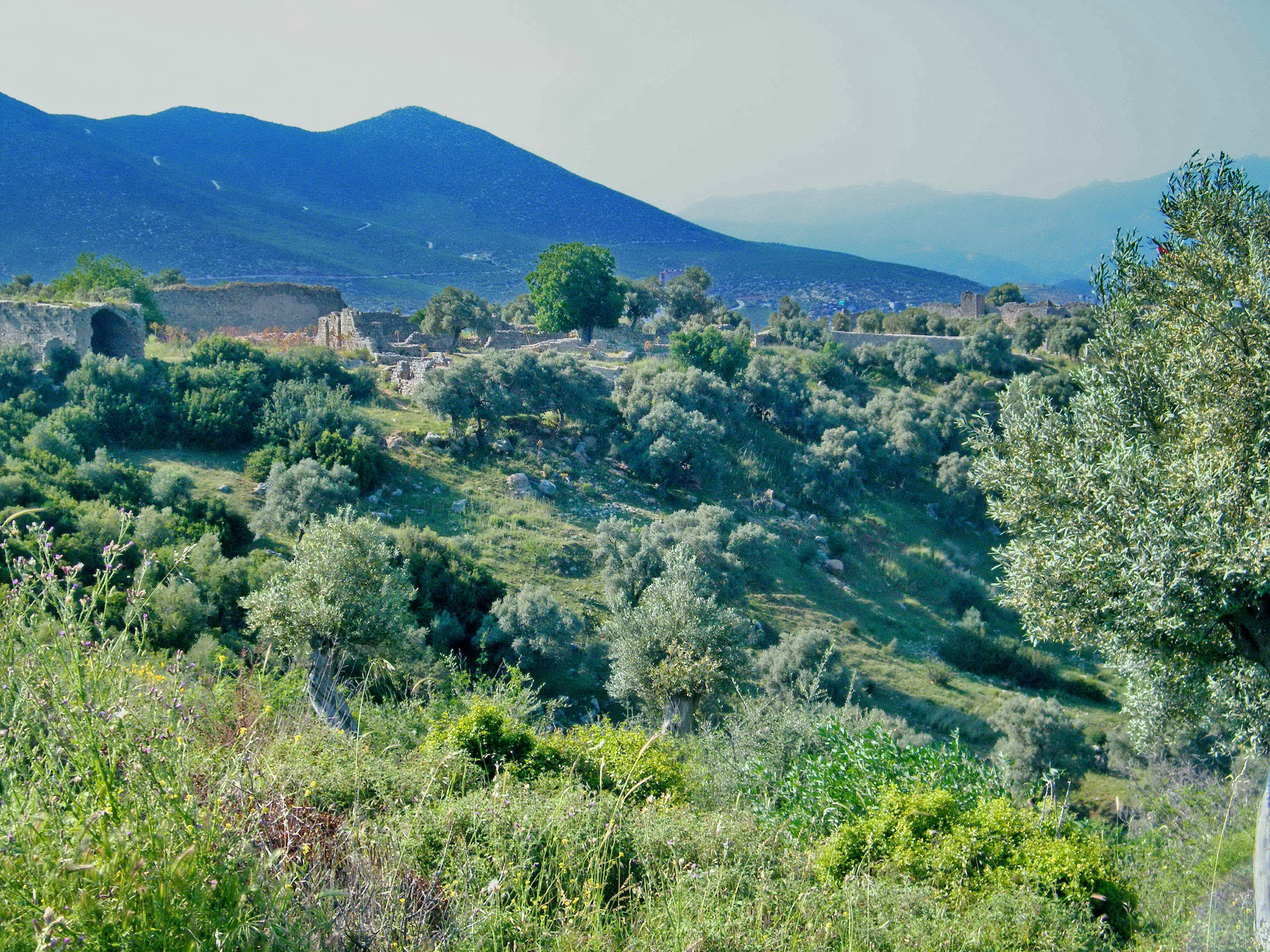
Blick über das Karaahmet-Tal (Karaahmet Boğazı) auf den Komplex der Seymenlik-Zawiya. Im Mittelgrund links erkennt man die Stadtmauer sowie am linken Bildrand die Ruine des Deve Damı Hanı (Üçgöz Hanı)

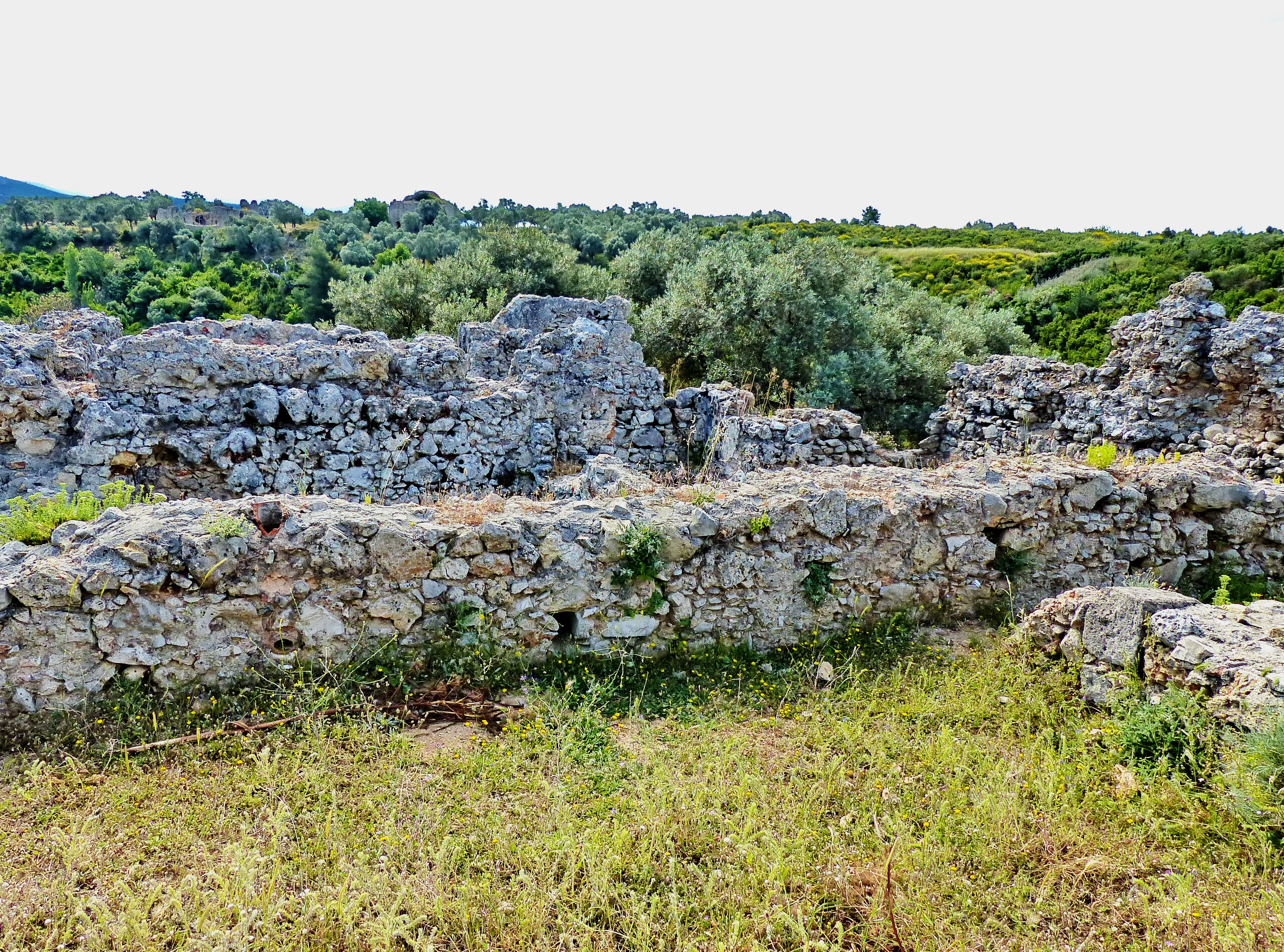
Teil-Ruine der Seymenli Külliyesi (Wohn- und Küchentrakt)

Die Seymenlik-Zaviya, eine Külliye (Stiftungskomplex) fungierte offenbar als Logierhaus für eine halbmilitärische Sicherheitstruppe. Die im Süden der Stadtmauer von Beçin unmittelbar hinter dem Seymenlik-Tor gelegene Unterkunft wurde im 14. Jahrhundert erbaut. In dem weitgehend aus Bruchstein errichteten Komplex mit einem großen Hof gab es einen Besprechungsraum, eine Küche, einen Schlafsaal und einen Gebetsraum (Masjid, kleine Moschee). Südlich dieser Moschee befindet sich das Grab des Zawiya-Ältesten. Der Besprechungsraum ebenso wie die um den Innenhof angeordneten Bauten einschließlich der Moschee waren mit einem hölzernen Flachdach bedeckt. An die drei nebeneinander liegenden Räume auf der Südwestseite des Hofes schließt sich ein Bad auf der Südostseite an. Ein Friedhof liegt in der nördlichen Ecke.
In den verfügbaren Quellen gab es bis dato keine vergleichbaren Beispiele einer erhalten gebliebenen Zawiya mit verschiedenen Funktionsräumen, wie Moschee, Schlafsaal, Gästehaus, Speisesaal, Versammlungsraum und Bad. Diese Art bescheidener Bauten aus Bruchstein, wie die Seymenlik Zaviyesi, wurden zerstört oder verfielen, nachdem sie ihre Funktion erfüllt hatten. Der Rückgang der Bevölkerung von Beçin zu Beginn des 16. Jahrhunderts auf etwa 700 Personen und die Tatsache, dass sich das bewohnte Gebiet nur auf die Zitadelle beschränkte, ließen aber zumindest die Fundamente dieser Anlage bis in die Gegenwart „überleben“. Die Beispiele solcher mehrteiligen sogenannten „Derwischhütten“ bzw. „Derwischlogen“, von denen sich ein weiteres Beispiel auf dem Menteşe-Friedhof in Beçin befindet, sind für die türkische Architekturgeschichte von einiger Bedeutung. Im Südosten des Versammlungsraumes öffnet sich der Zugang vom Innenhof in einen etwa quadratisch angelegten Raum mit einer halbkreisförmigen Feuerstelle, vermutlich die Küche der Loge. Obwohl keine Hinweise auf ihre Decke gefunden wurden, ist es wahrscheinlich, dass sie, wie die Moschee, mit einem Holzdach bedeckt war. Die Wände der Längsseiten des Versammlungsraumes in der Westecke des Hofes wurden von außen durch zwei Strebepfeiler gestützt und sind dicker als die Küchenwände, weil dieser Raum vermutlich mit einem Gewölbe bedeckt war. Er erhielt Licht von zwei Fenstern an seiner Nordwestseite. Da die Mauern der Nordostseite mit dem Eingang fast bis auf Fundamenthöhe zerstört wurden, ist nicht bekannt, ob es auf dieser Seite Fenster gab. In der Masjid nahe dem westlichen Eingang des Innenhofs zeigt ein als Stütze wiederverwendeter Marmorsockel in der Mitte des Heiligtums, dass die Moschee mit einem Holzdach bedeckt war. Am westlichen Rand des Raumes befand sich ein Narthex, dessen nördliche und südliche Flanken geschlossen waren. An seinem südlichen Rand ist ein äußerer Mihrab sichtbar. Auf dem nördlich anschließenden Friedhof wurden elf Gräber gefunden, von denen zwei vermutlich von Schatzsuchern ausgegraben worden waren. Ein einzelnes Grab südlich neben der Qibla-Mauer der Moschee, dessen Seiten und die Oberseite mit bearbeiteten Steinen verkleidet waren, fällt wegen seiner ungewöhnlichen Größe und Position neben der Qibla-Mauer auf und dürfte einer wichtigen Person zuzuordnen sein, vielleicht dem Scheich der Zawiya.

### Seymenlik Hamamı

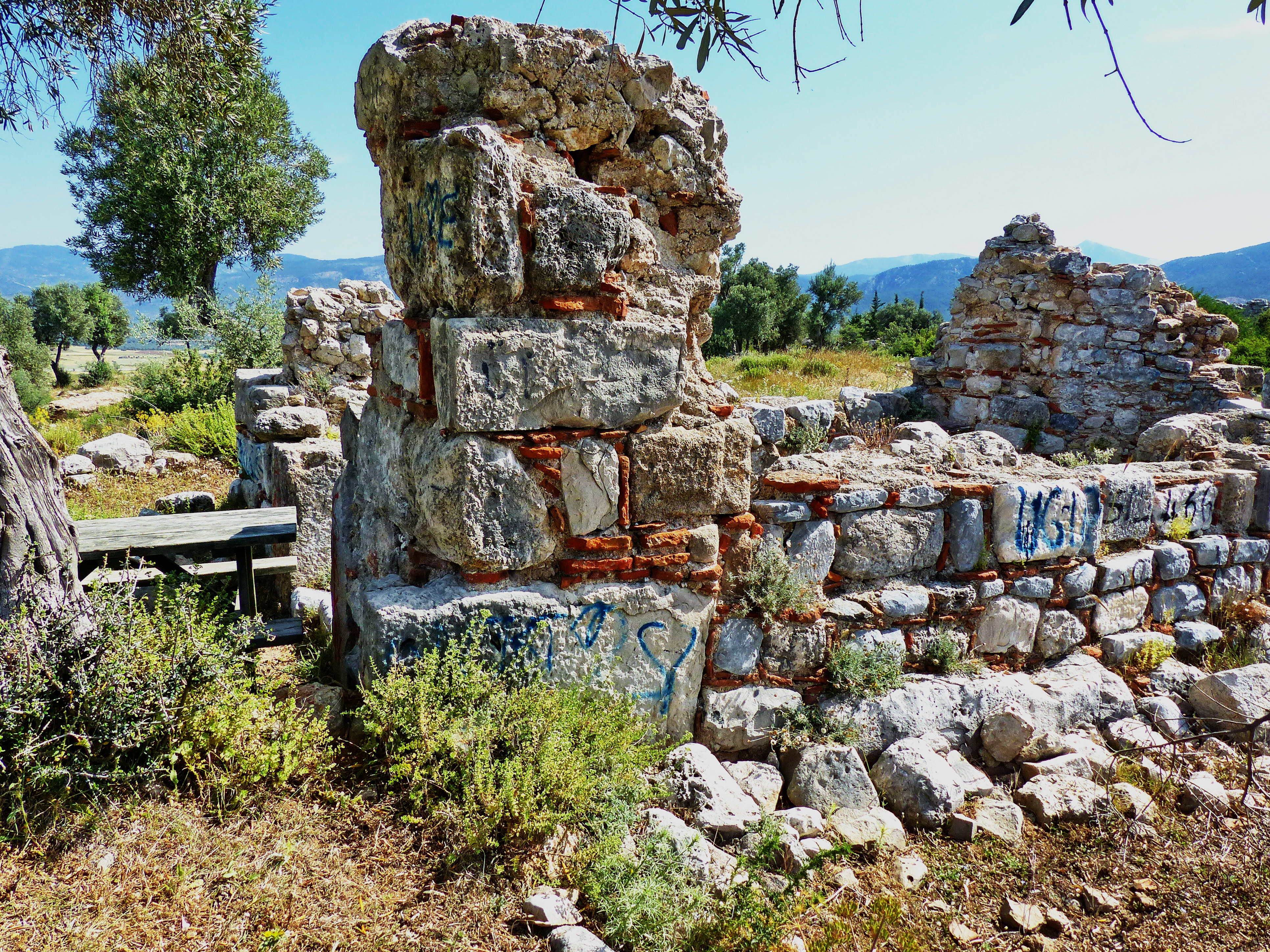
Teil-Ruine des Seymenlik-Bades

Die Ausgrabungen des Seymenlik-Bades, eines Teils der Seymenlik-Zawiya, zogen sich seit 1982 mit Unterbrechungen über 24 Jahre hin und wurden erst 2006 abgeschlossen. An der Ostseite des etwa in Ost-West-Richtung ausgerichteten annähernd rechteckigen Bades liegt die Umkleidekabine. Die südöstliche Ecke des Gebäudes an der Spitze des steilen Abhangs mit Blick auf das Karaahmet-Tal wurde zerstört, als der Untergrund nachgab und den Abhang hinunterstürzte. Bei diesem Abbruch wurden die südliche Hälfte der Ostwand, wo sich vermutlich der Eingang zum Bad befand, sowie die Südwände der Umkleidekabine vollständig zerstört. Zwei Stützsockel auf dem Boden der Umkleidekabine zeigen noch, dass sie mit einer Holzdecke bedeckt war. Auch die südliche Hälfte des Garderobenbodens, der mit geglätteten Steinplatten belegt war, brach dabei nach Süden hin ab. Der Raum im Westen (Wäscherei?), dessen Funktion nicht genau bestimmt werden kann, ist weitgehend zerstört. Die warme Stube, die mittlere der geheizten Einheit, und die beiden dorthin geöffneten Privaträume waren mit einer Kuppel gedeckt. Aus Spuren geht hervor, dass der Rasierbereich, die beiden Seitenteile der Heizung, der Warmwasserspeicher und die an die Südostwand angrenzende Wäscherei jeweils mit einem Tonnengewölbe überdeckt waren. Die Konstruktionsmerkmale des Gebäudes und die in der warmen Stube gefundenen palmettenförmigen Ziegel lassen darauf schließen, dass das Bad zusammen mit den anderen Teilen der Külliye in der zweiten Hälfte des 14. Jahrhunderts erbaut wurde.
Deve Damı Han (Deve Damı Karawanserei)

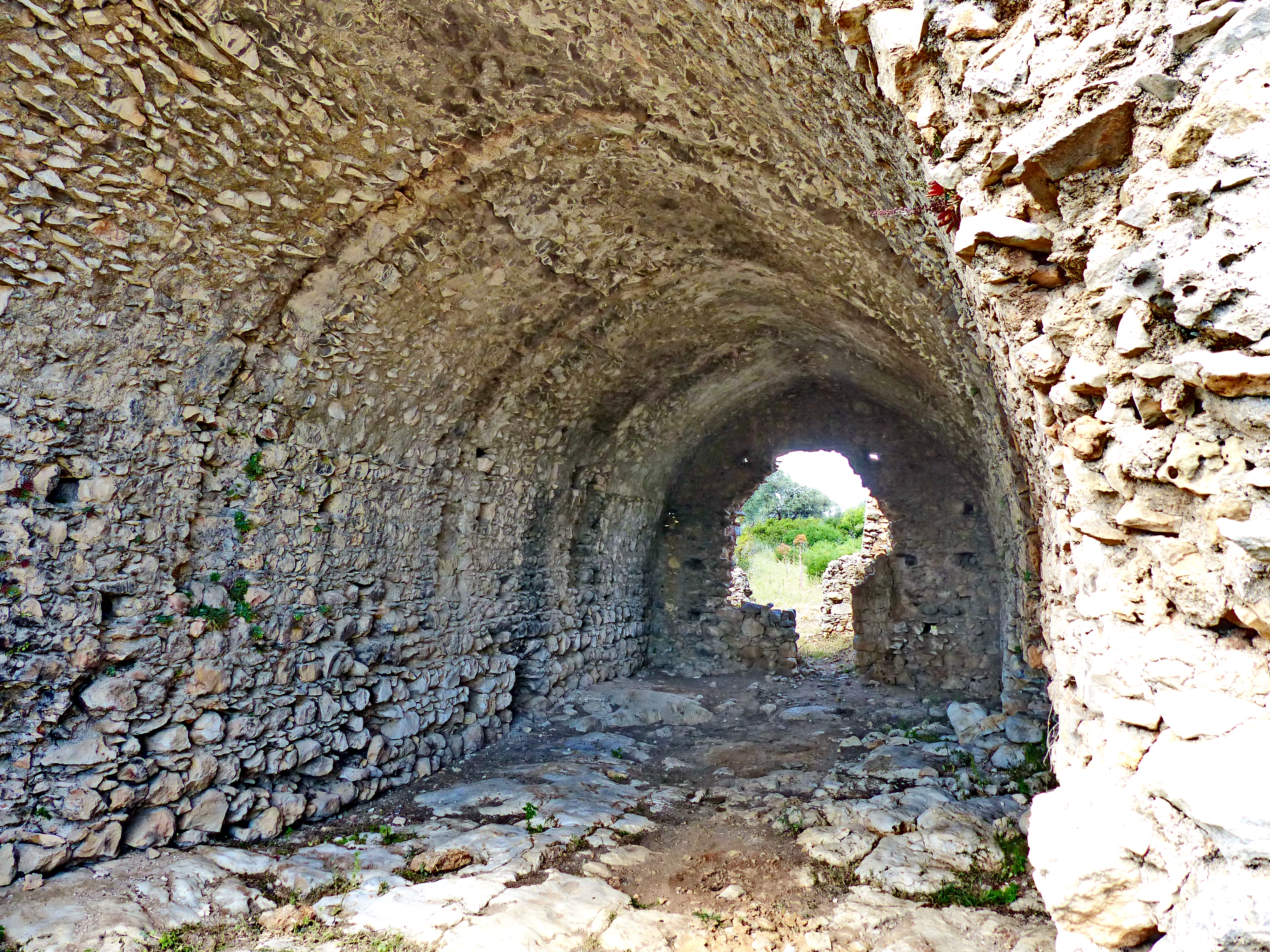
Blick in das Innere des Üçgöz Hanı (Deve Damı Karawanserei)

Ein anderer Name des Gebäudes im Süden der Zaviya, das als Deve Damı Hanı bekannt ist, ist Üçgöz Hanı. Im Südosten der Stadtmauer gelegen, ist das Gasthaus zusammen mit der Zawiya und dem Bad ein Teil der Seymenlik Komplexes. Der einschiffige und eingeschossige Gasthof in Bruchsteinbauweise ist mit einem Tonnengewölbe überdeckt und diente als zusätzliche Herberge.

### Emir Avlusu (Hof des Emirs)

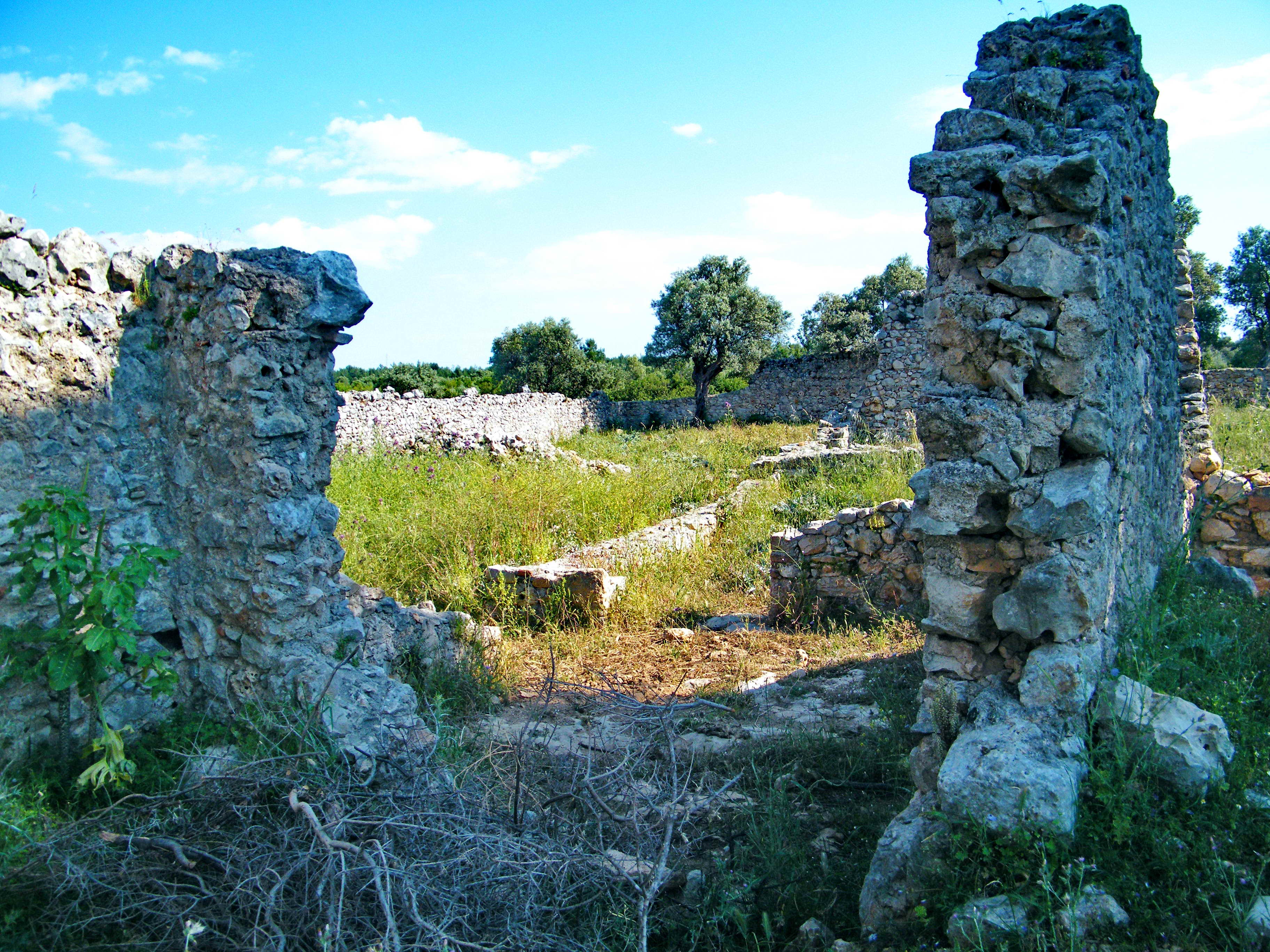
Blick aus dem Eingang der Ruine auf den Hof des Emir Avlusu-Komplexes (Hof des Emir) in Beçin. Im Hintergrund erkennt man die südliche Stadtmauer

Der sogenannte „Hof des Emirs“ außerhalb der Stadt an der Südspitze der Stadtmauer besteht aus zwei rechteckigen nebeneinander liegenden Teilen. Nach den Ergebnissen der im Jahr 2007 in begonnenen Ausgrabungen liegen fast alle historisch wichtigen baulichen Reste im Osten der Anlage. Die meisten Fundamente im westlichen Teilbereich stammen aus der Zeit von vor 60–70 Jahren, ebenso wie die Reste eines Ofens auf dem Hügel nördlich des Hofs. Der 1934 im neuen Ort Beçin geborene und dort lebende İsmail Yivli erinnert sich, dass im Emir Avlusu während des Zweiten Weltkrieges eine kleine Militäreinheit untergebracht war. Das Gelände ist von über 3 m hohen Bruchsteinmauern umgeben. Der einzige Zugang ist der breite Haupteingang in der nordwestlichen Ecke des Ostteils der Anlage. Hier reihen sich die Restmauern der historischen Bauten. Der dortige Gebäudekomplex enthält mehrere kleinere und zwei größere Räume mit jeweils einem Herd. Die Zimmer wurden als Wohnungen genutzt, darunter ist eine Küche mit Kaminnische. Geländeunebenheiten wurden mit Erde und Spolienstücken ausgeglichen, die Räumlichkeiten mit einem Holzdach bedeckt. Im Hof des Emirs wurde keine historische Inschrift gefunden. Die einzigen Hilfen zur Datierung sind Schalenfragmente aus der Regierungszeit des chinesischen Kaisers Xuande (1426–1435), wonach der Bau in die erste Hälfte des 15. Jahrhunderts datiert. Die Funktion der Hofanlage ist bislang ungeklärt.

### Menteşe Mezarlığı (Menteşe-Friedhof)

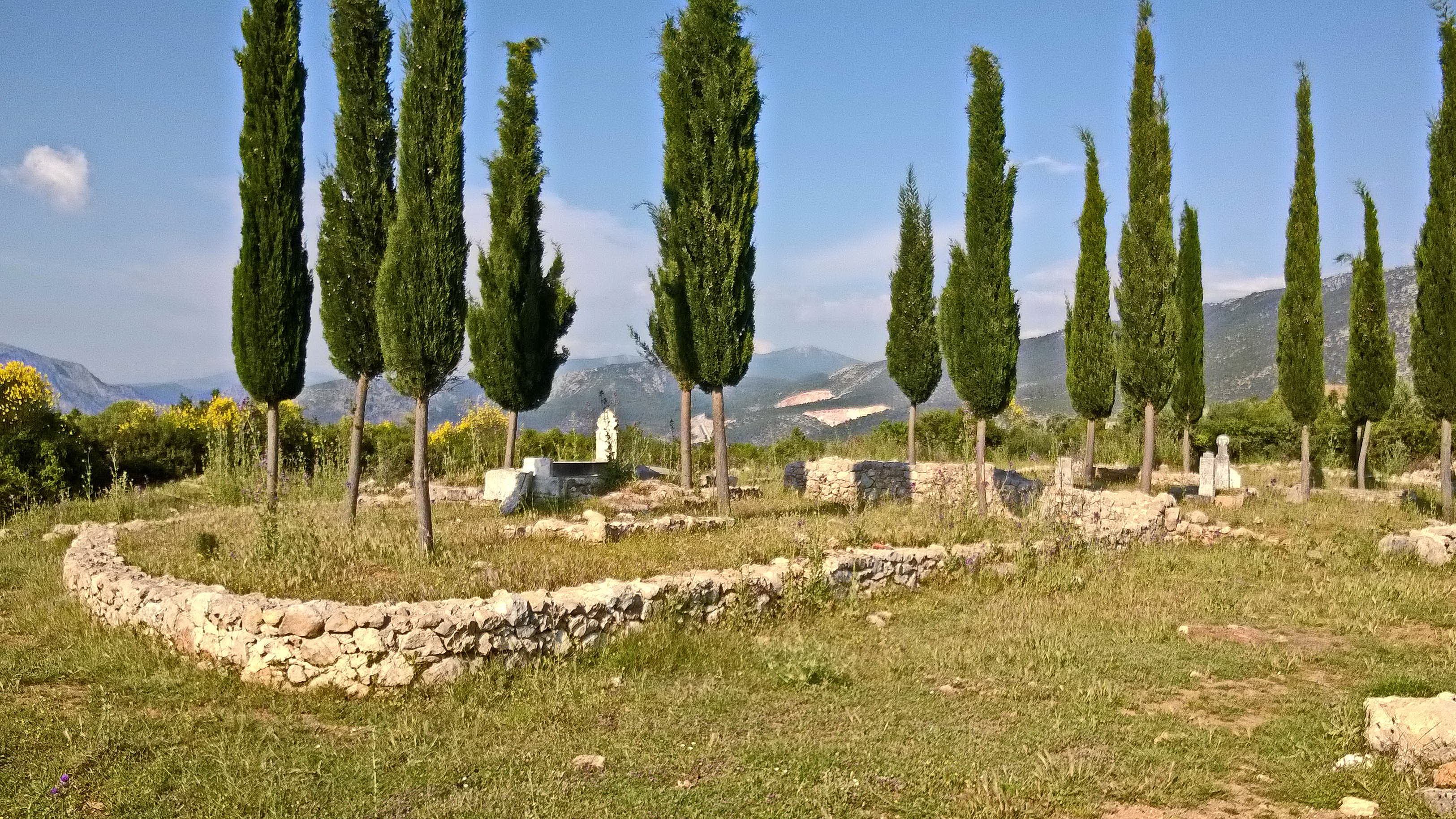
Menteşe-Friedhof mit sogenannten „Friedhofs-Zypressen“

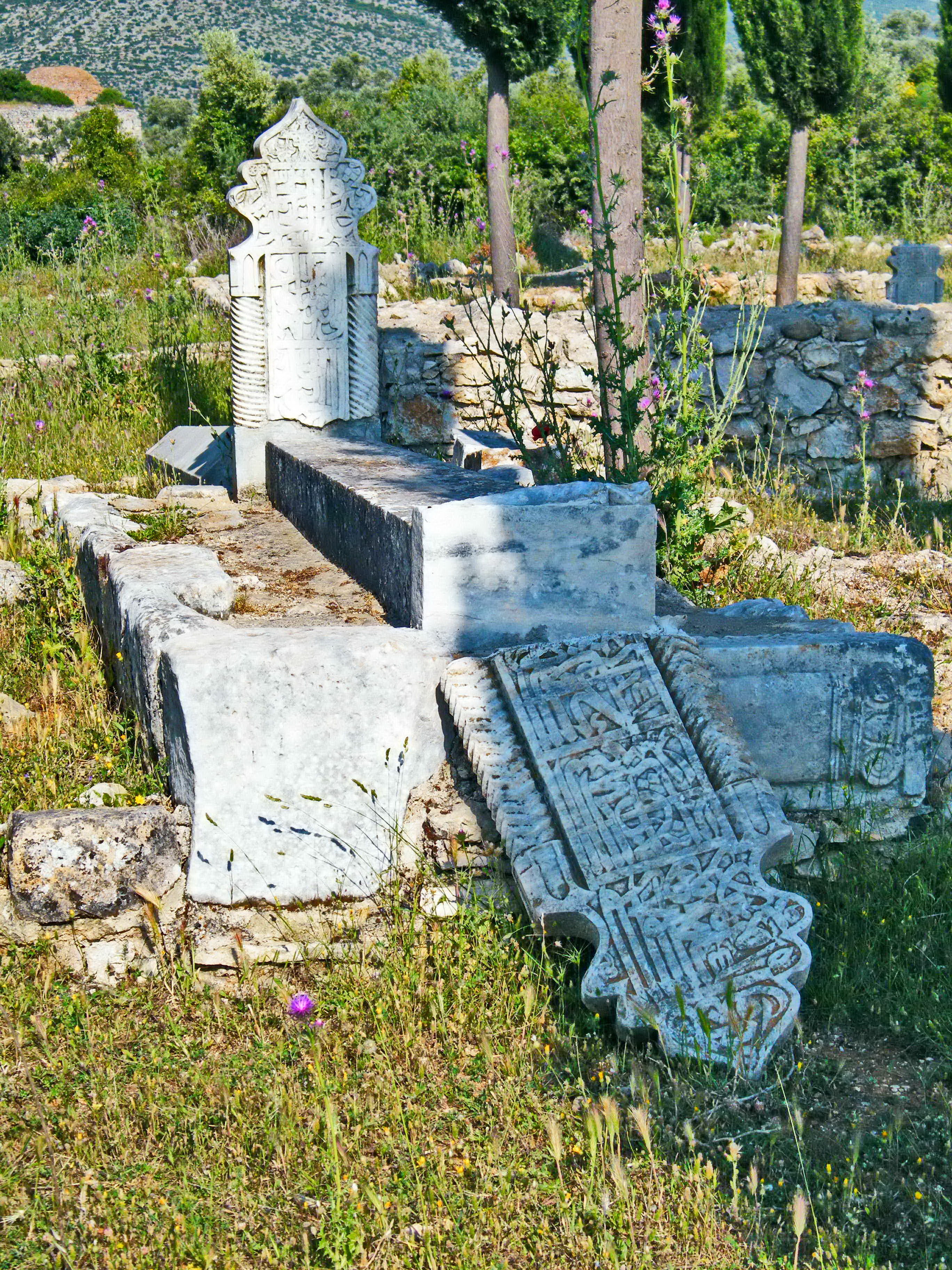
Grab aus dem 15. Jahrhundert auf dem Menteşe-Friedhof.

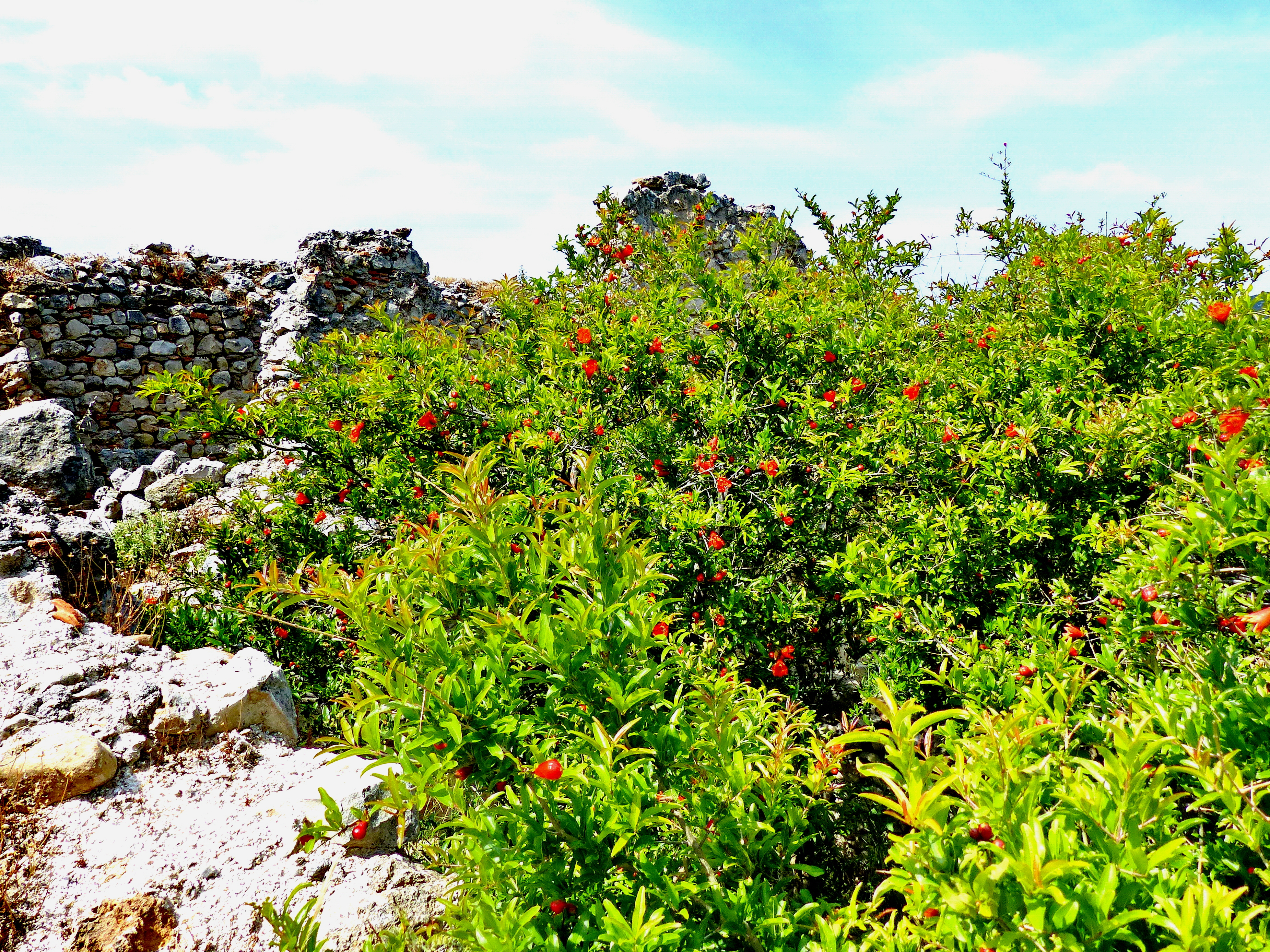
Granatapfelstrauch in der Zawiya-Ruine auf dem Menteşe-Friedhof

Der große historische Menteşe-Friedhof im einstigen Kepez-Viertel, der sich 80 m östlich des Emir Avlusu über etwa 120 m in Richtung Yelli-Külliye erstreckt, ist größtenteils von Macchie und Unkraut überwuchert. Zahlreiche Mittelmeer-Zypressen (Cupressus sempervirens), auch Friedhofs-Zypresse genannt, sind auf und um den Friedhof herum angepflanzt. Die Grabsteine stammen aus der zweiten Hälfte des 14. bis zur Mitte des 15. Jahrhunderts. Die meisten epitaphischen Gedenksteine sind aus Marmor und haben palmettenförmige Strukturen. Einige zeigen Formen aus der Beylikzeit mit seitlich eingelassenen Kolonnaden. Der jüngste Grabstein dort stammt aus der ersten Hälfte des 15. Jahrhunderts. Offenbar wurde das Kepez-Viertel außerhalb der Stadtmauern ab diesem Zeitpunkt schnell verlassen. Man geht davon aus, dass danach der flache Bereich südlich unterhalb der Burg als Friedhof genutzt wurde. Da die Bodendecke unter dem Stadtgelände Beçins über dem anstehenden mesozoischen Kalkstein an den meisten Stellen weniger als einen Meter beträgt, war die Auswahl der Bestattungsgebiete begrenzt. Deshalb wurden auf dem Menteşe-Friedhof an Stellen, an denen die Bodendicke zu dünn war, mit Erde aufgefüllte Parzellen für Begräbnisse angelegt. Bei der Freilegung des Friedhofs wurde zudem eine Zawiya mit kleiner Moschee, Versammlungsraum, einer Küche, Schlafsaal und einem Grab ausgegraben. Nachdem die Zawiya aufgegeben worden war, wurde sie offenbar in den Friedhof integriert und in ihr und um sie herum Gräber angelegt.

### Yelli Külliyesi (Yelli-Komplex)

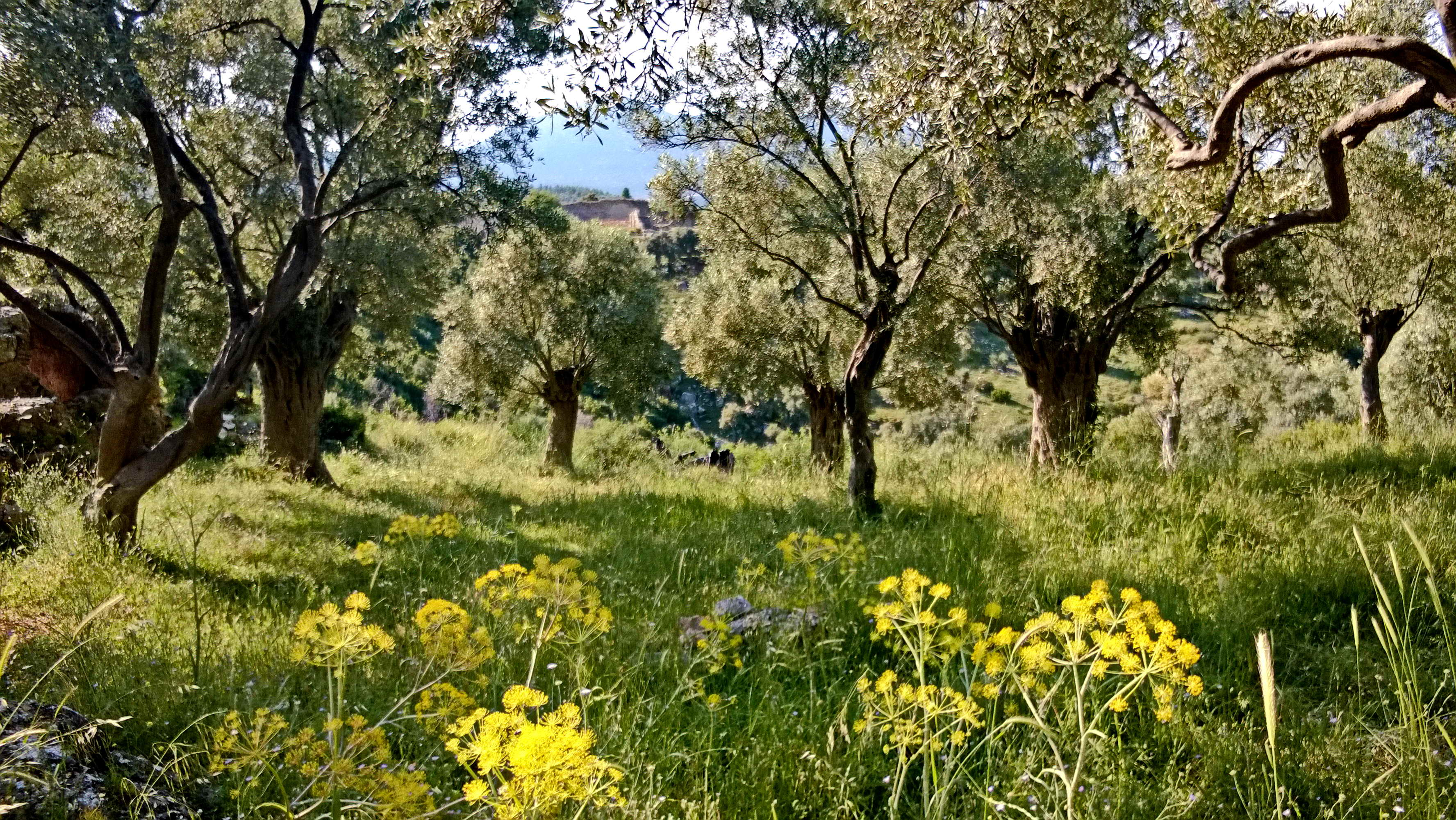
Ölbaumhain hinter der Yelli-Moschee am Abhang des Karaahmet-Tales

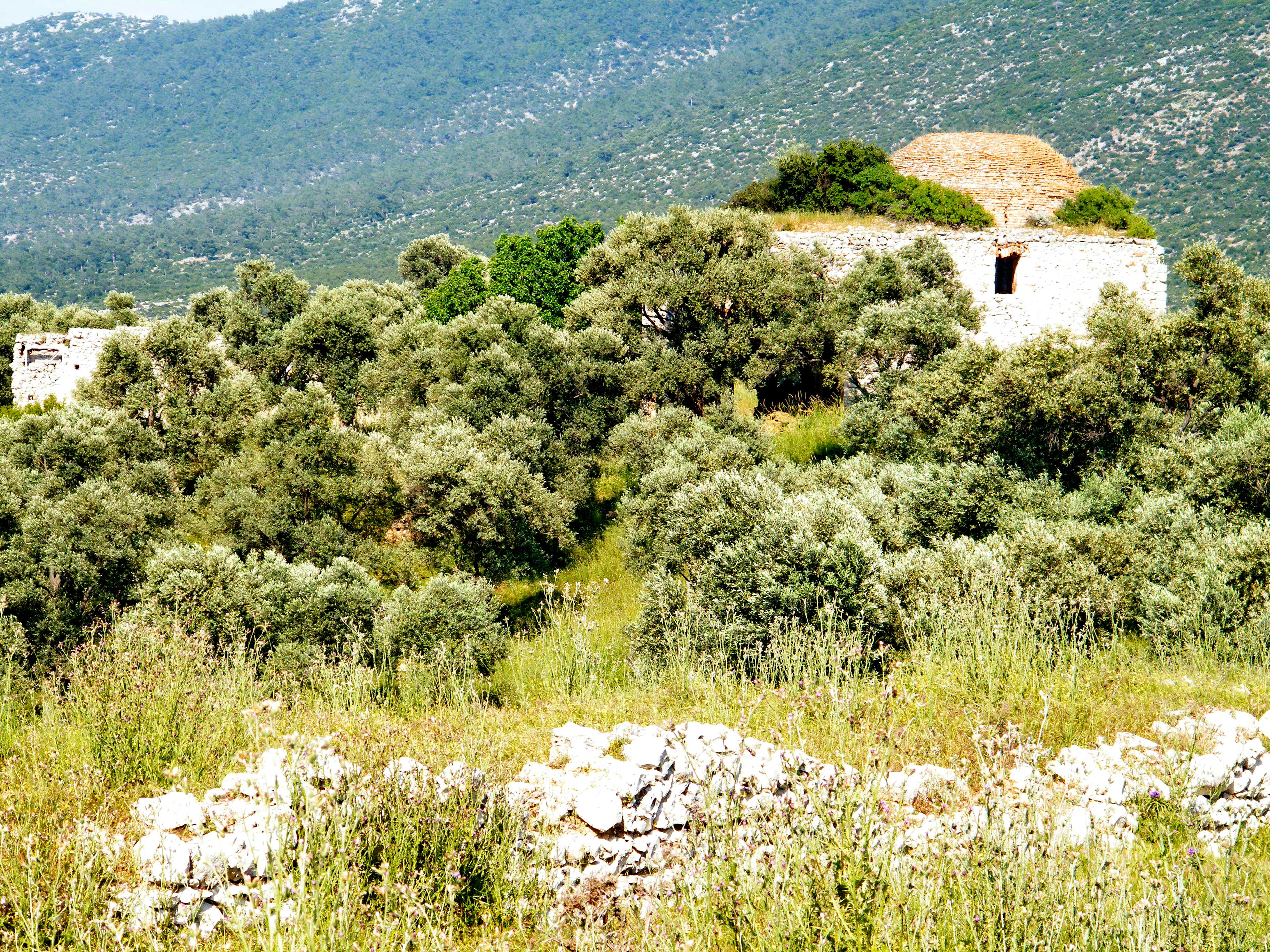
Yelli-Moschee (rechts) und Yelli-Medrese (links) im Olivenhain oberhalb des Karaahmet-Tales

Im Flurstück Kepez Mevkii von Beçin, dem einstigen Kepez-Viertel südöstlich der Ruinen der ummauerten „Altstadt“, besteht die als Yelli Külliyesi (Yelli-Komplex) bekannte Gebäudegruppe mit Ruinen eines Bades, einer Moschee und einer Medrese sowie, östlich abgelegen, einer Zisterne. Die drei Ruinen stehen am oberen Rand des Karaahmet-Tales, einem stark abfallenden mit Macchie und Olivenbeständen bewachsenen Landstück, von dem aus man das Tal überblickt. Die östlich gelegene Medrese ist etwa 100 m, das Bad im Westen etwa 150 m von der Moschee entfernt. Die Medrese ist das baufälligste Gebäude. Die einkuppelige Moschee westlich der Medrese ist in relativ gutem Zustand. Es gibt jedoch Dellen auf der oberen Abdeckung, und die meisten Altar- und Fensterbänke wurden zerstört. Trotzdem kann man sich eine genaue Vorstellung von den ursprünglichen Formen der Bauelemente machen.

### Yelli Hamam (Yelli-Bad)

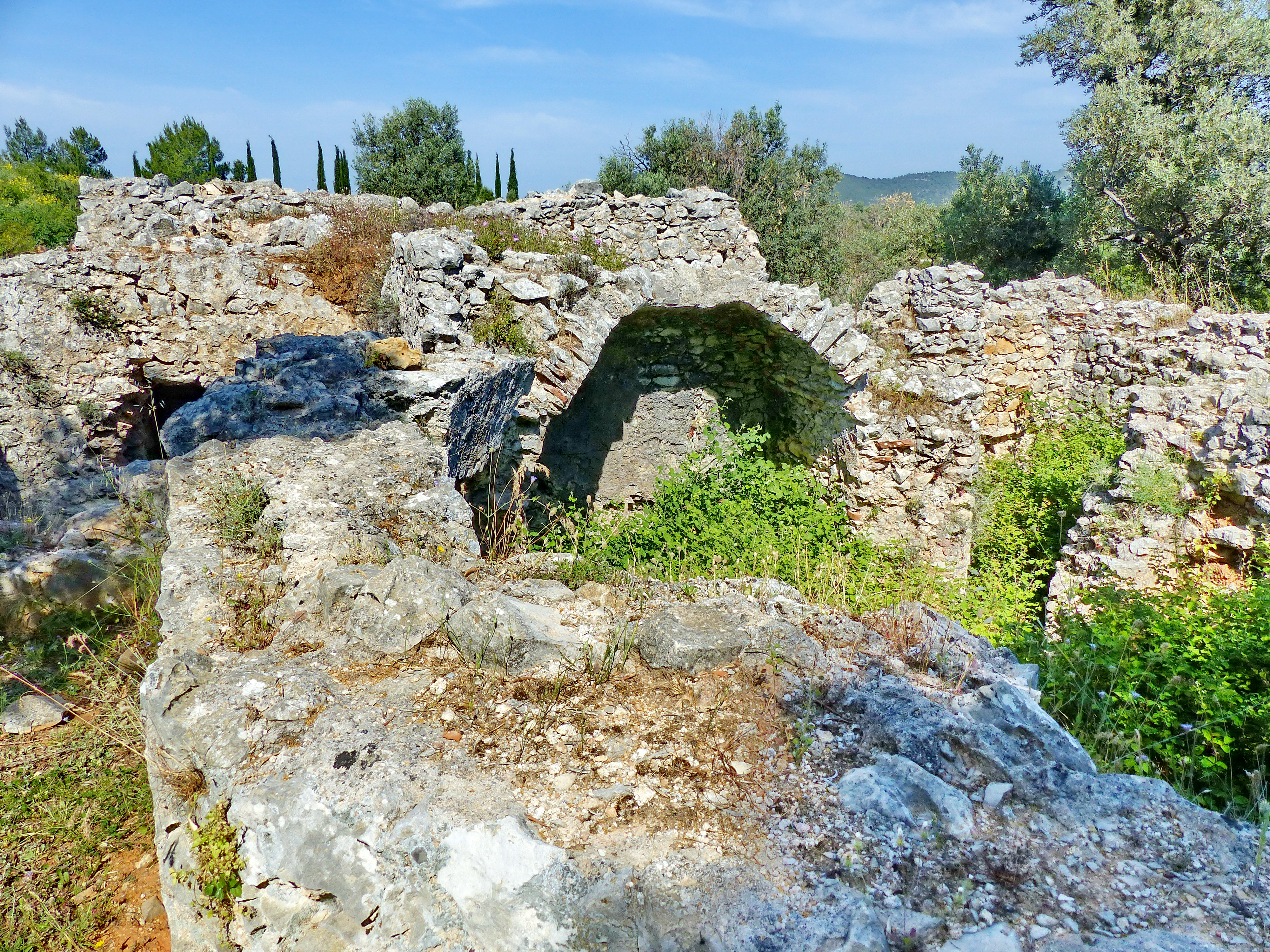
Teil-Ruine des Yelli Hamam am Abhang des Karaahmet-Tales. Im Hintergrund erkennt man die Zypressen des Menteşe-Friedhofs.

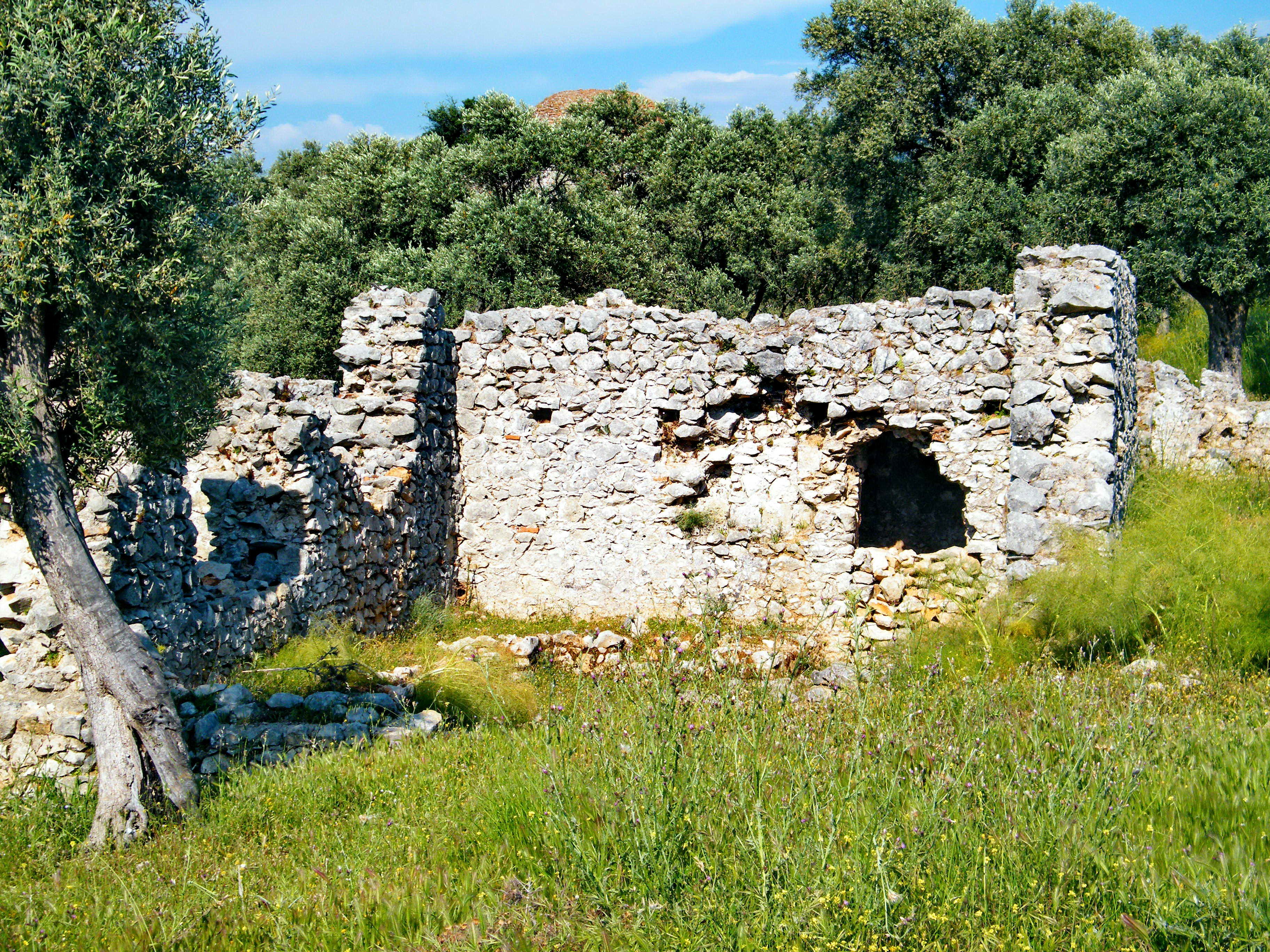
Teil-Ruine des Yelli Hamam am Abhang des Karaahmet-Tales

Das erste Objekt der Yelli Külliyesi östlich des Menteşe-Friedhofs ist das Yelli Hamam (Windiges Bad) westlich der Yelli-Moschee. Ein wichtiger Teil der mit Bruchstein errichteten Mauern steht noch, fast die gesamte obere Abdeckung ist allerdings zusammengebrochen. Das Bad zeigt grob das Planschema eines Hamam mit Iwanen und privaten Eckräumen. Der West-Ost ausgerichtete Bau mit drei Iwanen und Umkleidekabinen, Privatzellen, Warmraum und temperierten Zwischenräumen sowie Wassertanks steht auf einem nach Norden abfallendem Gelände und wurde der Geländestruktur angepasst. Die Umkleidekabine an der Westfront hatte eine Holzdecke. Die Toilette, die sich zu einem sehr kleinen warmen Raum öffnete, war aufgrund der Privatzelle im Norden nicht ganz rechtwinklig. Der Zentralteil war mit einer Kuppel, die beiden Iwane auf der Ost- und Westseite mit einem Halbkreuzgewölbe, die Privatzelle in der nordöstlichen Ecke und der westliche Teil des Wasserbeckens, das aus zwei unterschiedlich breiten Abschnitten besteht, mit einem Kreuzgewölbe überdeckt. Man nimmt an, dass das Bad, wie die anderen Einheiten des Komplexes auch, im ersten Viertel des 15. Jahrhunderts erbaut wurde.

### Yelli Cami (Yelli-Moschee)

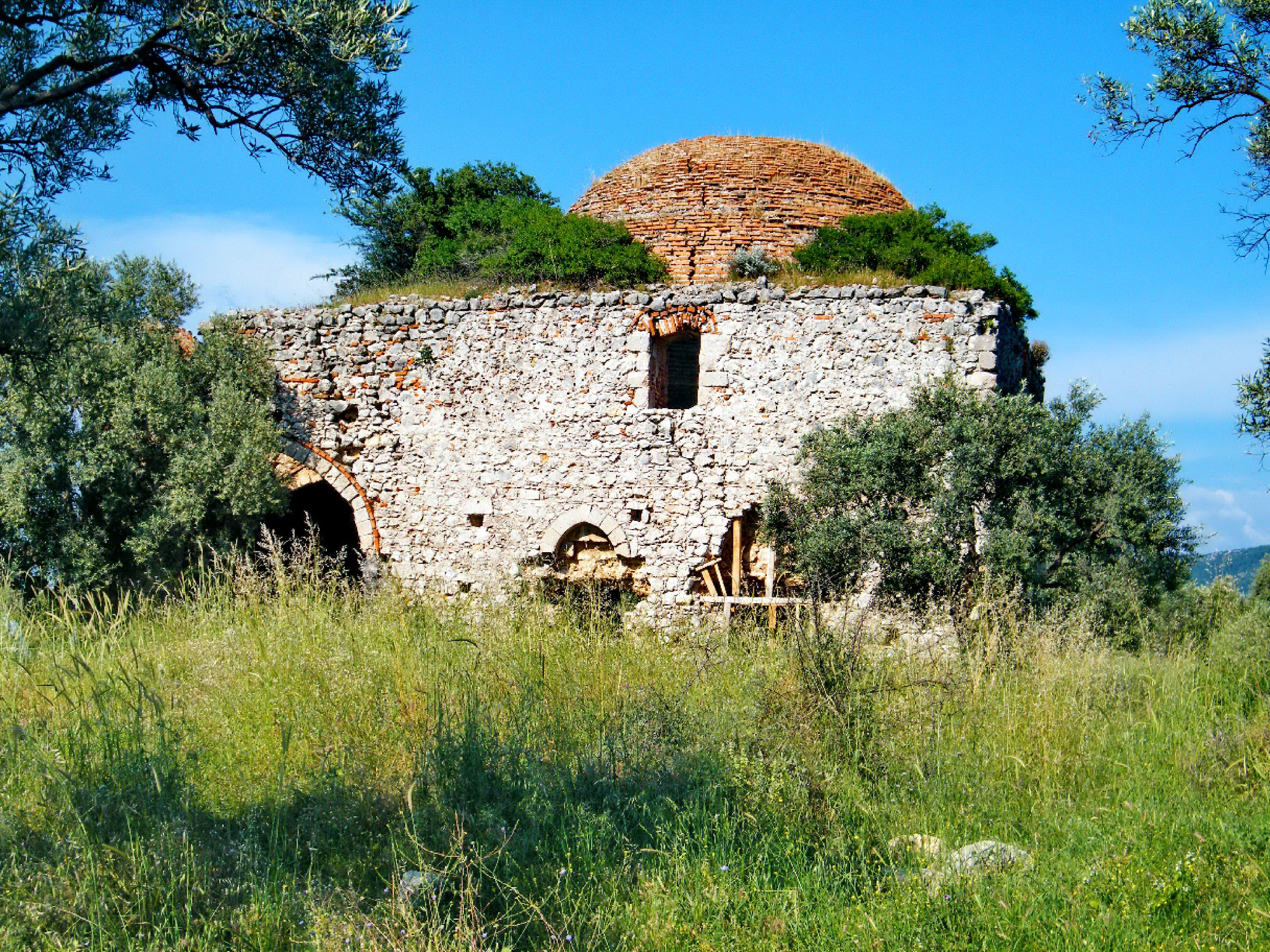
Blick auf die Ruine der Yelli-Moschee

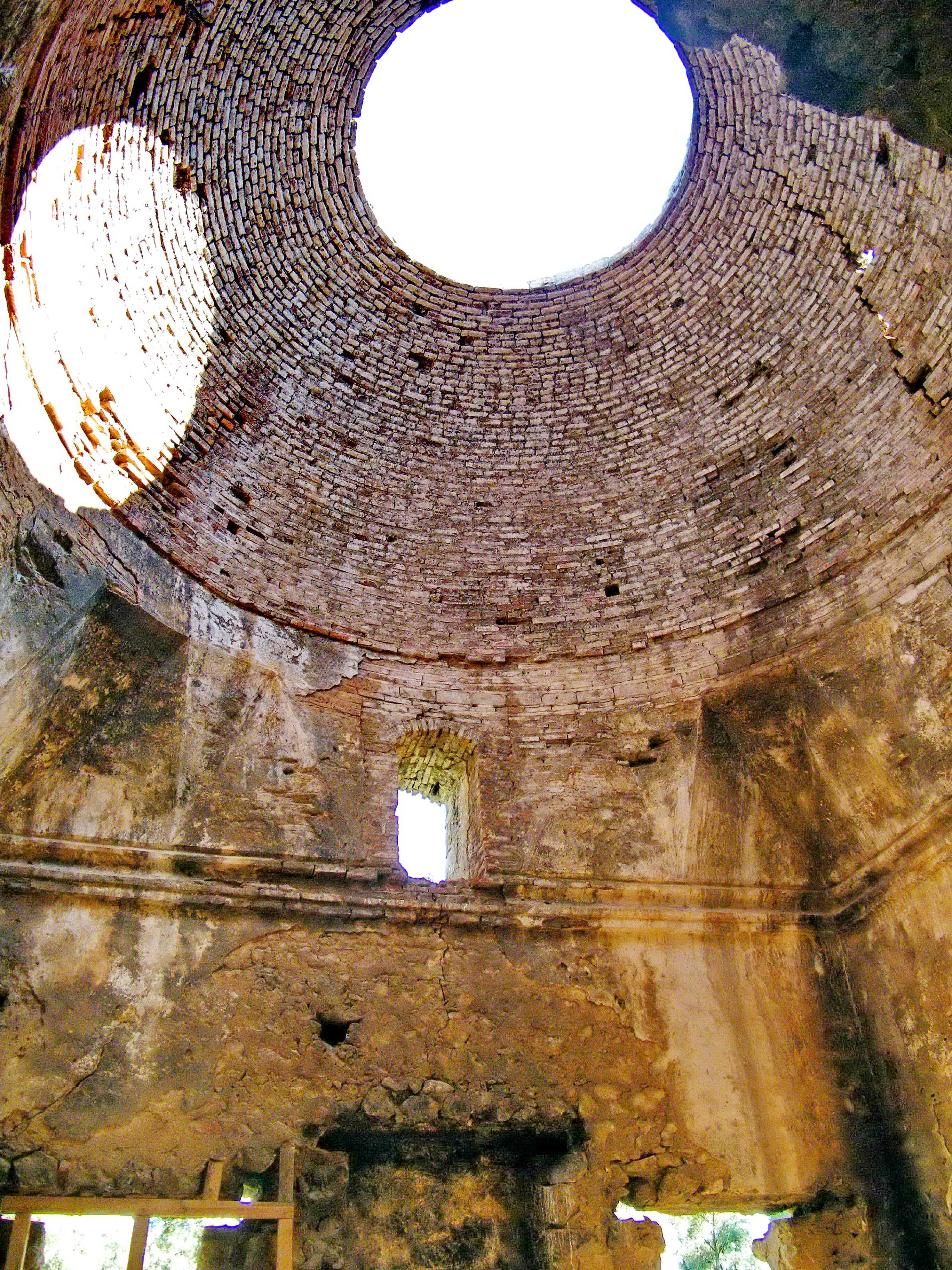
Zentralraum der Yelli-Moschee in Beçin mit dem „Lichtloch“ in der Kuppel

Die östlich des Yelli-Bades gelegene Yelli-Moschee ist in einem relativ gutem Zustand. Sie besteht aus einem quadratischen, einkuppeligen Gebetsraum, zwei weiteren mit Kreuzgewölben überdeckten Räumen als Narthex. Die Gebäudewände wurden mit Bruchsteinen, die Kuppel mit Ziegeln gebaut. Den Gebetsraum (Harim) betritt man direkt von der Ostfassade her durch zwei Türen, eine am östlichen Ende der Nordfassade, die andere in der Mitte der Ostfassade der Moschee. Die Innenflächen der Harimwände sind vollständig verputzt. Die untere Linie des Kuppelübergangs wird durch eine Reihe von Zierleisten hervorgehoben. Die gemauerte Harim-Kuppel mit einem dreieckigen gürtelartigen Übergang ist allerdings teilweise eingestürzt, und in den verbleibenden Teilen sind tiefe Risse zu beobachten. Die große kreisförmige Öffnung in der Mitte der Kuppel ist wohl eine sogenannte „Laterne“ (Lichtöffnung). Trompen wurden in der Kuppel installiert, um die Last der Abdeckung zu verringern und die Akustik zu unterstützen. Das von Zierleisten eingerahmte Portal im Osten hat keine Seitenflügel. An der Ostfassade gibt es zwei Fenster, jeweils eines in der unteren und eines in der oberen Reihe. Das untere Fenster sowie die Fenster der anderen Wände, haben einen Spitzbogengiebel aus skulptierten Steinen. Das obere Fenster hingegen hat eine Spitzbodenöffnung. An der Südfassade, auf beiden Seiten des als rechteckige Nische geformten Mihrab, dessen Beschichtung zerstört ist, gibt es ebenfalls je ein Fenster in der unteren und oberen Reihe. Diese Fenster-Anordnung wiederholt sich an der Westseite. Im Inneren der Nordfassade gibt es oben nur einen „blinden“ Bogen. Der zweiteilige mit Kreuzgewölben bedeckte Narthex im Westen öffnet sich, akzentuiert mit einer Reihe von Ziegeln, mit einem weiten Spitzbogen aus geglätteten Steinen nach außen. Ein Bogen trennt die beiden Einheiten. Ein Teil der mit Backsteinen errichteten Kreuzgewölbe im Westen ist eingestürzt. Die Yelli-Moschee hat keine Bauinschrift. Es fehlen auch Dekorationen, um bei der Datierung zu helfen. Die Formteile des Portals an der Ostfassade haben ein Profil wie die Portale osmanischer Gebäude zu Beginn des 15. Jahrhunderts. Zudem lag das Stadtviertel Kepez außerhalb der Stadtmauern, und Beçin erweiterte sich erst Ende des 14. Jahrhunderts über die Stadtmauern. Demnach wurde die Yelli-Moschee im späten 14. oder frühen 15. Jahrhundert errichtet.
Yelli Medrese

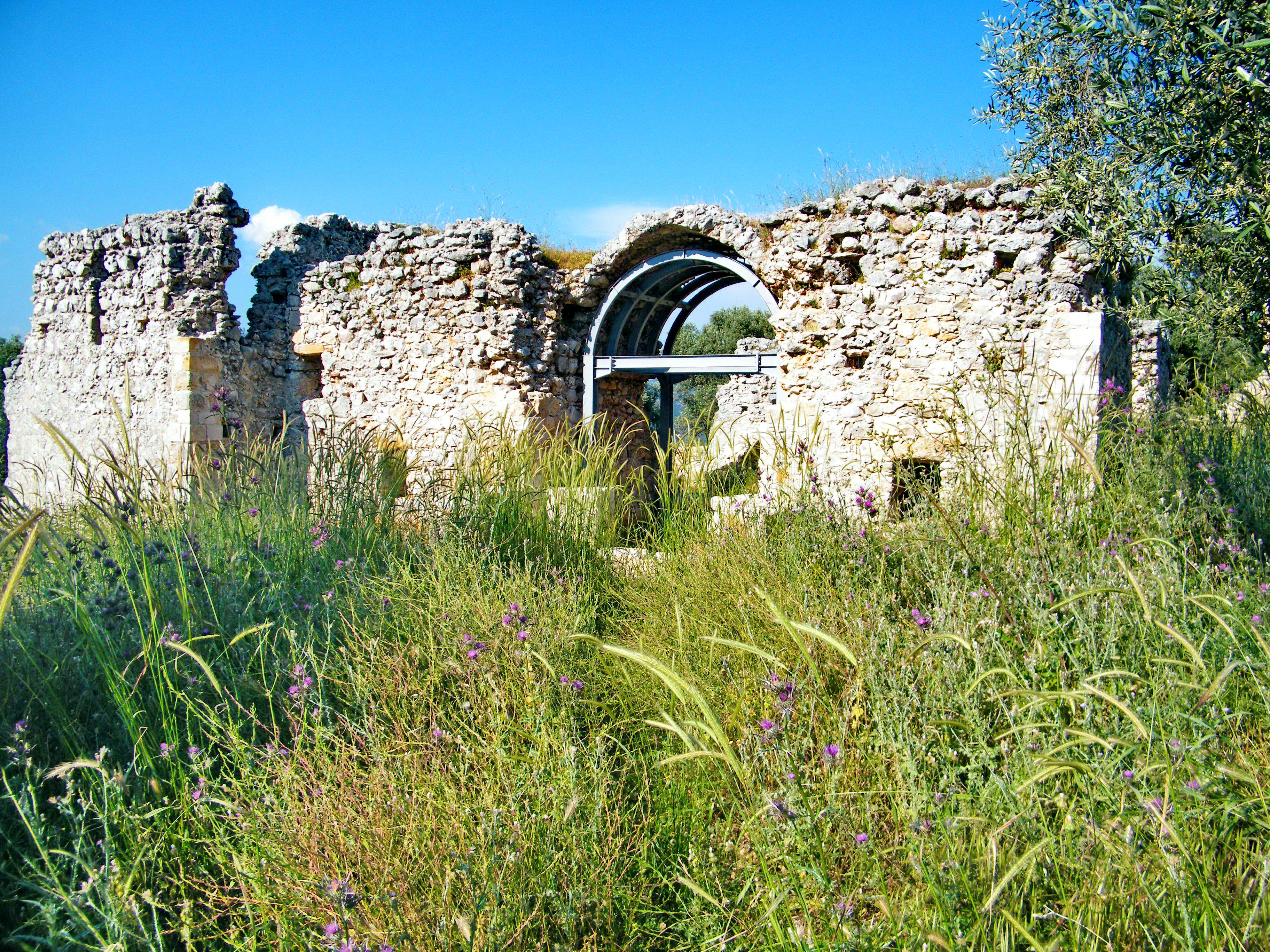
Außenansicht der ruinierten Yelli-Medrese

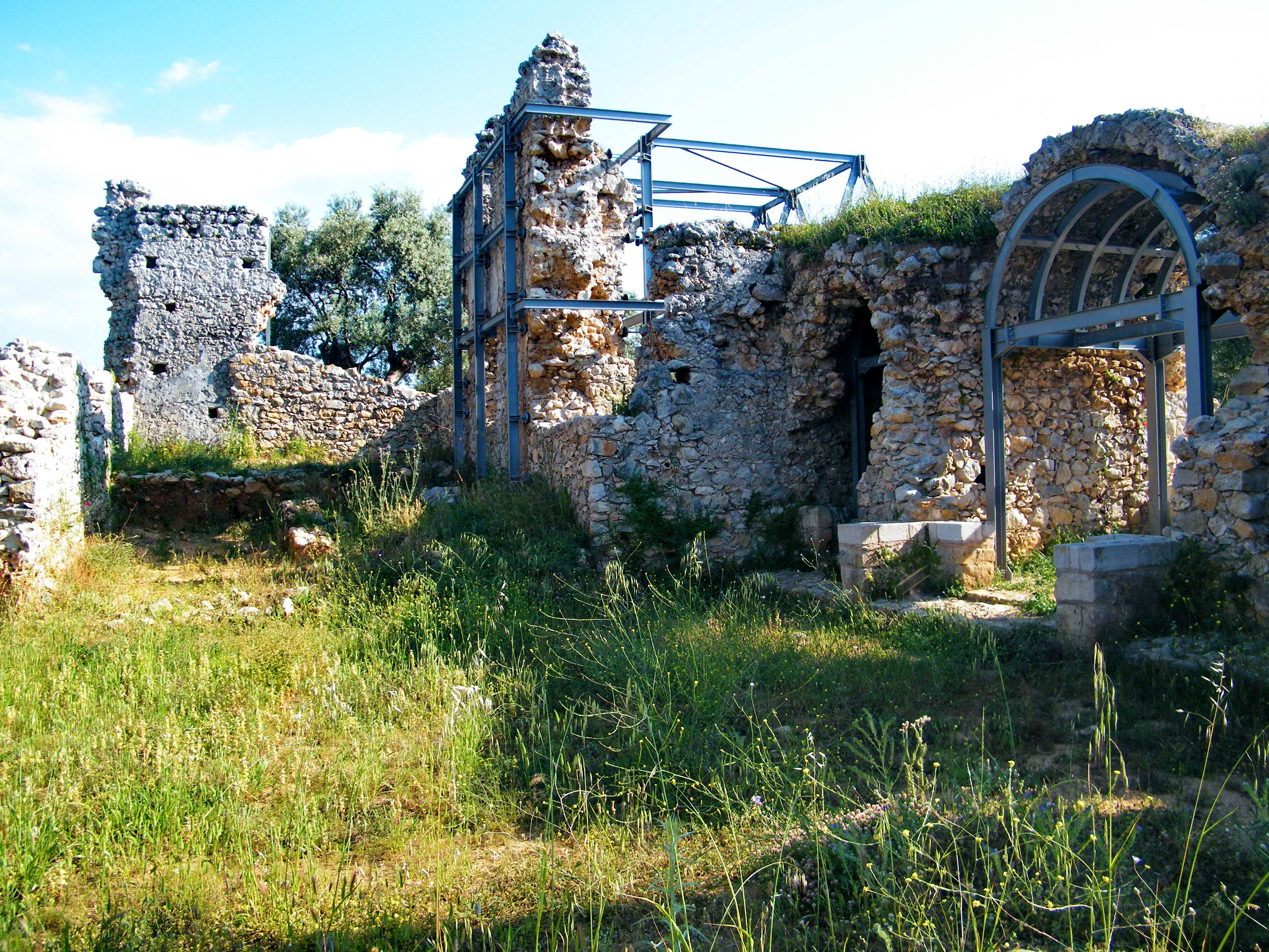
Blick in das Innere der ruinierten Yelli-Medrese

Bereits in den 1980er Jahren befand sich die aus Bruchstein und bearbeitetem Stein erbaute Yelli Madrese in einem sehr heruntergekommenen Zustand. Fast die gesamte obere Abdeckung war zusammengebrochen. Obwohl das Gebäude ausgegraben, dabei vom Schutt allerdings nicht befreit wurde, war es nicht möglich, einen konkreten Plan herzustellen, um sagen zu können, an welcher Seite sich der Eingang befand. Die Nordwand grenzt direkt an einen steil abfallenden Hang. Da sich die Eingänge der Yelli-Moschee auch nicht an der Nordfassade, sondern an der Ost- und Westseite befinden, und obwohl es an eben diesen Seiten des Medrese-Hofes Platz für einen Portikus gibt, sind dort keine Spuren eines Eingangs zu finden. Die Yelli Madrese hatte einen offenen Innenhof, drei Iwane, Schülerzellen und Klassenzimmer. Was sich erkennen lässt, sind je drei Räume an der Nord- und Westseite, zwei an der Süd- und vier an der Ostseite. Der Haupt-Iwan an der Südseite ist extrem groß und hoch. Spuren einer Treppe am nördlichen Ende der Westseite des Hofes sprechen für die mögliche Existenz eines Obergeschosses. Das Gebäude trägt keine Inschrift oder irgendein Datierungsmerkmal. Wahrscheinlich wurde die Medrese zusammen mit der Moschee gegen Ende des 14. oder Anfang des 15. Jahrhunderts gebaut.
Zu weiteren, aber deutlich außerhalb des einst besiedelten Stadtgeländes von Beçin gelegenen historischen Bau-Denkmälern zählen drei größere Gebäude: die Karapaşa-Medrese 270 m südlich des Emir-Hofs, das Orman Tekkesi 250 m im Westen des Emir-Hofs und die Lokman-Zawiya 700 m westlich der Burg.

### Karapaşa Medresesi (Karapaşa-Medrese)
Von der Karapaşa-Medrese im Süden weit außerhalb der Stadtmauern steht nur noch ein Teil der Mauern, Decke und diverse Wände sind eingestürzt. Die einstöckige fast quadratische Anlage hatte einen offenen Innenhof mit einem einzigen hohen und großen Iwan im Süden. Auf beiden Seiten des Iwans lagen Klassenräume mit jeweils einem Fenster nach außen und auf der Ost- und Westseite drei Studentenzellen. In jeder der Zellen gab es einen Ofen und Nischen und in den Klassenzimmern vier Nischen. Alle Einheiten mit Gewölben waren mit senkrecht zum Hof verlaufenden Spitzbögen bedeckt. Die aus Bruchstein errichtete Medrese stammt wahrscheinlich aus der ersten Hälfte des 15. Jahrhunderts, aber darin herrscht Uneinigkeit: Nach Ayda Arel stammt die Medrese vom Ende des 13. Jahrhunderts, benannt nach dem Namen von Kurı Bey, dem Großvater des Gründers des Menteşe-Fürstentums, dessen Name auf dem Grabstein von Ahmed Gazi steht. Metin Sözen dagegen nennt als mögliche Gründungszeit die Regierungszeit von İlyas Bey (1402–1420). Remzi Duran findet beide Datierungen zu früh und schlägt eine Datierung in der Mitte des 15. Jahrhunderts vor. Das Gebäude muss in einem Zeitraum vom Ende des 14. Jahrhunderts bis zur Mitte des 15. Jahrhunderts errichtet worden sein, als Beçin über die Stadtmauer hinauswuchs.

### Orman Tekkesi (Derwischkonvent)

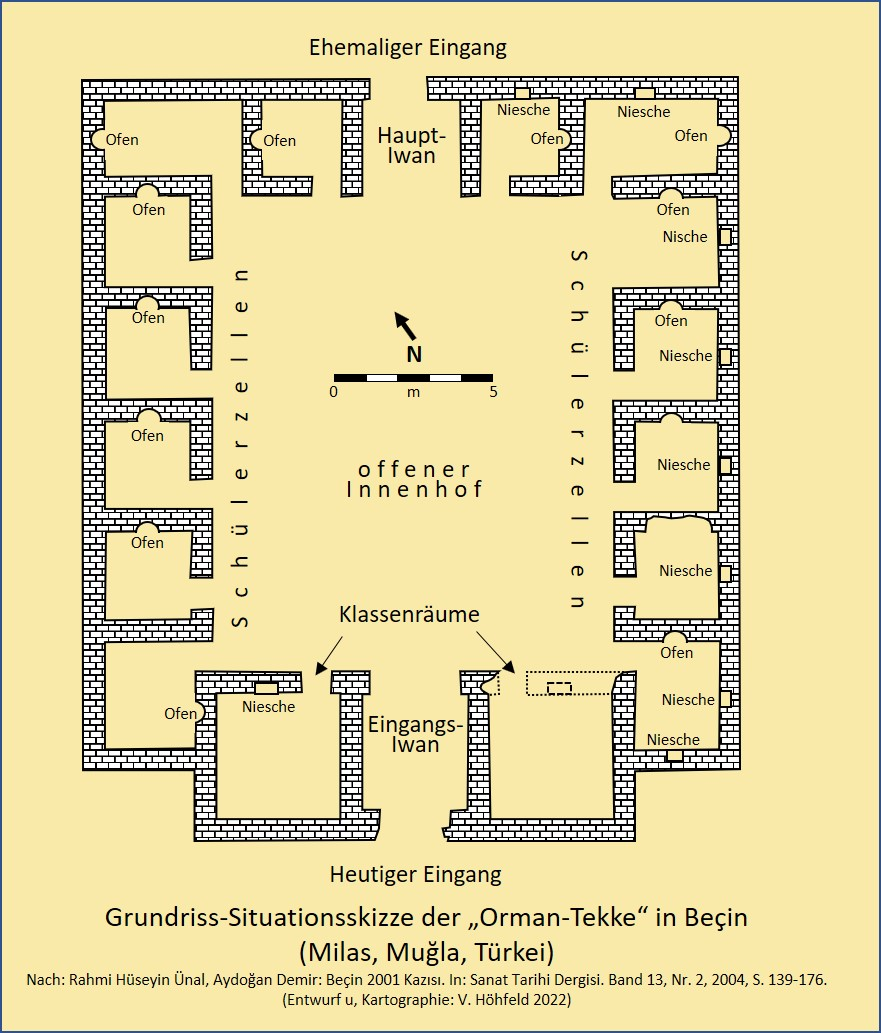
Die Kartenskizze zeigt die Grundriss-Situation der von türkischen Archäologen 2000 entdeckten und 2001 freigelegten „Orman-Tekke“ in der mittelalterlichen Stadtwüstung Beçin

Das Gebäude der sogenannten Orman Tekkesi war wohl Zentrum/Konvent einer Sufi-Bruderschaft. Seine Fundamentreste wurden erst im Jahr 2000 gefunden, als ein Bauer die an sein Feld angrenzende Macchie rodete, um seine Ackerflächen zu erweitern. Die Anlage war bei den Anwohnern als Orman Tekkesi bekannt und zeigt Merkmale der Medresen der Beylikzeit. Der etwas vorragende Eingangsteil liegt in der Mitte der Südseite des Innenhof-Komplexes mit einem Eingangs-Iwan in der Mitte mit je einem Klassenzimmer zu beiden Seiten. Rechts und links des Hofes liegen jeweils fünf kleine Schülerzellen und dem Eingang gegenüber im Norden ein Iwan in der Mitte und zwei Zellen auf jeder Seite. Mit der Zeit der Fürstentümer verbreitete sich auch der Bau von Öfen für Studentenzellen. In allen Zellen gibt es eine halbkreisförmige Feuerstelle. Einige der Zellen haben Nischen. Haupt-Iwan und Klassenzimmer finden sich bei derartigen Bauten fast immer auf der dem Eingangs-Iwan gegenüberliegenden Seite. Der Nord-Iwan ist hier kleiner als der Eingangs-Iwan. In den meisten Medresen der Seldschuken- und Beylikzeit ist dies eher umgekehrt, also der Eingangs-Iwan immer kleiner als der Haupt-Iwan. Ein besonderes Merkmal der Anlage ist, dass der Innenhof keine von Säulen oder Pfeilern getragene Vorhalle (Portikus) aufweist. In Beçin sind allerdings gleich drei der ohnehin wenigen Medresen mit einem Innenhof ohne Säulengang ausgestattet. Zwei bei der Ausgrabung gefundene Münzen konnten in die Regierungszeit von Mehmet dem Eroberer datiert werden. Somit stammt das Gebäude, das vermutlich Mitte des 15. Jahrhunderts aktiv war, wahrscheinlich aus dem 14. Jahrhundert und muss in der zweiten Hälfte des 14. Jahrhunderts oder spätestens im ersten Viertel des 15. Jahrhunderts errichtet worden sein.

### Lokman Zaviyesi (Lokman-Zawiya)
Weit entfernt von der archäologischen Ausgrabungsstätte liegen die Ruinen der sogenannten Lokman-Zawiya (auch Zaviyeli oder Tabhaneli Cami). Dort liegen am Westhang des Lokman-Tales im Westen von Beçin in einem Olivenhain Überreste eines stark verfallenen Gebäudes. Diese Lage weit vom Stadtzentrum entfernt eignet sich im Allgemeinen für den Standort einer Zawiya, die bekanntermaßen meist außerhalb der Stadtzentren errichtet wurden. In Anbetracht der Entwicklung von Beçin geht man davon aus, dass die Lokman-Zawiya auf Ende des 14. Jahrhunderts oder Anfang des 15. Jahrhunderts datiert werden kann. Nach Aussagen von Einheimischen waren die verstürzten Mauern in den 1960er/1970er Jahren ein noch recht massiver Bau. Das Gebäude erstreckt sich in Nordost-Südwest-Richtung. Die Wände der Nordfassade sind größtenteils, die der Westfassade vollständig zerstört. Das Gebäude bestand aus drei Räumen. Alle drei Räume haben einen rechteckigen Grundriss, und es gibt keine Spur von Gewölbedecken. Das auffälligste Merkmal ist die Schlichtheit, wie man sie meist bei ländlichen Gebäuden findet. Sogar die Seitenflügel des Portals wurden aus Bruchstein gebaut. Bearbeiteter Stein wurde nur in dem Bogen an der Eingangsöffnung verwendet.
Der Plan des Gebäudes erinnert stark an sogenannte Tabhaneli-Moscheen, von denen man Beispiele aus der Beylikzeit und der frühen osmanischen Zeit kennt und die als multifunktionale Moscheen, Zaviyeli-Moscheen oder Tabhaneli-Moscheen bekannt sind und deren erste Beispiele Mitte des 14. Jahrhunderts und die letzten bis Mitte des 16. Jahrhunderts bestanden. Es sind Bauwerke, die während der Expansionsperiode (Fütuhat) des Osmanischen Reiches entstanden und eine besondere Funktion als wohltätige Einrichtung (Tabhane) hatten, um warmes Essen an Studenten der jeweiligen Medrese und an Arme zu verteilen. In den meisten Moscheen mit Tabhane-Funktion, die bis heute erhalten sind, waren die Räume mit Kuppeln oder Gewölben bedeckt. Bei der Lokman-Zawiya ist sicher, dass alle drei Räume Holzdächer mit Lehmbedeckung hatten. Die beiden Zwischenwände und die Südwand des Westraums stehen noch ungefähr 4 m hoch. An der südlichen Außenseite des Mittelzimmers sind oben Spuren von zwei Strebepfeilern und Löcher von vertikalen Balken an den Wänden deutlich zu erkennen. Im oberen Teil der Südwand befinden sich zwei Zinnenfenster. Alle drei Räume öffneten sich direkt nach außen ohne Verbindung untereinander. Die beiden Außenräume, die spiegelsymmetrisch zum Raum in der Mitte sind, hatten jeweils einen Kamin. Ihre Eingänge befanden sich in zerstörten Abschnitten.